# Lesbiana
Lesbianisme és el terme emprat per fer referència a l'homosexualitat femenina, és a dir, les dones que experimenten amor romàntic o atracció sexual per altres dones. La paraula lesbiana procedeix de l'illa de Lesbos (Grècia), i s'utilitza per fer referir-se a una dona homosexual que sent atracció sexual, física, emocional o sentimental únicament cap a les dones.
El concepte de «lesbiana», per diferenciar dones amb una orientació sexual compartida, és una construcció del segle xx. Al llarg de la història, les dones no han tingut la mateixa llibertat ni independència que els homes per tenir relacions homosexuals, però tampoc, en general, no han patit el mateix càstig dur que els homes homosexuals en algunes societats. En lloc d'això, les relacions lesbianes sovint han estat considerades inofensives i tolerables per als heterosexuals, tret que les participants intentessin afirmar privilegis tradicionalment gaudits pels homes. Cosa que ha fet que hi hagi poca documentació per donar una descripció precisa de com s'expressava l'homosexualitat femenina.

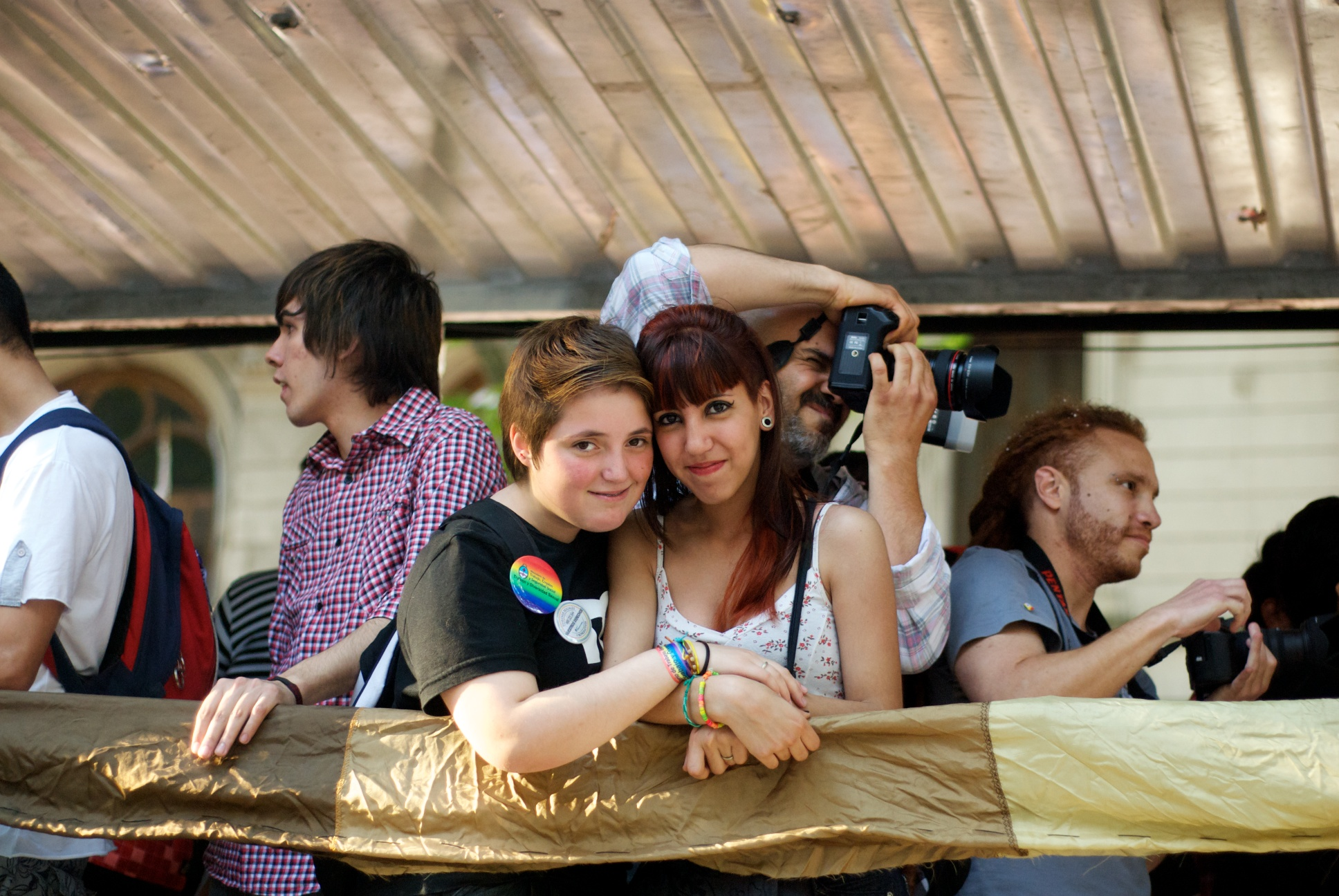
Parella adolescent de lesbianes. Marxa de l'orgull LGBT (2011)

Quan els primers sexòlegs, a la darreria del segle xix, van començar a categoritzar i descriure la conducta homosexual, davant la falta de coneixement sobre l'homosexualitat o la sexualitat de les dones, van classificar les lesbianes com a dones que no s'adherien a rols de gènere femení i les van designar de forma incorrecta, una designació que actualment la comunitat científica mundial ha revertit. Les lesbianes van respondre a aquesta designació, ja sigui amagant les seves vides personals o acceptant l'etiqueta de marginada i creant una subcultura i una identitat que es va desenvolupar a Europa i als Estats Units. Després de la Segona Guerra Mundial, durant el període de repressió social en què els governs van perseguir activament els homosexuals, les dones van desenvolupar xarxes per socialitzar-se i educar-se. Una major llibertat econòmica i social els va permetre gradualment poder determinar com podrien formar relacions i famílies. Amb la segona onada del feminisme i el creixement de l'erudició en la història i la sexualitat femenina al segle xx, la definició de «lesbiana» es va ampliar i va provocar un debat sobre el desig sexual com a component principal per definir què és una lesbiana. A la fi del segle xix, els sexòlegs van publicar les seves observacions sobre el desig i la conducta cap a persones del mateix sexe i van distingir les lesbianes en la cultura occidental com una entitat distintiva. Des de llavors els historiadors han tornat a examinar les relacions entre les dones i qüestionen què és el que fa que una dona o una relació pugui qualificar-se de lèsbica. El resultat d'aquest debat ha introduït tres components a l'hora d'identificar les lesbianes: conducta sexual, desig sexual, i identitat sexual.
La identitat sexual no és necessàriament la mateixa que l'orientació sexual o el comportament sexual, per diversos motius, com ara la por a identificar la seva orientació sexual en un entorn homofòbic.
La sexualitat de les dones al llarg de la història ha estat en la seva major part construïda per homes, els quals han limitat el reconeixement del lesbianisme com a possibilitat o expressió vàlida de sexualitat, a causa de l'absència masculina en una relació lèsbica. Els primers sexòlegs van basar les seves caracteritzacions de les lesbianes en la creença que les dones que desafiaven els estrictament definits rols de gènere estaven mentalment malaltes. Des de llavors, moltes lesbianes han reaccionat a la seva designació com marginades immorals mitjançant la construcció d'una subcultura basada en la rebel·lió contra els rols de gènere. El lesbianisme ha estat a vegades de moda al llarg de la història, cosa que afecta a com les lesbianes són percebudes pels altres, i com es perceben a si mateixes. Algunes dones que tenen conductes homosexuals poden rebutjar la identitat lèsbica per complet, i refusar definir-se a si mateixes com a lesbianes o bisexuals.
Les diferents maneres en què les lesbianes han estat representades en els mitjans de comunicació suggereixen que la societat occidental en conjunt s'ha sentit simultàniament intrigada i amenaçada per les dones que desafien els rols de gènere femenins, i fascinada i sorpresa per les relacions romàntiques entre dones. No obstant això, les dones que adopten la identitat lèsbica comparteixen experiències que conformen un panorama similar al de la identitat ètnica: com a homosexuals, estan unides per la discriminació i el rebuig potencials que pateixen per part de les seves famílies, amistats i altres, i com a dones, tenen preocupacions diferents a les dels homes. Les condicions polítiques i les actituds socials també continuen afectant la formació de relacions i famílies lèsbiques.

## Etimologia i evolució de la paraula

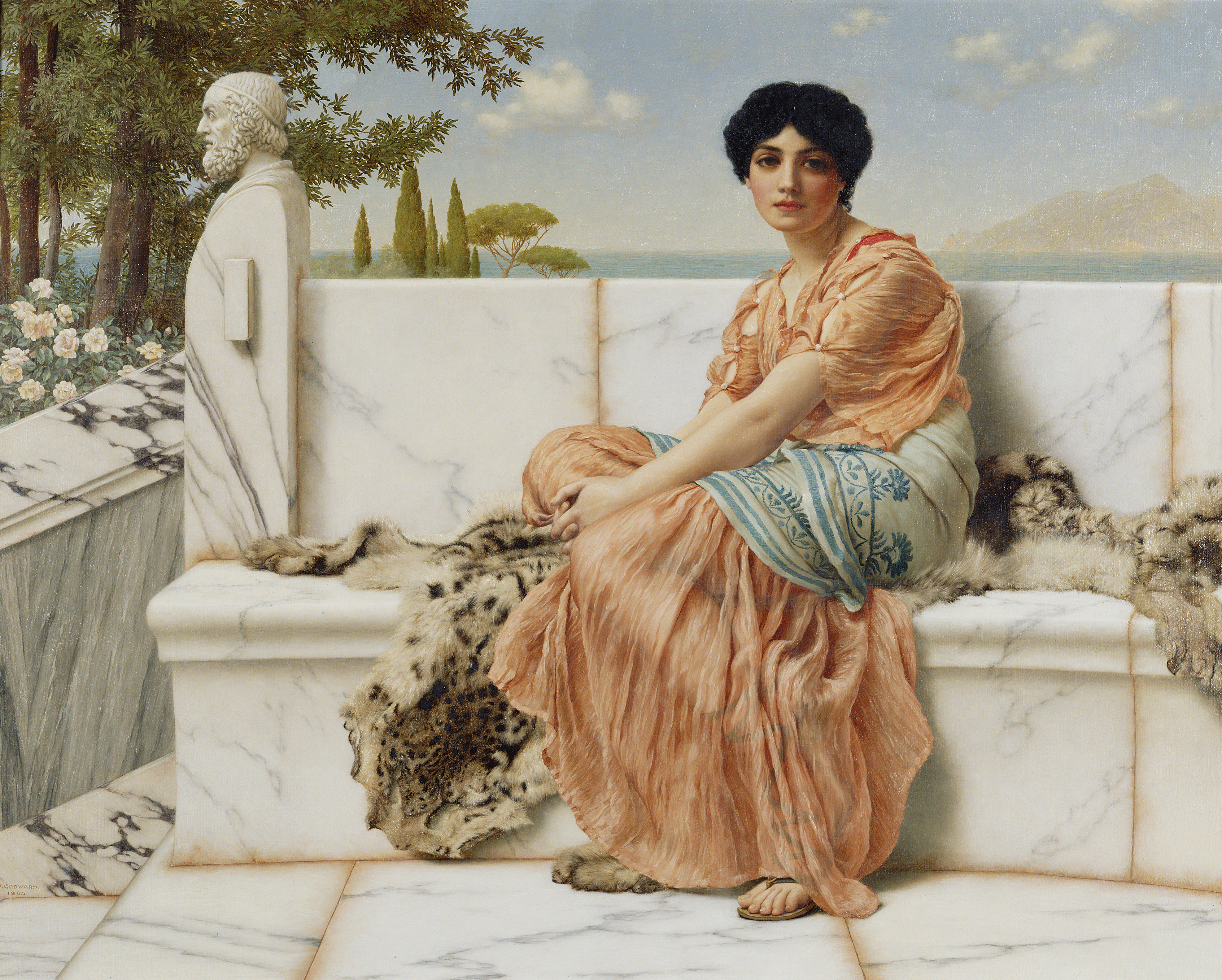
Safo de Lesbos, aquí representada en una pintura de 1904 de John William Godward, va donar a la paraula «lesbiana» la connotació de desig eròtic entre dones.

La paraula «lesbiana» deriva del nom de l'illa grega de Lesbos, llar, al segle v aC, de la poetessa Safo. Dels escrits que s'han conservat, els historiadors han deduït que Safo estava a càrrec d'un grup de dones joves per a la seva instrucció i diversió. No ha sobreviscut gaire de la poesia de Safo, però la que es coneix, reflecteix els temes sobre els quals va escriure: les vides diàries de les dones, les seves relacions i rituals. Es centrava en la bellesa de les dones i proclamava el seu amor per les joves. Fins a la fi del segle xix, la paraula «lesbià, lesbiana» era un adjectiu que normalment qualificava allò que derivava de Lesbos, incloent un tipus de vi. No obstant això, el terme «lesbienne» ja s'usava en la literatura francesa des del segle xvi amb el sentit modern. A Anglaterra, es pot rastrejar l'ús de «lesbian» amb el significat actual des del segle xvii, com ho documenta Emma Donoghue en Passions between women ('Passions entre dones'), 1993. El 1890, la paraula va ser usada en un diccionari mèdic com a adjectiu per descriure el tribadisme (com «amor lèsbic»): «gratificació sexual de dues dones a través de la simulació del coit». El terme «lesbianisme», per descriure la relació eròtica entre dones, va ser documentat el 1870. El terme era intercanviable amb «sàfica» i «safisme» cap a l'inici del segle xx. L'ús de «lesbiana» en la literatura mèdica va començar a ser prevalent; cap al 1925 la paraula apareix definida com un substantiu per referir-se a l'equivalent femení de sodomita.
| La subcultura lesbiana es va desenvolupar en resposta a la categorització del lesbianisme com un problema mèdic pels sexòlegs, com Richard von Krafft-Ebing |  | La subcultura lesbiana es va desenvolupar en resposta a la categorització del lesbianisme com un problema mèdic pels sexòlegs, com Richard von Krafft-Ebing |
| La subcultura lesbiana es va desenvolupar en resposta a la categorització del lesbianisme com un problema mèdic pels sexòlegs, com Richard von Krafft-Ebing |  | Havelock Ellis, un metge britànic, considerava que el lesbianisme era una forma de demència                                                                 |

El desenvolupament del coneixement mèdic va ser un factor important per a les connotacions que inclouria la paraula. A mitjan segle xix, els divulgadors mèdics van tractar d'establir formes d'identificar l'homosexualitat masculina, que era vista com un problema social considerable en la majoria de les societats occidentals. Categoritzant el comportament sexual, sexòlegs com l'alemany Magnus Hirschfeld es referien a la «inversió» com un comportament sexual normal per a homes i dones, de manera que els homes i les dones variaven des del «tipus sexual masculí perfecte» fins al «tipus sexual femení perfecte». La quantitat de literatura mèdica dedicada a l'homosexualitat femenina era molt menor que la dedicada a l'homosexualitat masculina, ja que els professionals mèdics no la consideraven un problema significatiu. En alguns casos, ni tan sols reconeixien la seva existència.

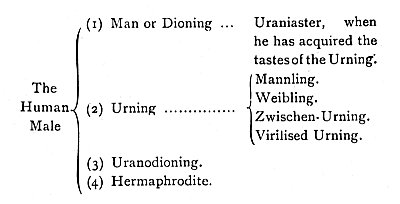
Del llibre de John Addington Symonds, A Problem in Modern Ethics (Un problema per a l'ètica moderna, 1891)

No obstant això, els sexòlegs Richard von Krafft-Ebing (d'Alemanya) i Havelock Ellis (del Regne Unit) van escriure algunes de les categoritzacions més primerenques i duradores de l'homosexualitat femenina, considerant-la un tipus de bogeria. Krafft-Ebing, que considerava el lesbianisme (que anomenava «uranisme») com una malaltia neurològica, i Ellis, influït al seu torn pels escrits de Krafft-Ebing, creien que la condició no era permanent. Ellis opinava que els sentiments de moltes dones que professaven amor per altres dones canviaven després de casar-se i tenir una «vida real». Tanmateix, Ellis admetia l'existència de «autèntiques invertides» que passarien tota la seva vida amb relacions eròtiques amb altres dones. Aquestes eren membres del «tercer sexe», que rebutjava el paper subaltern, femení i domèstic de les dones. La paraula «invertida» qualificava aquella que realitzava els rols de gènere oposats al seu sexe i sentia atracció per les dones, en lloc de pels homes; pel fet que les dones de l'època victoriana eren considerades incapaces d'iniciar trobades sexuals, les dones que ho feien amb altres dones es considerava que tenien «desitjos sexuals masculins».
Les obres de Krafft-Ebing i Ellis van tenir una gran circulació i van ajudar a crear una consciència pública sobre l'homosexualitat femenina. Les afirmacions dels sexòlegs que l'homosexualitat era una anomalia congènita eren, en general, àmpliament acceptades pels homes homosexuals; indicaven que el seu comportament no estava inspirat ni havia de ser considerat un vici criminal. En absència d'altres descripcions de les seves emocions, els homosexuals van acceptar la designació de «diferent» o «pervertit» i van usar el seu estatus de proscrits per formar cercles socials a París i Berlín. «Lesbiana» i «lesbianisme» van començar a descriure elements d'una subcultura.

## Homosexualitat femenina sense identitat
Els diferents significats de lesbiana des de començaments del segle xx han impulsat a alguns historiadors a revisar les relacions històriques entre dones abans que l'ús de la paraula tingués majoritàriament connotacions eròtiques. Discussions entre historiadors han portat a posar en dubte encara més allò que pot denominar-se com «relació lèsbica». Tal com han afirmat les feministes lèsbiques, un component sexual no és necessari per declarar-se lesbiana si les seves principals i més estretes relacions són amb dones. Quan es consideren relacions del passat dins d'un context històric adequat, hi ha hagut èpoques en què l'amor i el sexe eren nocions separades i no relacionades. El 1989, un grup d'universitaris, el Lesbian History Group, va escriure:
| « | A causa de la reticència de la societat a admetre l'existència de lesbianes, es demana un alt grau de certesa abans que els historiadors o els biògrafs puguin utilitzar l'etiqueta «lesbiana». L'evidència que n'hi hauria prou en una altra situació és insuficient aquí ... Una dona que mai es va casar, que vivia amb una altra dona, les seves amistats eren majoritàriament dones, o que es movia en coneguts cercles lesbians, gais o mixtes, potser era una lesbiana, encara que aquestes indicacions no siguin «proves». El que volen els nostres crítics és una prova irrefutable de l'activitat sexual entre dones. Això és gairebé impossible de trobar. | » |

A més de les dificultats d'aquesta qualificació, sovint la sexualitat femenina no està representada de forma adequada en textos i documents. Fins molt recentment, molt del que estava documentat sobre la sexualitat femenina havia estat escrit per homes, en el context de la comprensió masculina i rellevant per a les associacions de les dones amb els homes, en la seva funció d'esposes, filles o mares, per exemple. Sovint, les representacions de la sexualitat femenina suggereixen tendències o idees de forma poc precisa, donant als historiadors pistes de l'estesa i acceptada que estaven les relacions eròtiques entre dones.

### Antiga Grècia i Roma

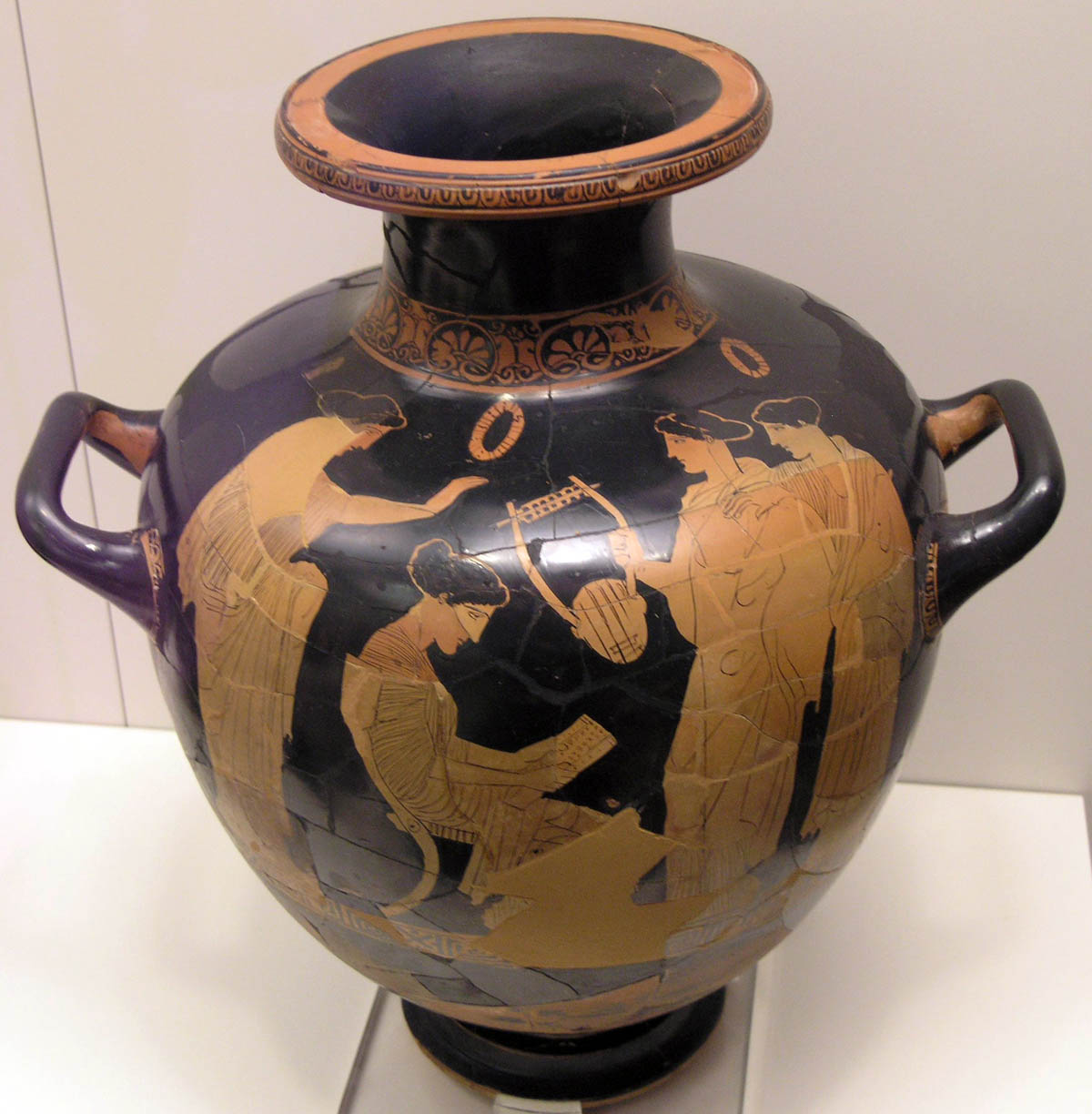
La poetessa Safo, asseguda i llegint un dels seus poemes a tres amigues-estudiants que l'envolten. c 440-430 aC. Museu Arqueològic Nacional, Atenes, n. 1260.

La història s'analitza sovint a través de les ideologies contemporànies. L'antiga Grècia, com a tema, va gaudir de gran popularitat entre les classes dominants a la Gran Bretanya del segle xix. Basant-se en les seves prioritats socials, els primers estudiosos van interpretar l'antiga Grècia com una societat occidental, blanca i masculina, i bàsicament van llevar a les dones qualsevol importància històrica. La vida social de les dones a Grècia tenia lloc gairebé exclusivament entre dones, igual que ocorria entre els homes. En aquest ambient homosocial, les relacions eròtiques i sexuals entre homes eren comuns i estan recollides en la literatura, l'art i la filosofia. Tot i que no hi ha pràcticament testimonis sobre l'activitat homosexual entre dones, s'especula sobre l'existència de relacions similars a les masculines entre dones adultes i joves. El poeta Alcman d'Esparta va emprar el terme aitis com la forma femenina d'aites (que era la denominació oficial per al membre més jove d'una relació pederasta). Aristòfanes, a El convit de Plató, esmenta a les dones que estimen a altres dones, però fa servir el terme trepesthai (estar centrat sobre) en lloc d'eros, que era la paraula emprada per a altres relacions eròtiques entre homes i entre homes i dones.
La historiadora Nancy Sorkin Rabinowitz afirma que les imatges de gerros antics grecs de figures vermelles mostrant a dones amb els seus braços al voltant a la cintura d'altres dones o recolzant-se sobre l'espatlla d'altres dones poden ser interpretades com una expressió de desig romàntic. Gran part de la vida diària de les dones en la Grècia antiga és desconeguda, específicament l'expressió de la seva sexualitat. Tot i que els homes participaven en relacions pederastes fora del matrimoni, no hi ha indicis clars que a les dones els fos permès o que es donés suport que tinguessin relacions homosexuals abans o durant el matrimoni, mentre complissin amb les obligacions maritals. Les dones que apareixen a la ceràmica grega estan representades amb afecte i en les ocasions en què les dones apareixen amb altres dones, les seves imatges estan erotitzades: banyant-se, tocant-se, amb representacions de consoladors prop de l'escena, de vegades amb imatges que també es veuen en representacions de matrimonis heterosexuals o de seducció pederasta. No se sap si aquestes representacions sorgeixen de l'observador o és una representació exacta de la vida de les dones.
Les dones en l'antiga Roma estaven sotmeses de manera similar a la definició masculina de la sexualitat. Els estudis moderns indiquen que els homes veien l'homosexualitat femenina amb hostilitat. Consideraven a les dones que tenien relacions sexuals amb altres dones com rareses de la natura que intentarien penetrar a dones (i de vegades també a homes) amb els seus clítoris «monstruosament augmentats». D'acord amb l'estudiós James Butrica, el lesbianisme «no només desafiava la visió de si mateix de l'home com a donador exclusiu de plaer sexual, sinó que també desafiava els fonaments bàsics de la cultura Romana dominada pels homes». No hi ha documentació històrica sobre dones que tinguessin com a companyes sexuals a altres dones.

### Edat mitjana

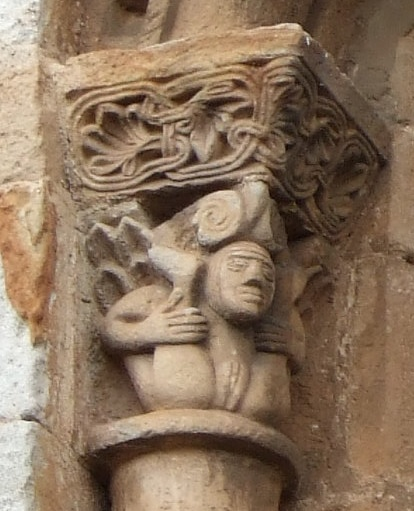
Capitell d'una finestra de l'absis de la Col·legiata de Cervatos,. La sensibilitat medieval era molt diferent de l'actual

A l'edat mitjana europea, la condició homosexual va ser reprimida i ocultada. Per tant, és difícil trobar casos i dades amb referències històriques sobre relacions eròtiques-amoroses entre dones. Les principals fonts són els arxius eclesiàstics (sermons, homilies, encícliques, concilis, catecismes) i jurídics (processos judicials, denúncies, sentències). Els Concilis de París (1212) i Rouen (1214) prohibien a les monges dormir juntes per evitar la temptatives, i s'exigia que hagués una llàntia encesa tota la nit als dormitoris.
Fins fa poc, es creia que el lesbianisme havia estat ignorat per les lleis civils medievals. Estudis més moderns tendeixen a desmentir el fet, tot i que encara és necessària molta més investigació. La primera llei civil que condemnava el lesbianisme va ser el codi d'Orleans, el Li Livres de jostice et de plet (1260):
| «                                        | Feme qui le fet doit à chescune foiz perdre membre, et la tierce doit estre arsse. | Dona que ho fa ha de perdre cada vegada un membre i a la tercera ha de ser cremada. | » |
| — Li Livres de jostice et de plet (1260) |                                                                                    |                                                                                     |   |

No obstant això, seria Cino da Pistoia qui en 1314, amb la publicació del seu Comentari, interpretaria per primera vegada el dret romà de forma condemnatòria per al lesbianisme. Da Pistoia va interpretar una fosca llei de Dioclecià i Maximià, la Lex foedissiman de 287, que condemnava la prostitució i les dones llibertines, per condemnar les dones que tenen relacions amb altres dones. El 1400, Bartolomeo da Saliceto reprèn aquesta interpretació de la Lex foedissiman per condemnar el lesbianisme amb la pena de mort. Les Lectures de Saliceto, que es basaven en la legislació romana, es convertirien en una referència per a tot Europa fins al segle xviii. En general, s'han trobat pocs casos en què s'apliquessin aquestes lleis i no sembla que existís una persecució generalitzada.
El lesbianisme també apareix en la literatura, encara que sigui de forma molt escassa. Al Cancioneiro da Vaticana es troba la següent cantiga d'escarni:
| «                                                        | Mari'Mateu, ir-me quer'eu d'aquem, porque non poss'un cono baratar; alguien que mh'o daria non o tem, e alguem que o tem non mh'o quer dar; Mari'Mateu, Mari'Mateu, tan desejosa ch'es de cono com'eu! E foi deus ja de conos avondar aquí outros que o non am mester, e ar fezer muyto desejar a min e ty, pero que ch'és molher; Mari'Mateu, Mari'Mateu, tan desejosa ch'es de cono com'eu! | Mari'Mateu, anar-me vull d'aquí perquè no puc un cony negociar; algú que m'ho donaria no ho té, i algú que el té no m'ho vol donar; Mari'Mateu, Mari'Mateu, tan desitjosa de cony com jo! I va fer Déu de conys abundar aquí altres que no ho tenen menester, i fer-ho molt a desitjar a mi i a tu, però que ets dona; Mari'Mateu, Mari'Mateu, tan desitjosa de cony com jo! | » |
| — Afonso de Cotom, Cancioneiro da Vaticana, Cantiga 1115 | | |   |

### Europa moderna

Un símbol per a lesbianisme, format per dos símbols astronòmics vinculats per a Venus. En èpoques antigues, el coure metàl·lic estava associat amb la deessa romana Venus en línia amb la metal·lúrgia planetària tradicional. L'antic símbol d'alquímia del coure, un cercle (per a l'esperit) per sobre d'una creu (per a la matèria), es va convertir en un signe per a la deessa i el planeta. Posteriorment, també s'utilitza per representar la femella en biologia i en la cultura popular. Aquí, el símbol es duplica i s'enllaça amb matisos lila per a convertir-se en el símbol de les lesbianes

L'homosexualitat femenina no va rebre al llarg de la història el mateix tipus de resposta negativa de les autoritats religioses o criminals com l'homosexualitat masculina o l'adulteri. Mentre que la sodomia entre homes, entre homes i dones, i entre homes i animals era condemnada amb la pena de mort en pràcticament tots els països europeus, el reconeixement del contacte sexual entre dones era pràcticament inexistent en els textos mèdics i legals, com era el cas a Gran Bretanya. A Espanya, Itàlia i el Sacre Imperi, la sodomia entre dones (habitualment, l'ús d'instruments fàl·lics per a la penetració) estava inclosa entre els actes considerats contra natura i castigats amb la foguera.
A Espanya està documentat un cas de principis del segle xvii en el qual dues dones conegudes com Las Cañitas van ser jutjades per la Inquisició Espanyola a Salamanca per «bujarronas» (segons l'expressió utilitzada pel tribunal). En l'acta s'especificava que «tractava l'una a l'altra amb un artifici de canya en forma de natura d'home». Trobades culpables van ser assotades i condemnades al desterrament, tot i que anys més tard va arribar el perdó reial.

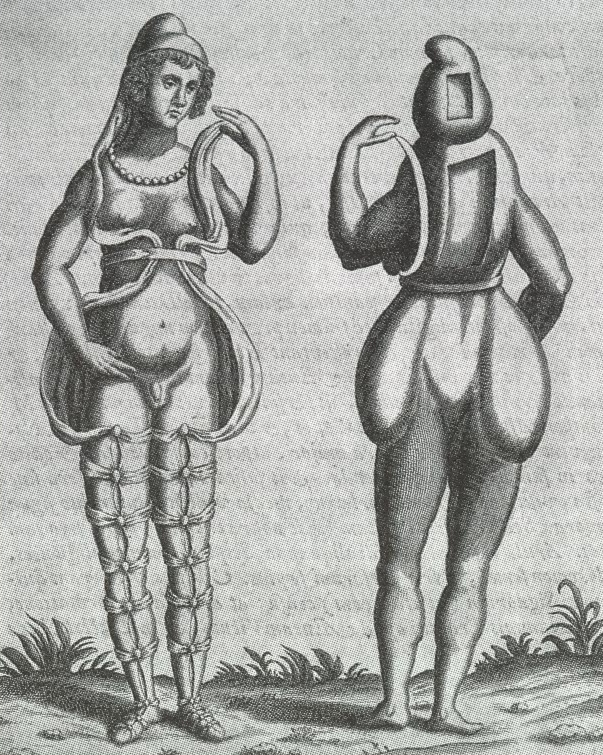
Durant el renaixement, lesbianisme i hermafroditisme (mostrat en aquest gravat de 1690) eren conceptes semblants

No obstant això, l'homoerotisme femení era tan comú en la literatura i el teatre anglès que els historiadors han suggerit que va estar de moda durant algun temps en el Renaixement. Una conseqüència de la massacre holandesa de sodomites del 1731 fins a 1732, va ser el començament de la persecució de les lesbianes als Països Baixos. Del 1731 fins a 1811, data de la introducció del codi penal francès, només a Amsterdam, es va jutjar 23 dones per aquest delicte.
Les idees sobre la sexualitat femenina estaven unides a la comprensió contemporània de la fisiologia femenina. La vagina era considerada una versió còncava del penis; on la perfecció natural va crear a l'home, es pensava sovint que la naturalesa intentava corregir-se, convertint la vagina en un penis en algunes dones. És el cas de Juan Huarte de San Juan, metge i psicòleg espanyol, el seu Examen d'enginys per a les ciències va tenir una influència considerable a tot Europa. Huarte opinava que si un fetus masculí era sotmès al fred, els seus genitals es retraurien per esdevenir una vagina, creant una nena fisiològicament femenina però psicològicament masculina. Més tard es va pensar que aquests eren casos d'hermafroditisme, que es va convertir en sinònim del desig homosexual femení. La consideració mèdica del hermafroditisme depenia dels mesuraments del clítoris; es pensava que les dones feien servir aquest «clítoris més llarg i protuberant» per penetrar a altres dones. La penetració era el principal focus de preocupació en tots els actes sexuals i una dona de la qual es considerava que tenia un desig incontrolable causa del seu gran clítoris era anomenada tríbada (que deriva del verb grec τρίβω (tribō), «fregar»). No només eren els clítoris grans els que es creia que produïen desitjos en algunes dones, els que les portava a masturbar, sinó que alguns pamflets advertien a les dones que la masturbació podia produir aquests clítoris augmentats. Durant algun temps van ser sinònims la masturbació femenina i el sexe lèsbic.
Les diferències de classe van passar a estar relacionades amb el lesbianisme quan va passar la moda de l'homoerotisme. Les tríbades eren considerades alhora membres de les classes més baixes, tractant de corrompre dones virtuoses, i representants d'una aristocràcia arruïnada pel llibertinatge. Els escriptors satírics van començar a suggerir que els seus rivals polítics (o més sovint les seves esposes) eren tríbades per arruïnar la seva reputació. Per exemple, existien rumors que Anna de la Gran Bretanya tenia un apassionat romanç amb Sarah Churchill, que va esdevenir duquessa de Marlborough gràcies a la seva proximitat amb la reina. Quan Churchill va ser desbancada com la preferida de la reina, la mateixa Churchill va escampar rumors que la reina tenia relacions amb les seves dames de companyia. També hi va haver rumors sobre Maria Antonieta durant alguns mesos entre 1795 i 1796, i sobre la reina Maria Carolina, germana de l'anterior i esposa del rei Ferran I de les Dues Sicílies, de la qual es deia que era amant de lady Emma Lió.

### Esposos femenins

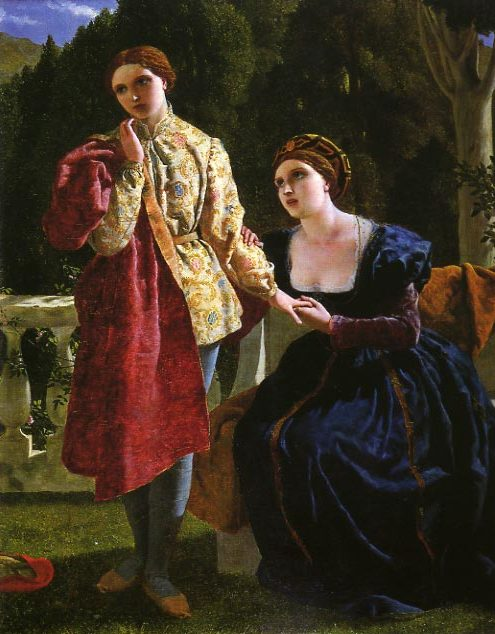
La confusió del sexe va ser un recurs dramàtic molt popular als segles i, com aquesta escena de La nit de reis de William Shakespeare, pintada per Frederick Pickersgill

L'hermafroditisme havia aparegut a la literatura mèdica tan sovint que es considerava coneixement comú, tot i que els casos eren rars. Els elements homoeròtics en la literatura eren molt freqüents, específicament la confusió d'un sexe per un altre per enganyar i seduir una dona innocent. Potser l'exemple més extraordinari de la literatura en espanyol sigui el que apareix en Els set llibres de la Diana del portuguès Jorge de Montemayor. En l'escena, Ismenia és un home que es fa passar per una dona vestida d'home que enamora a una pastora. Encara Ismenia sigui un home, la pastora no ho sap i malgrat això accepta el festeig, els petons i carícies. Aquest tipus de recurs dramàtic va ser molt comú a Espanya durant el Segle d'Or, com mostren les obres Don Gil de les calces verdes (1615) de Tirso de Molina o Les mans blanques no ofenen de Calderón de la Barca. A Anglaterra aquests papers es deien breeches role (paper de calçons) i van ser emprats amb freqüència per autors teatrals, com William Shakespeare en la seva La nit de reis (1601) o Edmund Spenser a La Reina Fada (1590).

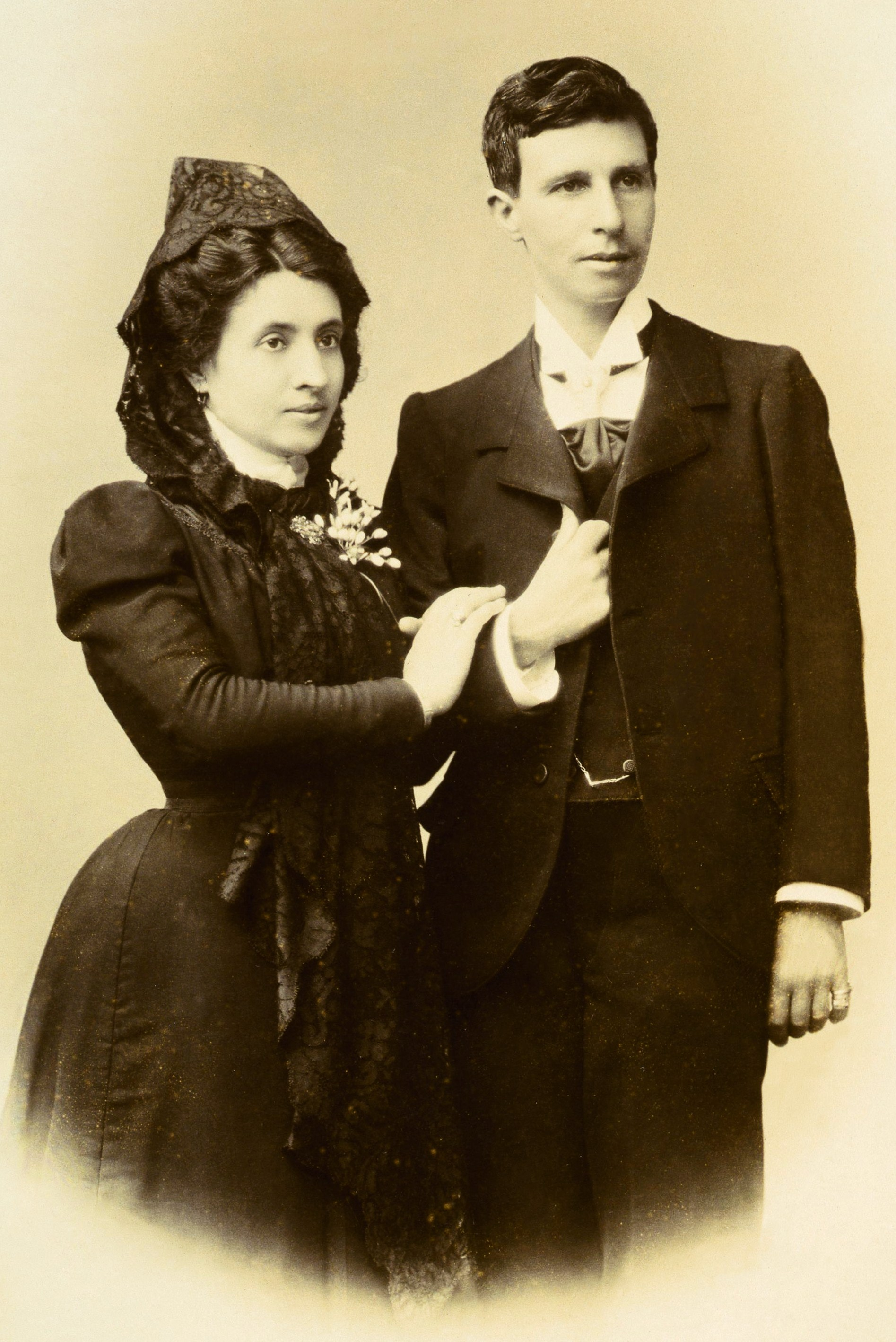
Marcela i Elisa en la seva foto de boda (1901)

Hi ha casos documentats excepcionals de dones renaixentistes que van prendre el paper d'homes sense ser detectades durant anys o dècades. Si eren descobertes, els càstigs anaven des de la mort, un temps al costell, fins simplement ser castigades a portar roba de dona. Un dels casos més coneguts és el de Catalina d'Erauso, que fins i tot va arribar a aconseguir permís papal per vestir d'home. El 1746, Henry Fielding va escriure un pamflet titulat The Female Husband (El marit femení), basat en la vida de Mary Hamilton que es va casar amb diferents dones en tres ocasions i va ser condemnada a fuetades públiques. Exemples similars són els de Catherine Linck a Prússia el 1717, executada en 1721; i la suïssa Anne Grandjean, que es va casar i es va traslladar a Lió, però va ser denunciada per una dona amb la qual havia tingut una aventura amorosa anteriorment i sentenciada al cep i a la presó. La tendència de la reina Cristina de Suècia a vestir d'home era ben coneguda en la seva època i excusada per la seva noblesa; va ser criada com un home i en l'època s'especulava que fos un hermafrodita. Fins i tot després que abdiqués del tron el 1654 per evitar el matrimoni, li són coneguts relacions amoroses amb altres dones.
Alguns historiadors consideren els casos de dones transvestides com a manifestacions de dones que es reclamen un poder que naturalment no haguessin pogut gaudir vestides de dones o com la seva forma de racionalitzar el seu desig per altres dones. Lillian Faderman afirma que la societat occidental se sentia amenaçada per les dones que rebutjaven el seu paper femení. Les dones que eren acusades d'usar consoladors, com dues monges espanyoles del segle xvi, executades per usar instruments materials, eren castigades més severament que aquelles que no feien servir elements de penetració. Hi documents sobre dos matrimonis entre dones a Cheshire, Anglaterra en 1707 (entre Hannah Wright i Anne Gaskill) i 1708 (entre Ane Norton i Alice Pickford), sense cap comentari sobre el fet que les dues parts fossin femenines. Informes de clergues que van realitzar casaments i més tard van escriure sobre les seves sospites que el marit era una dona continuen apareixent fins a la fi del segle següent.
Fora d'Europa, les dones van poder vestir d'homes i passar inadvertides durant molt de temps. Deborah Sampson va lluitar en la Revolució Americana com un home, sota el nom de Robert Shurtleff, tenint relacions amb dones. Edward De Lacy Evans va néixer com a dona a Irlanda, però va prendre un nom masculí en un viatge a Austràlia, vivint 23 anys com a home a Victòria, casant-se en tres ocasions. Percy Redwood va produir un escàndol a Nova Zelanda el 1909 quan es va descobrir que era Amy Bock, que s'havia casat amb una dona de Port Molyneaux; els diaris discutien si es tractava d'un signe de bogeria o d'un defecte inherent de caràcter. A Espanya, el 1901, Marcela Gràcia Ibeas i Elisa Sánchez Loriga es casaven a l'església de San Jorge a La Corunya, amb Sánchez Loriga adoptant el paper masculí; encara que el matrimoni no es va arribar a anul·lar, ambdues van haver de fugir a l'Argentina en ser perseguides per la justícia.

### L'amistat romàntica

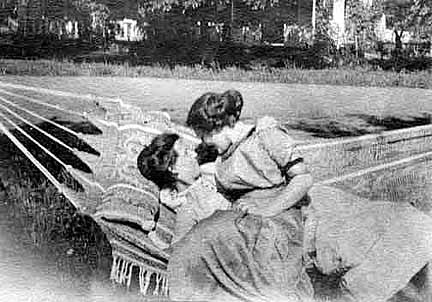
La intimitat entre dones va estar de moda entre els segles i, tot i que la sexualitat era admesa públicament en comptades ocasions

Entre els segles xvii a xix, estava de moda que les dones expressessin amor apassionat entre si, sent aquest fet acceptat i fins i tot fomentat. Aquestes relacions es deien «amistats romàntiques» o «amistats sentimentals» i eren molt comunes en els Estats Units i Europa. Aquestes amistats estan documentades amb una gran quantitat de correspondència escrita per dones. El que aquest tipus de relacions incloguessin un contacte físic sexual no era una cosa discutida públicament, però les dones podien formar relacions estretes i exclusives i seguien sent considerades virtuoses, innocents i castes; una relació similar amb un home hagués arruïnat la seva reputació. De fet, aquestes relacions eren fomentades com una alternativa i com un exercici previ al matrimoni.
A Espanya es poden rastrejar amistats romàntiques entre dones des del segle xvii, com la de Maria de Zayas Sotomayor, novel·lista, i Ana Caro de Mayén, dramaturga i assagista. Totes dues vivien juntes a Madrid, guanyant-se la vida com a escriptores sense dependre de cap home. Però potser les més conegudes són les formades per Sor Juana Inés de la Cruz i les virreines Leonor Carreto de Toledo (marquesa de Mancera), i María Luisa Manrique de Lara y Gonzaga (marquesa de la Laguna de Camero Viejo), a les quals va dedicar encesos poemes. A Maria Luisa Manrique de Lara li va donar els sobrenoms de Lisi, Lísida, Fili o Filis.
| «                        | Yo, pues, mi adorada Filis, que tu deidad reverencio, que tu desdén idolatro y que tu rigor venero: [...] Ser mujer, ni estar ausente, no es de amarte impedimento; pues sabes tú que las almas distancia ignoran y sexo. | Jo, doncs, la meva adorada Filis, que la teva deïtat reverencio, que el teu desdeny idolatro i que el teu rigor venero: […] Ser dona, ni estar absenta, no és d'estimar-te impediment; doncs saps tu que les ànimes distància ignoren i sexe. | » |
| — op.cit. Villena p. 108 | | |   |

A França el cas més conegut potser és el de madame de Staël, que, malgrat els seus diversos matrimonis, mantenia una intensa amistat amb Juliette Récamier:
| «                       | Ets el primer en la meva vida. Quan et vaig veure, em va semblar que ser estimada per tu seria com ser una amb el destí. Em n'hi hauria prou si pogués veure't. Tu ets la reina del meu cor, digues-me que mai em faràs mal; precisament ara tindries a la teva mà fer-me terriblement mal. Adéu, la meva estimada i adorada. T'abraço al meu cor. La meva àngel, digues-me al final de la teva carta: t'estimo. El sentiment que tindré en llegir aquestes paraules em farà creure que t'estic abraçant. | » |
| — op.cit. Feustel p. 71 | |   |

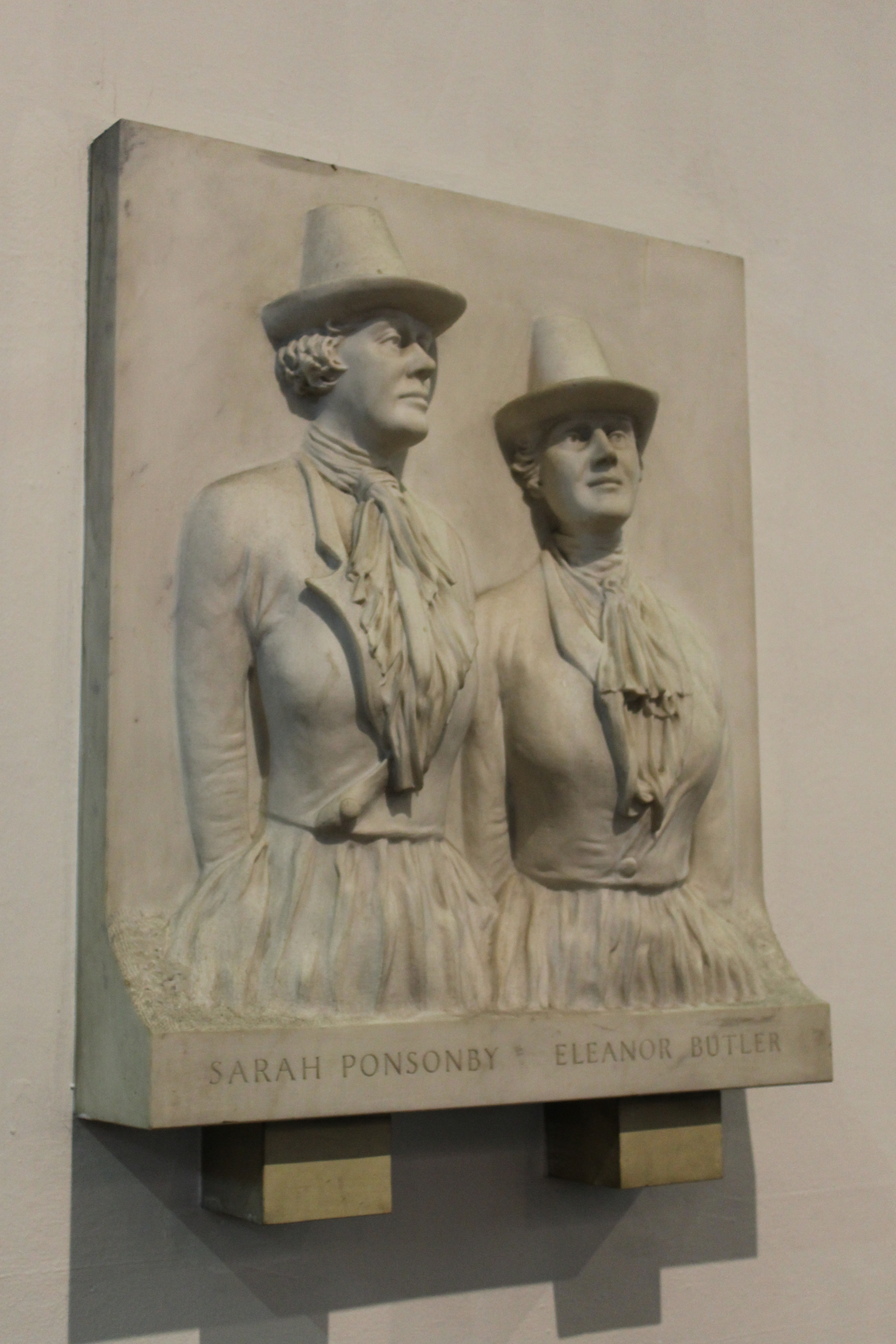
Eleanor Butler i Sarah Ponsonby, conegudes com «les senyoretes de Llangollen», van tenir una relació que va ser considerada devota i virtuosa, després de fugir de Gal·les i viure 51 anys juntes

Al Regne Unit també eren molt freqüents aquest tipus d'amistats. El 1709, Lady Mary Wortley Montagu escrivia a Anne Wortley que «ningú era tan completament i sincerament teva […] no crec possible que un home sigui tan sincer com jo». La poetessa Anna Seward va tenir una profunda amistat amb Honora Sneyd, a la qual va dedicar multitud de poemes. També Mary Wollstonecraft, escriptora i filòsofa, va estar relacionada amb una altra dona anomenada Fanny Blood. La primera novel·la de Wollstonecraft, Mary: A Fiction, en part tractava de la seva relació amb Fanny Blood. Potser l'amistat romàntica més coneguda al Regne Unit fos la que va unir a Eleanor Butler i Sarah Ponsonby, anomenades «les senyoretes de Llangollen». Butler i Ponsonby van fugir el 1778 per viure juntes a Gal·les durant 51 anys, sent considerades «excèntriques». La seva història va ser considerada «l'epítom de les amistats romàntiques virtuoses» i va inspirar la poesia d'Anna Seward i Henry Wadsworth Longfellow. La diarista Anne Lister, captivada per Butler i Ponsonby, va relatar les seves relacions amb dones entre 1817 i 1840, usant llenguatge codificat en part per oferir detalls de les seves relacions sexuals amb Marianna Belcombe i Maria Barlow. Tant Lister com Eleanor Butler eren considerades masculines en escrits contemporanis i, encara que existien sospites sobre la naturalesa sàfica d'aquestes relacions, van ser lloades en la literatura.
Als Estats Units les amistats romàntiques més intenses solien anomenar-se «matrimonis de Boston». La poetessa Emily Dickinson va escriure més de 300 cartes i poemes a Susan Gilbert, qui més tard es va convertir en la seva cunyada, i va estar embolicada en una altra amistat romàntica amb Kate Scott Anthon. Anthon va trencar la seva relació el mateix mes en què Dickinson va decidir aïllar-se per a la resta de la seva vida. A Hartford, Connecticut, dues dones negres nascudes lliures, Addie Brown i Rebecca Primus, van deixar rastres del seu amor en cartes: «ninguns petons com els teus». A Geòrgia, Alice Baldy escrivia a Josie Varner en 1870, «Saps que si em toques o em parles, no hi ha un nervi en el meu cos que no respongui amb un sotrac de plaer?»
Cap a principis del segle xx, el desenvolupament de l'educació superior va obrir moltes possibilitats a les dones. Al Regne Unit, en ambients completament femenins, es va desenvolupar una cultura de recerca de romanç en els col·legis femenins. Les estudiants majors feien de mentores de les més joves, les feien visites socials, les portaven a balls de dones i les enviaven flors, targetes i poemes que declaraven el seu amor etern. Aquests poemes, anomenats smash (xoc, cop) o spoon (cullera), s'escrivien de manera força franca en històries per noies que aspiraven a entrar a la universitat, en publicacions com Ladies Home Journal, una revista infantil anomenada St. Nicholas Magazine, i la col·lecció Smith College Stories, sense cap crítica. Lleialtat, devoció i amor durador eren parts d'aquestes històries i els actes sexuals, més enllà d'un petó, estaven sempre absents. Les dones que tenien la possibilitat d'estudiar una carrera en lloc de casar-se s'anomenaven a si mateixes «noves dones» i es prenien aquesta possibilitat molt seriosament. Faderman denomina a aquest període com «l'últim alè d'innocència» abans de 1920, quan les caracteritzacions de l'afecte femení es connecten amb la sexualitat, marcant a les lesbianes com un grup únic i sovint poc afavorit. De manera específica, Faderman relaciona l'augment de la independència de la dona i el començament del rebuig dels rols estrictament prescrits de l'era victoriana amb la designació científica del lesbianisme que implicava un tipus de comportament sexual aberrant.

## Identitat i gènere a la cultura occidental

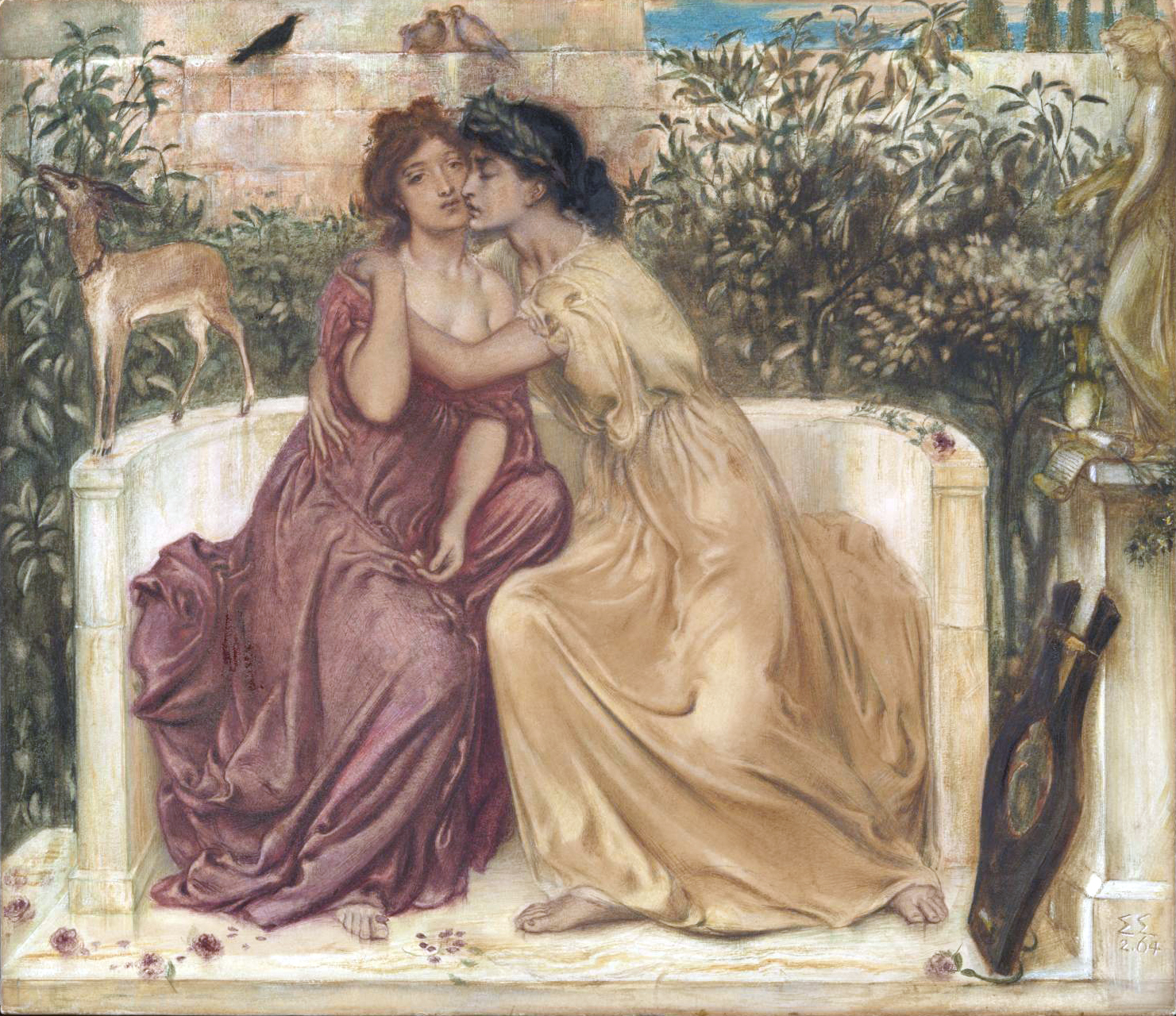
La paraula lesbiana pot fer referència a una identitat, un desig o una determinada conducta entre dones (Safo i Erina en un Jardí a Mitilene, per Simeon Solomon).

Les lesbianes, en particular en la cultura occidental, sovint consideren que tenen una «identitat» definida per la seva pròpia sexualitat individual, així com per la pertinença a un grup que comparteix característiques comunes. A través de la història, les dones de moltes cultures han tingut relacions sexuals amb altres dones, però poques vegades eren considerades com a part d'un grup específic de persones que es definia pel tipus de relacions sexuals. A causa que les dones han estat una minoria política en les cultures occidentals, la designació addicional com a homosexuals va produir el desenvolupament d'una identitat subcultural entre les lesbianes.

### Construcció de la identitat lèsbica
Per a algunes dones, adonar-se que participaven en comportaments o relacions que podien classificar-se com «lèsbiques» va provocar que les rebutgessin o les ocultessin, com ara la catedràtica Jeannette Marks al Mount Holyoke College, que va viure durant 36 anys amb la directora del College, Mary Woolley. Marks desanimava les dones joves a tenir «amistats» anormals i insistia que la felicitat només podia ser aconseguida amb un home. Altres dones, però, van acceptar la distinció i van emprar la seva singularitat per distingir-se de les dones heterosexuals i els homes gais.

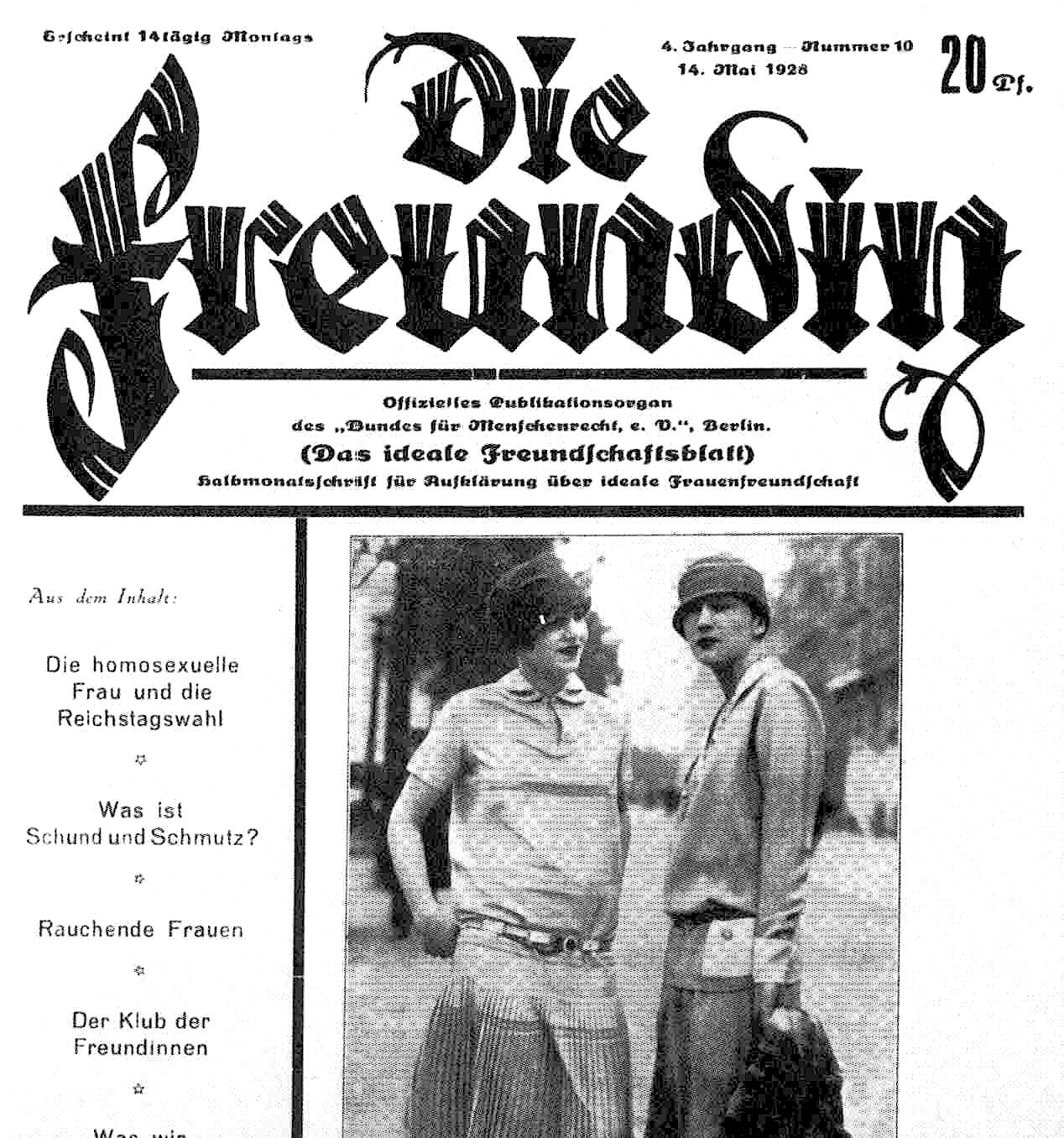
Edició de la revista lèsbica alemanya Die Freundin (L'amiga). La pròspera comunitat lesbiana de Berlín de la dècada del 1920 va publicar aquesta revista entre 1924 i 1933

Berlín tenia una vibrant cultura homosexual a la dècada del 1920, i fins i tot existia un himne, Das lila Lied (La cançó violeta)', que les lesbianes percebien com a seu. Hi havia uns cinquanta clubs i bars per a dones, que anaven des dels grans i luxosos cabarets i cafès, com ara el famós Eldorado, visitat per Marlene Dietrich, o Chez ma belle-soeur..., passant pels mixtos, amb tot tipus de públic, com Dorian Gray a la Bülowstrasse, i populars com el Club des amies, que realitzava festes tres vegades per setmana, fins als més sòrdids, com el Cafè Olala, al qual també acudien homes transvestits, o el Tavern, que tenia una habitació reservada per a les dames. El 1928, un llibre titulat Berlins lesbische Frauen (Les dones lèsbiques de Berlín), de Ruth Margarete Roellig, va popularitzar la capital alemanya com a centre de la cultura lèsbica europea. Les festes i esdeveniments eren publicats en diverses revistes, que funcionaven com a vincle d'unió per a la comunitat. També es va produir una autèntica explosió de la cultura lèsbica com mostren artistes de la talla de Claire Waldoff, Jeanne Mammen, Christa Winsloe o Anna Elisabet Weirauch, autora de la trilogia Der Skorpion, la novel·la lèsbica per excel·lència de l'època. L'homosexualitat masculina estava prohibida per l'article 175 del Codi Penal alemany (§ 175 StGB-Deutschland), però la policia de ciutats com Berlín i Hamburg solia mirar cap a un altre costat. La lluita per l'eliminació de l'article va permetre articular el primer moviment homosexual, del qual les dones, menys afectades, van formar només una part marginal. Tot i així, les dones de l'entorn del Comitè Científic Humanitari (Wissenschaftlich-humanitäres Komitee, WhK) van realitzar una contribució notable a la lluita per l'emancipació tant de la dona com dels i les homosexuals, in cal esmentar Theo Anna Sprüngli, la primera activista lesbiana de la història, Johanna Elberskirchen i Emma (Külz-) Trosse.
Entre les dècades de 1890 a 1930, l'hereva estatunidenca Natalie Clifford Barney va mantenir un saló literari setmanal a París al qual convidava les grans celebritats artístiques i que se centrava en temes lèsbics. Combinant influències gregues amb l'erotisme contemporani francès, va intentar crear una versió actualitzada i idealitzada de Lesbos al seu saló. Entre les seves contemporànies s'incloïen artistes com Romaine Brooks, que pintava les dones al seu cercle; les escriptores Colette, Djuna Barnes, Gertrude Stein i la novel·lista Radclyffe Hall. París també tenia una notable escena lèsbica, sobretot a la zona de Montmartre (que era coneguda per això des del segle xix), Pigalle i Montparnasse. Un dels primers clubs nocturns va ser Le monocle, al qual acudien dones vestides amb esmòquing i cabells curts o monyo. Un altre local famós va ser l'obert per la cantant Suzy Solidor, La vie parisienne; el qual, malgrat ser visitat per artistes com Tamara de Lempicka, que va pintar un famós retrat de la cantant, i Colette, no va rebre l'aprovació de la intel·liguèntsia lèsbica parisenca. També se celebraven grans festes a les quals acudien parelles de gais i lesbianes, com el de la Montagne de Sainte-Geneviève, que va evolucionar fins a convertir-se un gran ball el dia de Mardi Gras.
El 1928, Radclyffe Hall, una aristòcrata britànica, va publicar la novel·la The Well of Loneliness (El pou de la solitud). La seva trama se centra al voltant de Stephen Gordon, una dona que s'identifica com a «invertida», després de llegir el Psychopathia Sexualis de Krafft-Ebbing, i que viu dins de la subcultura homosexual de París. La novel·la incloïa una introducció de Havelock Ellis i pretenia ser una crida a favor de la tolerància amb els invertits, publicant els desavantatges i accidents d'haver nascut invertit. Hall seguia les teories de Krafft-Ebbing i Ellis i rebutjava les de Freud, que afirmava que l'atracció homosexual estava causada per traumes infantils i era curable. La publicitat que Hall va rebre va tenir conseqüències inesperades; la novel·la va ser portada a judici per obscenitat a Londres, un escàndol espectacular descrit per la professora Laura Doan com «el moment en què va cristal·litzar la construcció d'una subcultura lèsbica moderna anglesa». Els diaris anglesos van divulgar que el llibre incloïa «relacions sexuals entre dones lesbianes» i la fotografia de Hall va passar a acompanyar totes les històries sobre lesbianisme publicades pels grans diaris durant els sis mesos següents. Hall reflectia l'aparença de la dona masculina europea en la dècada del 1920, la garçonne: cabells curts pel clatell, vestit jaqueta (sovint amb pantalons) i monocle, que es va convertir en un ben conegut «uniforme» associat amb el lesbianisme, encara que versions menys extremes, les flapper, es van posar de moda entre les dones «modernes».

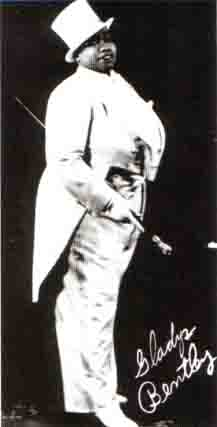
Gladys Bentley era coneguda pels seus blues sobre els seus romanços amb dones

Als Estats Units, la dècada del 1920 va ser d'experimentació social, especialment en qüestions de sexe. El fet estava molt influït per les teories de Sigmund Freud, que afirmava que el desig sexual s'expressava de forma subconscient, tot i la voluntat de l'individu de ignorar-lo. Les teories de Freud eren molt més populars als Estats Units que a Europa. Les grans ciutats amb una vida nocturna eren immensament populars i les dones van començar a buscar aventures sexuals. La bisexualitat es va posar de moda, especialment en els primers barris gais dels Estats Units. Cap altre lloc oferia tantes possibilitats al visitant com Harlem, el barri de Nova York habitat majoritàriament per persones d'origen africà. Aquests visitants eren els anomenats slummers, blancs que gaudien del jazz i dels clubs nocturns. Les cantants de blues Ma Rainey, Bessie Smith, Ethel Waters i Gladys Bentley cantaven sobre les seves aventures amb dones a les visitants com Tallulah Bankhead, Beatrice Lillie i la que aviat es diria Joan Crawford. Els homosexuals van començar a comparar el seu nou estatus de minoria reconeguda amb el dels negres. Entre els residents de Harlem, les relacions lèsbiques eren comuns i tolerades, encara que no acceptades obertament. Algunes dones realitzaven fastuoses cerimònies de noces, fins i tot sol·licitant llicències de matrimoni a la ciutat de Nova York, usant noms masculins. No obstant això, la majoria de les dones que mantenien relacions homosexuals estaven casades amb homes; la bisexualitat era més acceptada que el lesbianisme.
A l'altre costat de la ciutat de Nova York, al Greenwich Village, també estava augmentant la comunitat homosexual; tant a Harlem com a Greenwich Village s'oferien habitacions per a homes i dones solters, el que va ser un dels factors principals per al seu desenvolupament com a centres de la comunitat homosexual. Però l'ambient era diferent al Greenwich Village. Els intel·lectuals bohemis que rebutjaven els ideals victorians es concentraven al Village. Els homosexuals eren majoritàriament homes, encara que figures com la poetessa Edna St. Vincent Millay, Eva Kotchever, propietària de l'Eve's Hangout, i l'amfitriona Mabel Dodge eren conegudes pels seus amors amb dones i la promoció de la tolerància cap a l'homosexualitat. Les dones que no podien visitar Harlem o viure al Greenwich Village, van poder per primera vegada visitar bars a la dècada del 1920 sense ser considerades prostitutes. L'existència d'espais públics en què les dones podien socialitzar, que fins i tot servien a lesbianes, «es van convertir en la manifestació pública més important de la subcultura durant moltes dècades», segons paraules de la historiadora Lillian Faderman.
Durant les dècades anteriors a la Guerra Civil espanyola, també hi va haver una certa florida de la cultura i la visibilitat lèsbica a Espanya. Cipriano de Rivas Cherif va estrenar el 1929 amb el seu grup de teatre El Caracol a Madrid la seva obra Un sueño de la razón (Un somni de la raó), sobre una parella de dones que busquen un home per tenir un fill. Lucía Sánchez Saornil, la fundadora de la secció feminista de la CNT, Mujeres Libres (Dones Lliures), també va publicar alguns poemes dedicats a dones sota el pseudònim «Luciano de San-Saor». En novel·la va ser Carmen de Burgos qui va introduir el lesbianisme en les seves trames. Fins i tot es va arribar a formar un cercle sàfic a Madrid al voltant de Victorina Durán, com a lloc de trobada i tertúlia per a dones. Entre les lesbianes que van tenir una certa rellevància en l'època es poden esmentar a Victòria Kent (primera dona en actuar com a advocada en un judici a Espanya), Carmen Conde (primera acadèmica de la llengua), Ana María Sagi i la catalana Irene Polo. A elles cal unir a la famosa ballarina i musa de les arts Carmen Tórtola València, que va viure gairebé trenta anys, fins a la seva mort el 1955, amb la seva amant Àngels Vila-Magret, a la qual va adoptar per cobrir les aparences, encara que era un secret a veus.

### La Gran Depressió
El principal component necessari per animar les lesbianes a portar una vida pública i buscar a altres dones era la independència econòmica, que pràcticament va desaparèixer en la dècada del 1930 amb la Gran Depressió.
La majoria de les dones als Estats Units van creure necessari casar-se amb un home per mantenir «l'aparença», sovint un home gai, perquè tots dos poguessin mantenir relacions homosexuals amb discreció, però també amb un home que busqués una dona tradicional. A les dones independents en la dècada del 1930 se les retreia que els treien la feina als homes. Aquesta actitud social va produir comunitats petites molt tancades i centrades al voltant de bars a les grans ciutats, mentre que a les zones menys urbanitzades, les lesbianes romanien aïllades. Parlar d'homosexualitat en qualsevol context era tabú i les dones poques vegades discutien el lesbianisme fins i tot entre elles; es referien a les persones obertament gais com in the Life («en la vida»). La teoria psicoanalítica de Freud, omnipresent en la comunitat mèdica, considerava l'homosexualitat com una neurosi que afectava les dones immadures.
| |  | |
| La dona com a mare del poble ari. Típica imatge de propaganda a l'Alemanya nazi. Aquelles dones que no es conformaven amb el seu rol assignat eren considerades «asocials» |  | Condemnes per l'article 175 del Codi Penal alemany 1: 1902-1918 (Imperi Alemany) 2: 1919-1933 (República de Weimar) 3: 1933-1941 (Tercer Reich) 4: 1950-1969 (Només RFA) 5: 1970-1987 (Només RFA) |

A Alemanya, la situació social de les dones lesbianes era similar, tot i que encara més opressiva. El partit nazi ja havia aconseguit el 1930 ser la segona major força al parlament i la Sturmabteilung (Secció d'Assalt, SA) començaven a actuar als carrers, amenaçant a tot aquell que no fos conforme als seus ideals. A la de la dècada del 1920, el moviment homosexual estava en decadència i amb l'arribada de Hitler al poder el gener de 1933 es van precipitar els esdeveniments: al febrer, el Ministeri de l'Interior de Prússia va ordenar el tancament de tots els locals i revistes que estiguessin relacionades amb els homosexuals; al maig l'Institut für Sexualwissenschaft (Institut per a la Ciència Sexual) va ser tancat i saquejat, i la seva biblioteca va cremar al costat d'altres obres «contràries a l'esperit alemany» el 10 de maig de 1933. Al juny es van dissoldre definitivament les associacions d'homosexuals. Malgrat tot, el «club de bitlles» Die lustige Neun (El 9 divertit), creat a Berlín en 1924, va aconseguir organitzar festes de lesbianes en què participaven entre dues-centes i tres-centes dones, almenys fins a abril de 1940. No se sap si les festes, conegudes per les descripcions de les actes de la Gestapo que les vigilava de prop, van continuar durant els anys de la Guerra.
A Suïssa, el Damen-Club Amicitia per a dones dones, juntament amb l'Excentric-Club Zürich per a homes, van crear el 1932 la revista Freundschafts-Banner («Bandera de l'amistat»), òrgan del «moviment de l'amistat suís». La revista i el moviment van estar des del seu principi dominat per dones, sobretot per Anna Vock («Mammina»), fins a principis de la dècada del 1940, un desenvolupament inusual, potser impulsat per la il·legalitat de l'homosexualitat femenina en alguns cantons. La revista, hereva del moviment homosexual alemany, va evolucionar en 1942 a Der Kreis (El Cercle), l'única revista per a homosexuals que es va editar durant la Segona Guerra Mundial i llavor del que seria el moviment homòfil després de la Guerra.

### La Segona Guerra Mundial
Al Tercer Reich, en general, es pot afirmar que el lesbianisme com a tal no va ser perseguit pel sistema durant la Segona Guerra Mundial, tot i que alguns juristes demanaven que es castigués la conducta, i que el moviment lèsbic i feminista fos prohibit. Existeixen informes de casos individuals de lesbianes que van ser segrestades i portades a prostíbuls en els camps de concentració, però els fets són tan escassos (i en alguns casos contradictoris) que s'ha dubtat de la seva autenticitat. Les dificultats de les lesbianes durant la Guerra van radicar en l'amenaça de persecució, que va produir una gran inseguretat, i sobretot en la prohibició de realitzar treballs «de prestigi» a dones. Totes les dones van quedar en conseqüència relegades a mà d'obra barata, el que en el cas de les lesbianes, sense ajuda del sou d'un marit, va ser especialment dur per a la seva supervivència. El nazisme era tan patriarcal que el 1942 el Ministeri de Justícia encara considerava que l'homosexualitat femenina era més discreta i, per tant, difícil de descobrir, de manera que, si es decidia il·legalitzar-la, es corria el perill de condemnar dones innocents. A més, deien que en tenir menys rellevància pública, el lesbianisme no era tan perillós com l'homosexualitat masculina, que podia servir per fer xantatge a càrrecs públics. Finalment, el Ministeri afirmava que habitualment el lesbianisme no era permanent:
| «                                     | Die gleichgeschlechtliche Betätigung zwischen Frauen ist - abgesehen von Dirnenkreisen - nicht sota verbreitet wie bei Männern und entzieht sich angesichts der innigeren Umgangsformen des gesellschaftlichen Verkehrs zwischen Frauen mehr der Beobachtung der Öffentlichkeit. Die damit verbundene größere Schwierigkeit der Feststellung solcher Handlungen würde die Gefahr unberechtigter Anzeigen und Untersuchungen in sich Tragen. Der wichtige Grund für die Strafbarkeit der Unzucht zwischen Männern, der in der Verfälschung des öffentlichen Lebens durch die Schaffung von persönlichen Abhängigkeitsverhältnissen liegt, trifft bei Frauen wegen ihrer weniger dt.ßgebenden Stellung in staatlichen und öffentlichen Ämtern nicht zu. Endlich sind auch Frauen, die sich einem widernatürlichen Verkehr hingeben, nicht in dem Dt.ßi wie homosexuelle Männer für immer als Zeugungsfaktoren verloren. Da sie sich erfahrungsgemäß oft später wieder einem normalen Verkehr zuwenden. | Els actes homosexuals entre les dones no estan tan estesos com entre els homes ―amb l'excepció dels cercles de prostitutes― i s'oculten més de la vista del públic, a causa de les formes de socialització menys públiques de les dones. La major dificultat que, per tant, comporta el descobriment d'aquestes accions, implicaria el perill de denúncies i recerques injustes. La raó principal per a la criminalització de la luxúria entre homes es troba en l'adulteració de la vida pública a causa de les relacions de dependència que es creen, raó que no es pot aplicar a les dones per la seva menor rellevància en els càrrecs públics. Finalment, les dones que s'abandonen a les relacions antinaturals no estan perdudes per sempre per a la reproducció en el grau en el qual ho estan els homes homosexuals, ja que, com demostra l'experiència, sovint tornen més tard a una relació normal. | » |
| — Reichsministerium für Justiz (1942) | | |   |

Àustria tenia un article, el §129, que incloïa el lesbianisme com a delicte. Tot i això, no es pot parlar de persecució sistemàtica i com a màxim un 5% dels casos perseguits pel §129 entre 1938 i 1945 eren de dones.

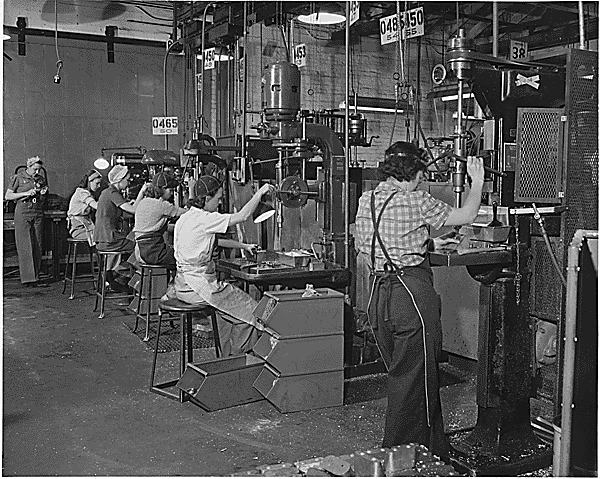
L'experiència de les dones com obreres i forces militars durant la Segona Guerra Mundial les va donar possibilitats econòmiques i socials que les van ajudar a formar la subcultura lesbiana

L'inici de la Segona Guerra Mundial va produir un enorme canvi en la vida dels estatunidencs, ja que la mobilització militar va implicar milions de morts. Les dones també van ser acceptades a l'exèrcit (el Women's Army Corps (Cossos d'Exèrcit de Dones, WAC)) i a la marina (el Women Accepted for Volunteer Emergency Service (Servei d'Acceptació de Voluntariat per a la Dona, WAVES)) dels Estats Units d'Amèrica. A diferència del procediment implementat per l'exèrcit estatunidenc des de l'inici de la seva creació per excloure als homosexuals masculins, no existien mètodes equivalents per expulsar les lesbianes, però es van introduir a poc a poc durant la Guerra. Malgrat l'actitud habitual davant el rol femení durant la dècada del 1930, l'exèrcit reclutava dones independents i masculines a la dècada del 1940, i va rebutjar la fragilitat. Algunes dones que arribaven a l'oficina de reclutament vestides amb vestit d'home, podien respondre negativament a la pregunta de si havien estat enamorades d'una altra dona, i ser acceptades amb facilitat. De totes maneres, l'activitat sexual estava prohibida i la blue discharge (llicència blava) era gairebé segura quan una dona era identificada com lesbiana. Segons es trobaven, les lesbianes formaven grups compactes a la base, es reunien en els clubs de servei i començaven a utilitzar paraules clau. L'historiador Allan Bérubé documenta que els homosexuals a les forces armades conscients o inconscientment es van negar a identificar-se com a homosexuals o lesbianes, i tampoc parlaven sobre l'orientació sexual dels altres.
Les dones més masculines no eren necessàriament abundants, però eren visibles, així que tendien a atraure dones interessades a trobar a altres lesbianes. Les dones havien d'abordar el tema del seu interès per altres dones de forma acurada, de vegades es trigava dies a desenvolupar una entesa sense preguntar i sense dir res amb claredat. Es apel·lava agressivament a les dones que no s'havien apuntat a l'exèrcit perquè realitzessin treballs en la indústria que havien deixat vacants els homes, per mantenir la productivitat nacional. L'increment de mobilitat, sofisticació i independència de moltes dones durant i després de la Guerra, va convertir en una opció el viure sense marit, cosa que no hagués estat possible sota circumstàncies econòmiques i socials diferents, enfortint encara més les xarxes i ambients lèsbics.

### La Postguerra
Després de la Segona Guerra Mundial, als Estats Units d'Amèrica. hi va haver un desig general de tornar a la situació social de la preguerra tan aviat com fos possible. Unit a la creixent paranoia sobre el comunisme i la teoria psicoanalítica que s'havia convertit omnipresent en la comunitat mèdica, el 1950 l'homosexualitat va esdevenir per al Govern estatunidenc en una característica indesitjable per als seus funcionaris. Es creia que els homosexuals eren vulnerables al xantatge i el Govern va eliminar de les seves files a tots els homosexuals coneguts, començant un ampli esforç per aconseguir informació sobre la vida privada dels empleats. Els governs dels estats i ciutats van seguir l'exemple, arrestant a persones en bars i parcs, i publicant lleis contra el transvestisme tant masculí com femení. L'exèrcit i el govern van realitzar nombrosos interrogatoris, preguntant a dones si havien tingut relacions sexuals amb altres dones, i identificant experiències aïllades en una identitat criminal, separant de forma estricta heterosexuals i homosexuals. El 1952 l'American Psychiatric Association (Associació Americana de Psiquiatria, APA) va incloure l'homosexualitat en el Manual diagnòstic i estadístic dels trastorns mentals entre els desequilibris emocionals patològics. L'opinió que l'homosexualitat era una malaltia curable estava molt estesa a la comunitat mèdica, la població en general i fins i tot entre moltes lesbianes. Les actituds i pràctiques per descobrir a homosexuals entre els funcionaris públics es van propagar a Austràlia. i el Canadà. Es va afegir i va aprovar un apartat en una proposició de llei a la Cambra dels Comuns al Regne Unit per crear el delicte de «màxima indecència» entre dones el 1921, però va ser posteriorment rebutjada per la Cambra dels Lords, ja que segons sembla existia la preocupació que prestar atenció a la conducta sexual desviada serviria per promocionar-la.
Hi havia molt poca informació sobre el lesbianisme, a part dels textos mèdics i psiquiàtrics. Les trobades de la comunitat lèsbiques es reduïen als bars, on es duien a terme freqüents batudes policials (un cop al mes de mitjana), amb la consegüent publicitat en els diaris per a aquelles que havien estat arrestats. En resposta, vuit dones de San Francisco van començar a reunir-se a casa el 1955 per conversar i ballar. Quan van decidir fer d'això una reunió regular, es van convertir en la primera organització lèsbica dels Estats Units, anomenada Daughters of Bilitis (Filles de Bilitis, DOB). Les DOB començar a publicar una revista anomenada The Ladder en 1956; a la primera pàgina es trobava la declaració d'objectius, el primer dels quals era «educació de la variant» i que pretenia donar informació sobre l'homosexualitat a les dones, específicament sobre el lesbianisme, i sobre lesbianes famoses en la història. No obstant això, cap a 1956, el terme «lesbiana» tenia un significat tan negatiu, que les DOB rebutjaven el seu ús com a descripció, emprant la paraula «variant» al seu lloc. Les DOB es van estendre a Chicago, Nova York i Los Angeles, i The Ladder era enviat per correu a centenars (fins i tot a milers) de membres de les DOB, amb discussions sobre l'homosexualitat, de vegades desafiant la idea que era una malaltia, contribucions de les lectores oferint les seves pròpies raons per ser lesbianes i suggerint formes de acceptar-lo o de suportar el rebuig social. Les lesbianes britàniques van seguir amb la publicació d'Arena Three en 1964, amb una missió similar.
Com a reflex de les estrictes categories sexuals definides pel govern i la societat en general, la subcultura lèsbica va desenvolupar rols de gènere extremadament rígids entre dones, particularment en les classes treballadores en els Estats Units i el Canadà. Encara que molts municipis havien publicat ordenances contra el transvestisme, algunes dones, les anomenades butch acudien als bars amb robes d'home i reflectint el comportament tradicional masculí. Altres portaven roba de dones i assumien comportaments més modestos i típicament femenins. Els models de socialització butch i femme estaven integrades de tal forma en els locals lèsbics, que les dones que es negaven a triar entre un dels dos models eren ignorades o almenys no aconseguien cites; no era acceptable que les dones masculines (butch) tinguessin relacions romàntiques amb altres dones masculines, de la mateixa manera que no era acceptable que les dones femenines (femme), tinguessin relacions amb altres femmes. Les dones masculines no eren una novetat de la dècada del 1950, però, els rols eren omnipresents en les dècades del 1950 i 1960, i no estaven limitats als Estats Units; de 1940 a 1970, la cultura butch i femme va florir al Regne Unit, tot i que hi havia menys distincions de classe. La distinció entre lesbianes masculines i femenines era considerada vulgar per les lesbianes estatunidenques de classe alta de l'època. Moltes dones riques es casaven per satisfer les obligacions familiars i altres s'escapaven a Europa per viure com expatriades.
Tot i la manca de dades sobre l'homosexualitat en els textos acadèmics, o potser precisament a causa d'això, van aparèixer altres fonts d'informació sobre el lesbianisme. Una novel·la barata titulada Women's Barracks (Casernes de dones), que narrava les experiències de dones en les Forces franceses lliures, es va publicar el 1950. El llibre descrivia una relació lèsbica que l'autora havia presenciat. Després vendre 4,5 milions de còpies, va ser inclosa en la llista de material pornogràfic (Current Pornographic Materials), pel House Select Committee el 1952. La seva editorial, Gold Medal Books, va continuar amb la publicació de la novel·la Spring Fire (Foc de primavera, 1952), amb la mateixa temàtica, que va vendre 1,5 milions de còpies. Gold Medal Books, aclaparat amb el correu de dones escrivint sobre l'assumpte, va decidir prosseguir amb la publicació de més llibres, creant el gènere de pulp fiction lèsbic. Entre 1955 i 1969, més de 2000 llibres amb temàtica lèsbica van ser publicats i venuts a les botigues de la cantonada, estacions de tren, parades d'autobús i quioscs de premsa de tot Estats Units i el Canadà. La majoria es dirigien al públic masculí. A les cobertes figuraven paraules en clau i imatges; en lloc de «lesbiana», s'empraven paraules com «estranya», «crepuscle», «extravagant» o «tercer sexe» en el títol, i la il·lustració de la coberta era inevitablement voluptuosa. Un petit grup d'autores de pulp fiction lèsbic eren dones que escrivien per a lesbianes, entre les quals es trobaven Ann Bannon, Valerie Taylor, Paula Christian i Vin Packer / Ann Aldrich. Bannon, que també llegia pulp fiction lèsbic, va afirmar més tard que les dones identificaven les novel·les per la il·lustració de la coberta. Molts dels llibres empraven referències culturals; donant llocs, termes, descrivint maneres de vestir i altres codis a les lesbianes aïllades. Com a resultat, aquest tipus de literatura va ajudar a la propagació de la identitat lèsbica, tant entre les lesbianes, com entre els lectors heterosexuals.

### La segona onada del feminisme

#### Als Estats Units
La rigidesa social de la dècada del 1950 i principis de la dècada del 1960 va produir una resposta de moviments socials que tractaven de millorar la situació dels afroamericans, els pobres, les dones i els gais. Els dos últims, el moviment d'alliberament gai i moviment feminista, van connectar després dels violents aldarulls de Stonewall ocorreguts a Nova York. El que va seguir va ser un moviment que es va caracteritzar per un sorgiment de l'activisme gai i de la consciència feminista que van transformar la definició de lesbiana.
Durant la revolució sexual de la dècada del 1970 es va produir la diferenciació entre «identitat» i «comportament sexual» per a les dones. Moltes dones van aprofitar les seves noves llibertats socials per tenir noves experiències. Va haver-hi dones que experimentaven amb les relacions homosexuals, encara que moltes mantinguessin la seva identitat heterosexual. No obstant això, amb l'arribada de la segona onada del feminisme, el lesbianisme va créixer fins a convertir-se en una identitat política que descrivia una filosofia social, sovint fent ombra als aspectes sexuals com a característica definitòria. Una organització feminista militant anomenada Radicalesbians va publicar el 1970 un manifest titulat The Woman-Identified Woman (La dona identificada amb la dona) que declarava que «una lesbiana és la ràbia de totes les dones condensada fins al punt de l'explosió». Les feministes militants van expressar desdeny per una societat intrínsecament sexista i patriarcal, i van concloure que la forma més efectiva de superar el sexisme i arribar a la igualtat amb els homes era negar a aquests qualsevol tipus de poder o plaer sobre les dones, incloent la sexualitat. Les dones que seguien aquesta filosofia (autoanomenades «feministes lesbianes») usaven el terme «lesbiana» per descriure a qualsevol dona la interacció social i motivació política es consagrés al benestar de la dona. El desig sexual no era una característica definitòria d'una lesbiana feminista, sinó que ho era el seu compromís polític. La independència dels homes, definits com a opressors, era un dogma central del feminisme lèsbic, i moltes «creients» aspiraven a separar-se física i econòmicament de la cultura tradicional centrada en l'home. En la societat ideal, anomenada Nació Lèsbica, «dona» i «lesbiana» eren intercanviables.

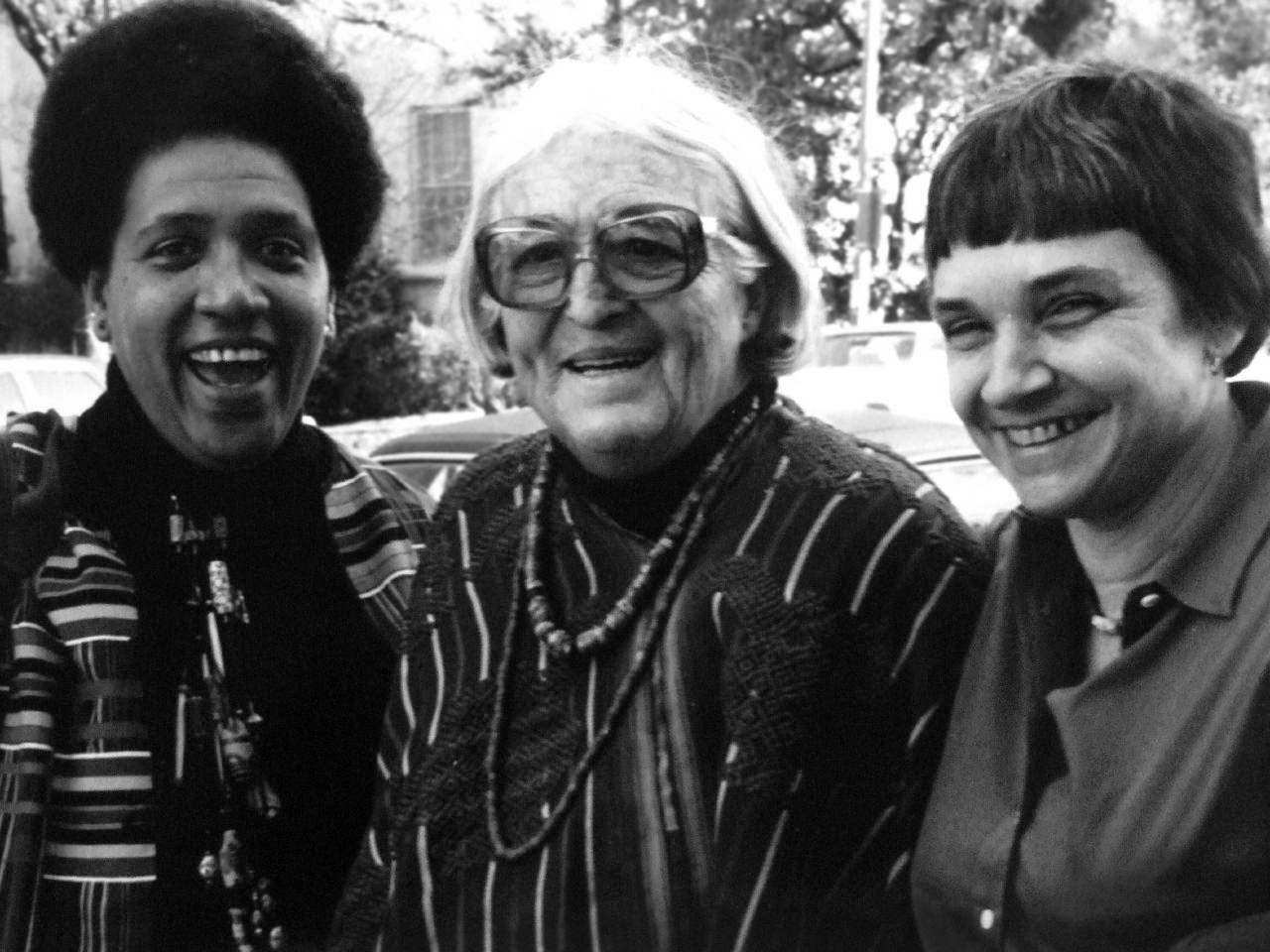
Audre Lorde i Adrienne Rich, dues figures de la segona onada feminista, envoltant a Meridel Le Sueur durant un taller d'escriptura l'any 1980

El 1980, la poetessa i assagista Adrienne Rich va ampliar el significat polític de «lesbiana» proposant un continu de l'existència lèsbica basat en la «woman-identified experience» (experiència identificada amb la dona). Rich proposava que totes les relacions entre les dones tenen algun element lèsbic, independentment de si reivindiquen una identitat lèsbica: mares i filles, dones que treballen juntes i dones que cuiden unes a les altres, per exemple. Aquesta percepció de les relacions entre dones les connecta a través de la història i les cultures, i Rich considerava l'heterosexualitat una condició que havia estat imposada per la força pels homes a les dones. Diversos anys abans, les fundadores de les Daughters of Bilitis (Filles de Bilitis, DOB), Del Martin i Phyllis Lyon, van relegar d'igual forma els actes sexuals com innecessaris per determinar el que és una lesbiana, donant la seva pròpia definició: «una dona que els seus interessos eròtics, psicològics, emocionals i socials estan principalment en el propi sexe, fins i tot quan aquest interès no sigui expressat de forma oberta».
Tot i que el feminisme lèsbic va ser un canvi important, no totes les lesbianes el van recolzar. El feminisme lèsbic era un moviment orientat a la joventut; les seves membres eren principalment universitàries amb experiència en la Nova Esquerra i causes radicals, però que no van tenir èxit en convèncer les organitzacions radicals perquè reprenguessin la causa de les dones. Moltes lesbianes majors que havien descobert la seva sexualitat en una època més conservadora preferien mantenir les seves formes de suportar un món homòfob. Daughters of Bilitis va desaparèixer el 1970 a causa d'un desacord en donar prioritat als temes gais sobre els temes feministes. Com la igualtat era una prioritat per a les feministes lèsbiques, la diferència de rols entre l'home i la dona, o butch i femme, eren considerades patriarcals. Evitaven els rols de gènere que havien estat omnipresents en els bars, així com el que percebien com xovinisme dels homes gais; moltes es negaven a treballar amb els homes gais o prendre part en les seves causes. No obstant això, les lesbianes amb un punt de vista més essencialista, que consideraven que havien nascut homosexuals i empraven el terme «lesbiana» per definir una atracció sexual, sovint consideraven les opinions separatistes i irades de les feministes lèsbiques com perjudicials per a la causa dels drets dels homosexuals.

#### A Europa
La Constitutio Criminalis Carolina de 1532, una de les poques lleis europees que condemnava el lesbianisme, va tenir una gran influència en les legislacions posteriors. Així, Hirschfeld nomenava el 1914 sis països europeus en què l'homosexualitat femenina era il·legal. Entre aquests països es trobaven Suècia (des de 1864) i Finlàndia (des de 1889), on les lleis contra la sodomia estaven redactades de forma neutral. Les xifres de persecució eren molt menors que les dels homes; a Suècia, entre 1880 i 1944, un 0,8% de les persones jutjades van ser condemnes per lesbianisme, i a Finlàndia, entre 1894 i 1971, un 5%. Dinamarca va modificar les seves lleis en 1933 per incloure a les dones en les lleis antihomosexuales, igual que va fer Islàndia el 1940. A Noruega, el lesbianisme mai va estar prohibit i a partir de 1854 va deixar de perseguir a dones per aquesta causa. Els països escandinaus van ser dels primers a Europa a legalitzar els actes homosexuals consentits entre adults a mitjans del segle xx: Dinamarca i les illes Fèroe el 1933, Islàndia el 1940, Suècia el 1944; Finlàndia en 1971 i Noruega el 1972, ho van fer una mica més tard. L'equiparació en l'edat legal de consentiment es va fer als països nòrdics amb un retard de 30 a 40 anys, respecte a la legalització dels actes sexuals entre adults. Amb l'excepció de Noruega, aquestes legalitzacions es van fer sense que el moviment d'alliberament LGBT exercís molta influència política. Des de mitjan segle xix, Dinamarca ha estat la pionera, i Copenhaguen el centre cultural dels homosexuals escandinaus.

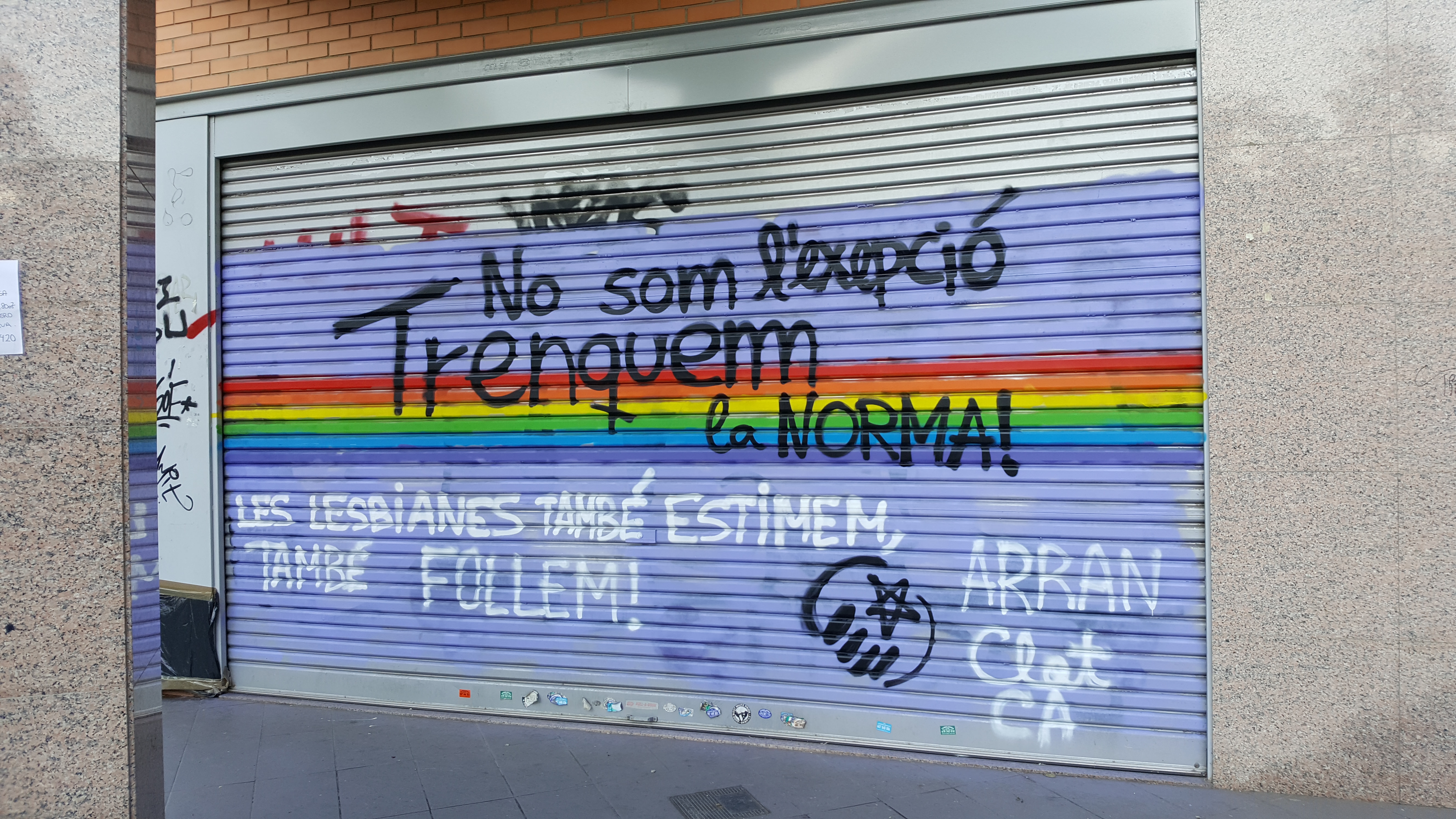
Mural signat per Arran fet el Dia de la Visibilitat Lèsbica al Clot (Barcelona). Text: No som l'excepció. Trenquem la norma. Les lesbianes també estimem, també follem (2017)

A França, l'homosexualitat femenina va ser «capaç d'evitar una condemna moral seriosa» al mantenir-se en privat i «habitant en les àrees prohibides entre els límits ètics» de la societat, com fa notar Catherine van Casselaer. No és que pogués lliurar-se de la regulació social, ni de la censura homòfoba, però des de la Revolució Francesa es beneficiava d'una forta tradició de llibertat individual. La relativament escassa persecució de les lesbianes també s'ha explicat com una conseqüència de la poca importància donada culturalment a la dona i a la sexualitat femenina. En la dècada del 1970, lesbianes i gais es van unir en organitzacions com el Front Homosexual d'Acció Revolucionària per lluitar, entre altres coses, per l'equiparació de l'edat de consentiment sexual, l'única llei discriminatòria que romania vigent a França. Les figures importants del feminisme i lesbianisme francès de la segona meitat del segle xx van ser Françoise d'Eaubonne, Colette, Simone de Beauvoir, Monique Wittig i Geneviève Pastre.
A Alemanya Occidental, el moviment LGBT modern sorgeix de la pel·lícula Nicht der Homosexuelle ist pervers, sondern die Situation, in der er Lebt (L'homosexualitat no és perversa, sinó la situació en què viu, 1971) de Rosa von Praunheim, després de la qual es van formar, entre d'altres, l'Homosexuelle Aktion Westberlin (Acció homosexual de Berlín occidental, HAW). L'HAW va formar el 1972 una secció de lesbianes, que el 1973 van realitzar la primera manifestació de lesbianes del país, protestant per una sèrie d'articles en els periòdics que les difamaven. Els grups lèsbics van anar creixent en nombre i visibilitat, i en la dècada del 1990 el moviment estava completament articulat. Alemanya és en l'actualitat un dels llocs més liberals i tolerants del planeta, i les lesbianes estan protegides per lleis contra la discriminació; tot i que encara no existeix el dret a matrimoni per als homosexuals, hi ha la possibilitat de la unió civil.

#### A Llatinoamèrica
A Amèrica Llatina la consciència i l'associacionisme lèsbic van aparèixer a la dècada del 1970. Es va ampliar a mesura que els diversos països han aconseguit la democràcia o, en el cas dels que ja la tenien, la van reformar. Però tot i així, fins a la fi del segle xx, cap règim de la zona, democràtic o no, ha respectat els drets de gais o lesbianes. Malgrat ser legal l'homosexualitat a la majoria dels països, durant molt de temps s'han emprat tàctiques d'intimidació i assetjament, quan no s'empraven les lleis de «corrupció de menors» o de «faltes a la moral o els bons costums» per perseguir homosexuals. En l'àmbit hispànic, el conflicte amb la lesbofòbia de les feministes i la misogínia dels gais ha generat una trajectòria difícil per a les lesbianes i les seves associacions.
Argentina va ser el primer país de Llatinoamèrica a comptar amb un grup LGBT, Nuestro Mundo (NM), organitzat a 1969. NM va crear el 1971 el Frente de Liberación Homosexual (FLH), juntament amb altres cinc organitzacions, tot de forma clandestina i en cases particulars. Cap a 1972-1973, entre els seus formants es trobava l'organització lèsbica Safo. De l'activitat inicial a Buenos Aires, es va passar aviat a col·laborar amb les feministes a Córdoba, Mendoza i Mar del Plata, i fins i tot a Tucumán. Les persecucions i l'assetjament van ser constants i es van agreujar amb l'arribada de la dictadura el 1976, quan es van dissoldre tots els grups a causa del terrorisme d'Estat a Argentina a les dècades de 1970 i 1980. El moviment lèsbic autònom va començar el 1986 amb la creació del Grupo Autogestivo de Lesbianes (GAL) i la revista Codo con codo, tots dos de poca durada. El 1987, van començar a publicar-se els Cuadernos de Existencia Lesbiana, que seguien publicant-se el 2000. La 5a Trobada Feminista va ser la catalitzadora per a la creació en 1990 dels grups Frente Sáfico (Fresa), Las Lunas las Otras, i el Grupo de Reflexión de Lesbianas. L'aparició a la televisió d'Ilse Fulkova, va fructificar en la creació el 1991 de Convocatoria Lesbiana, del que més tard van sorgir els grups Buenas Amigas i Sentimientos. Els grups lèsbics es van unir posteriorment en el Frente de Lesbianas per superar les seves dificultats amb l'heterofeminisme i col·laborar amb la Comunitat Homosexual Argentina (CHA).
Mèxic ha estat el país d'Amèrica Llatina en el qual el moviment lèsbic ha estat més viu. Una de les seves figures principals va ser Nancy Cárdenas (1934-1994), portaveu del Frente de Liberación Homosexual (FLH) de Mèxic, la primera organització LGBT del país, fins i tot malgrat que les lesbianes al FLH fossin minoria. Cárdenas també va ser protagonista el 1973 de la primera entrevista a una persona homosexual a la televisió pública mexicana. Cap el 1975, Any Internacional de la Dona, existia el sentiment que els homes, tant heterosexuals com homosexuals, centraven la seva sexualitat en el fal·lus, símbol de plaer i poder, punt de vist rebutjat per les lesbianes. Hi va haver diversos intents de l'entorn de Cárdenas de crear una organització lèsbica pròpia, però les lleis i el menyspreu social van avortar el projecte. La primera organització lèsbica de Mèxic es deia Lesbos i es va fundar el 1977, sorgida de la necessitat de defensar els seus interessos dins del moviment feminista, que, tot i intents d'acostament de la nova organització, les va rebutjar per por de ser identificades amb elles. El 1978 va sorgir Oikabeth, una organització més agressiva, que lluitava per la visibilitat de les lesbianes i que, després d'una breu col·laboració, es va separar del misogin Frente Homosexual de Acción Revolucionaria, convertint-se en el primer grup independent tant del moviment homosexual com del feminista, que va aplanar el camí a nombrosos altres. Les tendències separatistes van seguir sent evidents en la primera Trobada de Feministes Lesbianes d'Amèrica Llatina i el Carib, celebrada el 1987 a Mèxic, on de les polèmiques va néixer la Coordinadora Nacional de Lesbianes (CNL), que es va associar més tard amb la Coordinación de Feministas de la Ciudad de México. A principis de 1997 existien tretze grups lèsbics a la Ciutat de Mèxic, però, malgrat tot, les organitzacions lèsbiques han tingut poca influència tant en el moviment homosexual com en el feminista.
A Xile, la dictadura va impedir la creació d'una associació lèsbica fins al 1984, data de la creació de la Colectiva lésbica Ayuquelén, el primer grup del seu tipus. El punt d'inflexió va ser l'assassinat a cops d'una lesbiana al mig del carrer i davant nombrosos testimonis, al crit de «Maleïda lesbiana!». L'associació va estar des dels seus inicis lligada al moviment feminista, tot i que les seves relacions van ser difícils. El 1987 van realitzar la seva primera entrevista a un diari, que els va donar visibilitat, però va produir problemes amb les feministes que temien una identificació de tots dos moviments. En aquesta època van entrar en contacte amb ILIS i ILGA, i més tard van col·laborar amb el MOVILH en alguns temes com l'abolició d'article 365 del codi penal. Avui hi ha una Coordinació de Lesbianes que edita la revista Amazonas.
A Nicaragua va començar a formar-se la consciència lèsbica encara més tard, el 1986, quan el Front Sandinista d'Alliberament Nacional (FSLN) va expulsar de les seves files a gais i lesbianes. La persecució de l'estat va evitar que es formessin associacions, fins a l'aparició de la SIDA, quan els esforços educatius del govern van impulsar l'associacionisme. La primera organització lèsbica va ser Nosotras, fundada el 1989. Un intent de visibilització del col·lectiu LGBT el 1991-1992 va portar al govern a il·legalitzar l'homosexualitat el 1994. El cop va deixar al moviment exhaust i no va tornar a recuperar-se fins al 2004, amb la creació de Grupo Safo / Grupo de Mujeres Lesbianas de Nicaragua, quatre anys abans de la legalització de l'homosexualitat.
Les Trobades de Feministes Lesbianes d'Amèrica Llatina i el Carib, de vegades simplificat com Trobades de Lesbianes, han estat des de la fi dels anys vuitanta un important centre d'intercanvi d'idees per a les lesbianes llatinoamericanes. De seu canviant i ritme bianual, els seus principals fins són la creació de xarxes de comunicació, canviar la situació de les lesbianes a Llatinoamèrica, tant des del punt de vista legal com social, augmentar la solidaritat entre les lesbianes i tractar de destruir els mites sobre elles.

## Fora d'Occident
Mentre el comportament homosexual femení pot estar present en totes les cultures, el concepte de lesbiana com a dona que s'ajunta exclusivament amb altres dones no ho està. L'actitud davant del comportament homosexual femení depèn del rol de la dona en cada societat i de la definició que cada cultura fa del sexe.

### Orient Mitjà i Pròxim
Les dones d'Orient Mitjà i Pròxim han estat històricament segregades dels homes. En els segles vii i viii algunes dones extraordinàries vestien amb robes masculines, quan els rols de cada sexe eren menys estrictes, però els rols sexuals que acompanyaven les dones europees no estaven associats a les dones islàmiques.
En la cort califal de Bagdad hi havia dones que vestien robes d'home, incloent borrissol facial fals, encara que competien unes amb les altres per obtenir l'atenció dels homes.
Les dones molt intel·ligents, segons els escrits del segle xii de Sharif al-Idrisi, tenien una major probabilitat de ser lesbianes; el seu poder intel·lectual les posava en una posició al mateix nivell que el dels homes. Algunes dones d'al-Àndalus privilegiades tenien accés a l'educació i en dues antologies modernes de poesia femenina d'aquella època, de Teresa Garulo i de Maḥmud Subḥ, l'amor entre dones apareix tractat amb normalitat.
Les relacions entre les dones que vivien en els harems i els temors que les dones tinguessin relacions íntimes entre elles en els banys turcs van ser expressats en els escrits d'homes. Les dones, però, guardaven majoritàriament silenci i els homes rares vegades parlaven de relacions lèsbiques. No és clar que les poques vegades que el lesbianisme és esmentat en la literatura sigui una representació històrica exacta o si més aviat servia de fantasia als homes.
Un tractat de 1978 sobre la repressió a l'Iran afirmava que les dones eren silenciades per complet: «En tota la història de l'Iran, [a cap dona] se li ha permès parlar sobre aquestes tendències […] Admetre desitjos lèsbics seria un crim inacceptable».
Tot i que els autors d'Islamic Homosexualities (Homosexualitats islàmiques) afirmaven que això no implica que les dones no poguessin tenir relacions lèsbiques, una antropòloga lesbiana va visitar el 1991 Iemen i va informar que a la ciutat que va visitar les dones no eren capaces de entendre la seva relació romàntica amb una altra dona.
De les dones del Pakistan s'espera que es casin amb un home; aquelles que no ho fan són marginades i ignorades socialment. Les dones, però, poden tenir relacions íntimes amb altres dones mentre compleixin amb els seus deures conjugals, mantinguin els seus assumptes privats amb discreció i la dona amb la qual estan involucrades estigui relacionada d'alguna forma lògica o sigui de la família.

### Amèrica indígena i precolombina
Després de la primera trobada dels conqueridors europeus amb el continent americà, es comença un registre a manera de crònica sobre el comportament dels nadius, i la sexualitat un dels aspectes que més escandalitza. En aquests textos s'esmenta la sodomia foeminarum (sodomia de les dones), la qual cosa representa una prova fefaent de l'existència de pràctiques homosexuals en diverses ètnies del continent americà. Puntualment, el jesuïta Pêro Correa escriu:
| «                    | Hi ha aquí moltes dones que realitzen oficis d'homes i tenen altres dones amb les que estan casades | » |
| — Pêro Correa, 1551. | |   |

Cap al 1576 Pêro de Magalhães de Gândavo es refereix a relacions homosexuals de dones tupinambás
| «                                     | Algunes índies d'aquesta regió juren i prometen castedat i així no es casen ni coneixen home de cap qualitat, ni ho consentiran encara que per això les matin. Aquestes deixen totes les activitats de dones i imiten als homes i realitzen els seus oficis com si no fossin dones. Porten el cabell tallat com els mascles, van a la guerra i de cacera amb arcs i fletxes ... i cadascuna té una dona al seu servei i que li fa de menjar com si estiguessin casades. | » |
| — Pêro de Magalhães de Gândavo, 1576. | |   |

Durant el segle xviii altres europeus, missioners i exploradors descrivien a persones del tercer sexe com «berdaches» (dos esperits), tant en els casos femenins com masculins. Per a les dones específicament, es relata que vestien robes d'home i participaven en activitats guerreres, de caça i altres que la seva cultura considerava masculines, com la confecció d'armes; però a més tenien esposes o companyes duradores. Els zuni anomenen a les dones que prenen el rol masculí «katsotse», i els mohave les anomenen «hwame». Aquests rols transgènere tenen menys a veure amb la sexualitat que amb l'espiritualitat i l'ocupació. Les relacions entre «dos esperits» femenins i dones que no són transgènere es consideren com «heterogènere».

### Àfrica

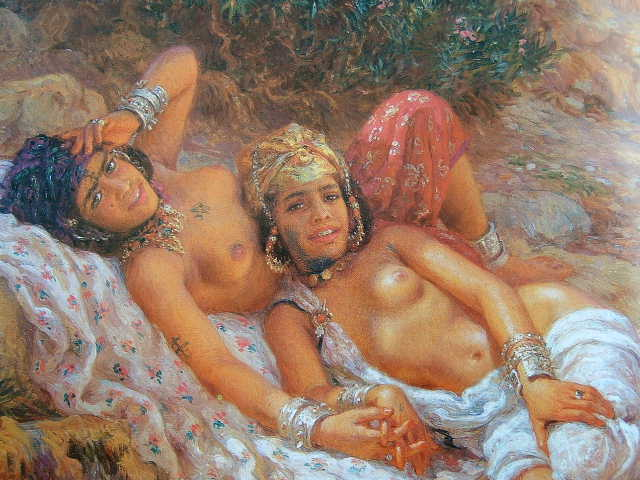
Sota els Llorers Rosa, de Nasreddine Dinet (1910)

Els rols transgènere i els matrimonis entre dones també han estat documentats en més de trenta societats africanes. Les dones es poden casar amb altres dones, criar els seus fills i ser considerades generalment com a homes en societats de Nigèria, Camerun i Kenya. Els hausses del Sudan posseeixen un terme similar al de lesbiana, «kifi», que també es pot aplicar a homes, amb el significat de «cap de les parts insisteix en un rol sexual particular». A prop del riu Congo, entre els mongo, una dona que participa en una relació emocionalment forta o sexual amb una altra dona és coneguda com a «yaikya bonsángo» (una dona que s'estreny contra una altra dona). Les relacions lèsbiques també són conegudes en les societats matrilineals de Ghana entre els pobles àkan. A Lesotho, dones realitzen el que es considera habitualment a Occident com sexe: es besen, dormen juntes, freguen els seus genitals i mantenen relacions exclusives; però com les persones a Lesotho creuen que perquè hi hagi sexe és necessari un penis, no consideren aquest comportament sexual, ni les dones es consideren lesbianes.
La colonització d'Àfrica va tenir com a resultat un canvi de valors; la sexualitat aborigen va passar de considerar-se fluida i dinàmica, a binària i fixada de per vida. Després de la colonització, algunes dones que s'identificaven com a lesbianes van ser sotmeses a violacions amb la idea que el sexe amb homes podia «guarir» el lesbianisme. Malgrat el canvi de paradigma, el govern de Sud-àfrica va ser el primer del món que va prohibir la discriminació basada en l'orientació sexual a la seva constitució. A més, Sud-àfrica va ser el primer país africà (i cinquè del món) a legalitzar el matrimoni entre persones del mateix sexe.

### Àsia

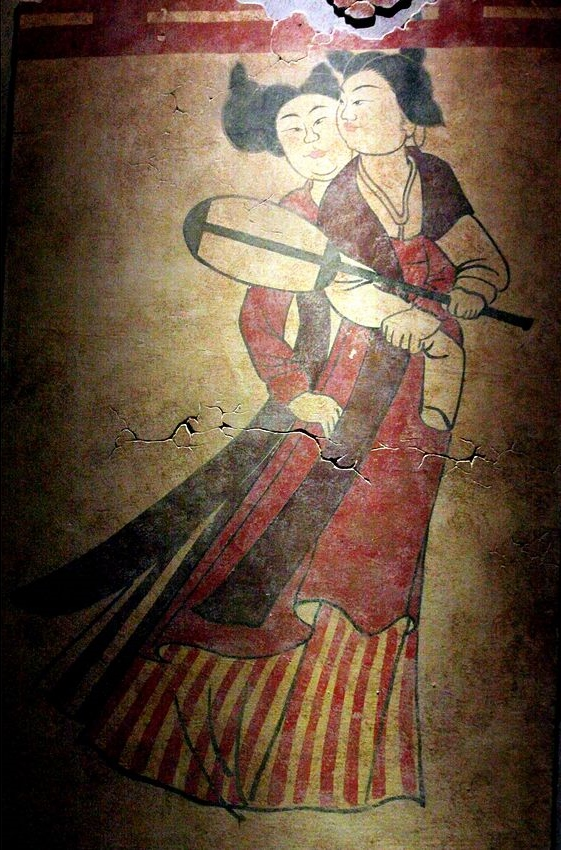
Mural d'una tomba de la dinastia Tang

Xina, abans de la seva occidentalització, era una societat en què els homes i les dones vivien separats. Històricament, la cultura xinesa no reconeix el concepte d'orientació sexual, o un marc que divideixi les persones basant-se en l'atracció per altres persones del mateix sexe o de l'oposat. Encara que existia una cultura significativa envoltant a l'home homosexual, no hi havia cap per a la dona. Fora de les seves obligacions de donar fills al seu marit, es considerava que les dones no tenien cap sexualitat. Això no vol dir que les dones no poguessin mantenir relacions amb altres dones, sinó que aquest tipus de relacions no podia posar-se per davant de les relacions amb homes. Una de les escasses referències al lesbianisme ha estat transmesa per Ying Shao, que anomena a les relacions homosexuals entre dones de la cort imperial, que es comportaven com a marit i muller, «dui shi» (menjar en parella). Les associacions de l'orquídia daurada al sud de la Xina es van mantenir fins al segle xx, i realitzaven matrimonis entre dones a les quals se'ls permetia adoptar a nenes. La occidentalització va portar noves idees, entre elles, la que deia que tot comportament sexual que no resultés en reproducció era aberrant. La llibertat que comportava una feina a les fàbriques de seda a partir de 1865 va permetre a algunes dones esdevenir «tzu-shu nii» (les que mai es casen) i viure en comunitat amb altres dones. Altres xinesos les anomenaven «sou-hei» (que es pentinen a si mateixes) perquè adoptaven el pentinat de les dones casades. Aquestes comunes van desaparèixer a causa de la Gran Depressió i van ser descoratjades pel govern comunista com una relíquia de la Xina feudal. En la societat contemporània xinesa, «tongzhi» (mateix fi o esperit) és el terme usat per referir-se als homosexuals; la majoria de les xineses prefereixen no classificar-se amb més detall com a lesbianes.
Al Japó, en la dècada del 1920, s'emprava la paraula «rezubian» com equivalent de «lesbiana». La occidentalització va portar més llibertat a les dones i va permetre a algunes japoneses portar pantalons.
La paraula «tomboy» (gallimarsot) és emprada a les Filipines, sobretot a Manila, per denominar a les dones que són masculines.
Les dones virtuoses de Corea col·loquen les seves prioritats en la maternitat, la castedat i la virginitat; fora d'aquests aspectes, molt poques dones són lliures d'expressar-se a través de la sexualitat, encara que existeix una creixent organització lèsbica anomenada Kkirikkiri.
El terme «pondan» és usat a Malàisia per denominar als homes gais, però, com no hi ha un context històric de referència per a lesbianes, el terme també és emprat per a les dones homosexuals. Igual que en molts països asiàtics, l'homosexualitat masculina pública és reprimida a molts nivells, de manera que els malaisis porten doble vida.
A l'Índia, un esment del segle xiv d'una parella lèsbica que van tenir un fill després de fer l'amor, recollit en un text, és una excepció al silenci general sobre l'homosexualitat femenina. Aquesta invisibilitat va desaparèixer amb l'estrena de la pel·lícula Fire el 1996, el que va provocar atacs en alguns cinemes per part de fanàtics. Els termes per anomenar els homosexuals són rebutjats sovint pels activistes indis, per ser el resultat d'una influència imperialista, però la majoria del discurs sobre l'homosexualitat se centra en els homes. Els grups de defensa dels drets de la dona a l'Índia continuen debatent si és legítim incloure els assumptes lèsbics en les seves plataformes, ja que la informació sobre l'homosexualitat femenina és suprimida molt sovint.

## Demografia

### Informe Kinsey
El més ampli dels primers estudis sobre homosexualitat femenina el va dur a terme l'Institut Kinsey per a la investigació sexual, que va publicar un informe en profunditat sobre les experiències sexuals de les dones el 1953. Alfred Kinsey i els seus col·laboradors van entrevistar a més de 8.000 dones, plasmant els resultats en el llibre Comportament sexual de la dona, el segon volum del conegut popularment com Informe Kinsey. El tractament objectiu per l'informe de l'homosexualitat com una forma més de comportament sexual humà va ser revolucionari per a l'època. Abans d'aquest estudi només els metges i els psiquiatres havien estudiat el comportament sexual, i gairebé sempre els resultats havien estat interpretats des d'un punt de vista moral.

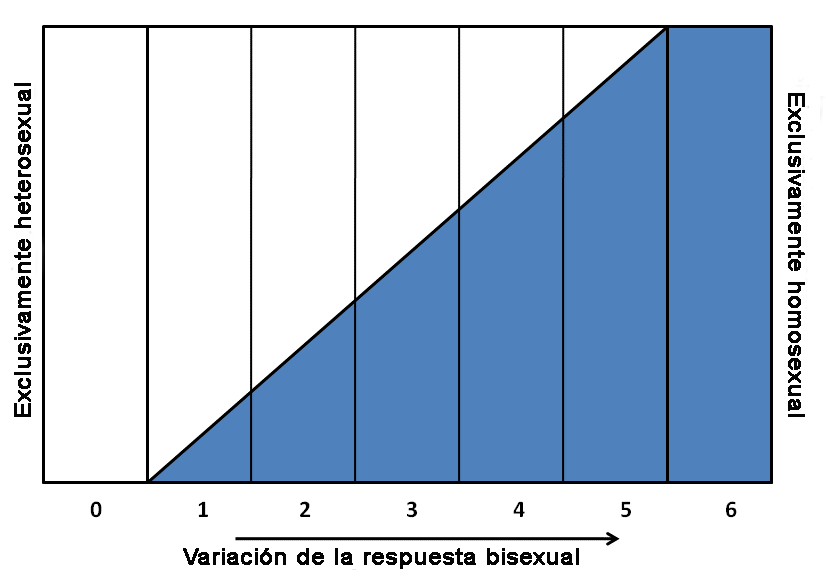
L'escala Kinsey estableix una gradació en l'orientació sexual, amb diversos graus de bisexualitat, indicant-se en blau la proporció de pràctiques homosexuals

Kinsey va publicar que el 28% de les dones s'havien sentit atretes sexualment per una altra dona, i el 19% havien tingut algun contacte sexual amb una altra dona. De les que havien tingut contacte sexual amb una altra dona, entre la meitat i dos terços havien tingut un orgasme. Les dones solteres tenien una taxa major de contactes sexuals amb altres dones, seguides de les dones vídues, divorciades o separades. La taxa més baixa la presentaven les dones casades; entre aquestes, les que havien mantingut experiències homosexuals anteriors informaven que s'havien casat per acabar amb aquestes activitats. La majoria de les dones que afirmaven haver tingut pràctiques homosexuals les havien experimentat menys de deu vegades, i un 51% només amb una parella. Les dones amb educació universitària tenien les taxes d'experiències homosexuals més altes, seguides per les dones amb educació secundària; la prevalença més baixa era a les dones amb educació primària (inferior al 8è grau).
Kinsey va establir una escala per representar l'orientació sexual de les persones, en la qual el 0 representava una persona exclusivament heterosexual, el 6 a una persona exclusivament homosexual, i els números entremig corresponien als diferents gradients en la prevalença de pràctiques sexuals amb dos sexes. El 6% de les entrevistades es van enquadrar en el 6, exclusivament homosexuals, i el 71% es van assignar al 0, exclusivament heterosexuals. Dels altres graus el més comú va ser l'1 (15%), dones predominantment heterosexuals que alguna vegada havien mantingut algun contacte lèsbic. L'informe Kinsey remarcava que la classificació descrivia un període de la vida de la persona i que l'orientació podria canviar.
El mostreig sobre el qual es va basar l'informe va rebre crítiques per sobrerepresentar a les dones amb comportaments homosexuals, de manera que les xifres exactes no van ser acceptades per tots investigadors posteriors.

### Informe Hite
El 1976, vint-i-tres anys després, la sexòloga Shere Hite va publicar un altre informe d'un estudi basat en una enquesta de 3.019 dones, sota el títol The Hite Report (l'informe Hite). Les preguntes del qüestionari de Hite es van diferenciar de les de Kinsey en què se centraven més en com s'identificaven les mateixes dones o què preferien més, que en el que havien experimentat. Les enquestades per Hite van indicar que el 8% preferia el sexe amb dones, i el 9% va contestar que s'identificaven com bisexuals o que havien tingut experiències sexuals tant amb homes com amb dones i negaven tenir una preferència.
Les conclusions de Hite es basen més en els comentaris de les enquestades que en les dades quantificables. Va trobar sorprenent que moltes dones que no havien tingut experiències lèsbiques indiquessin que estaven interessades en el sexe amb altres dones, particularment perquè no es feia aquesta pregunta en el qüestionari. Hite va trobar dues diferències significatives entre les enquestades amb experiències amb homes, i les que les tenien amb dones. Les primeres destacaven la importància que li donaven a l'estimulació clitorídea, i les segones la major implicació emocional i les respostes orgàsmiques.
Com que Hite va dur a terme el seu estudi durant l'auge del feminisme dels anys 1970, ella mateixa va admetre que algunes dones podrien haver-se identificat com a lesbianes per motius polítics.

### Enquestes de població
S'estima que als Estats Units d'Amèrica, les lesbianes representen el 2,6% de la població, segons una enquesta completada al any 2000 del National Opinion Research Centers (Centres nacionals d'investigació d'opinió) sobre l'activitat sexual d'adults que havien tingut experiències homosexuals en l'últim any. Una enquesta sobre parelles homosexuals dels Estats units mostra que entre 2000 i 2005, el nombre de persones que afirmaven tenir relacions homosexuals s'havia incrementat un 30%, cinc vegades la taxa d'increment de població dels Estats Units. L'estudi atribueix aquest salt al fet que la gent se sent més còmoda que abans quan s'autoidentifica com a homosexual davant el govern federal.
El govern del Regne Unit no demana als seus ciutadans que defineixin la seva sexualitat, però estima que està entre el 5-7%. El càlcul no diferencia les lesbianes com ho fa el cens dels Estats Units (s'inclou els gais, lesbianes i bisexuals al mateix grup).
Les enquestes a Austràlia registren una taxa de dones que s'autodefineixen com a lesbianes o bisexuals d'entre el 1,3% i 2,2% de la població total femenina.

## Lesbianes i sexualitat

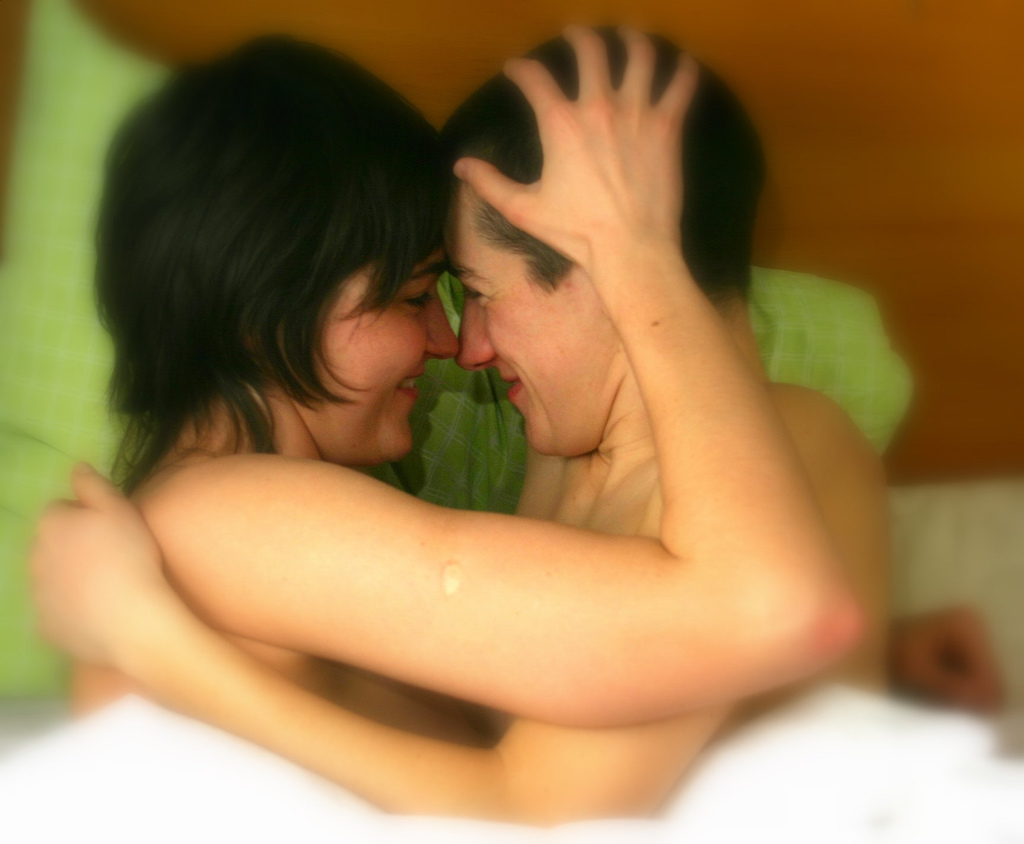
Parella de lesbianes

Actualment, es continua debatent la necessitat d'existència d'una relació sexual física o sentimental entre dones per definir el lesbianisme. Segons l'escriptora feminista McCormick, la sexualitat femenina ha estat construïda pels homes, per la qual cosa el principal indicador de l'orientació sexual lèsbica són les experiències sexuals amb altres dones, encara que no cal la pràctica sexual amb homes per definir una dona com heterosexual. McCormick afirma que les connexions emocionals, mentals i ideològiques amb altres dones són tan importants o més com la genital. No obstant això, durant la dècada del 1980, un significatiu moviment va rebutjar la desexualització del lesbianisme realitzat per les feministes, el que va causar una gran polèmica denominada «guerres del sexe». Es van reprendre els papers butch i femme, encara que no de forma tan estricta com en la dècada del 1950. A partir de la dècada del 1990, el lesbianisme es va convertir en una forma optativa d'expressar la pròpia sexualitat. Una vegada més, les dones es van sentir segures per ser més aventureres, i la flexibilitat sexual es va fer més acceptable.

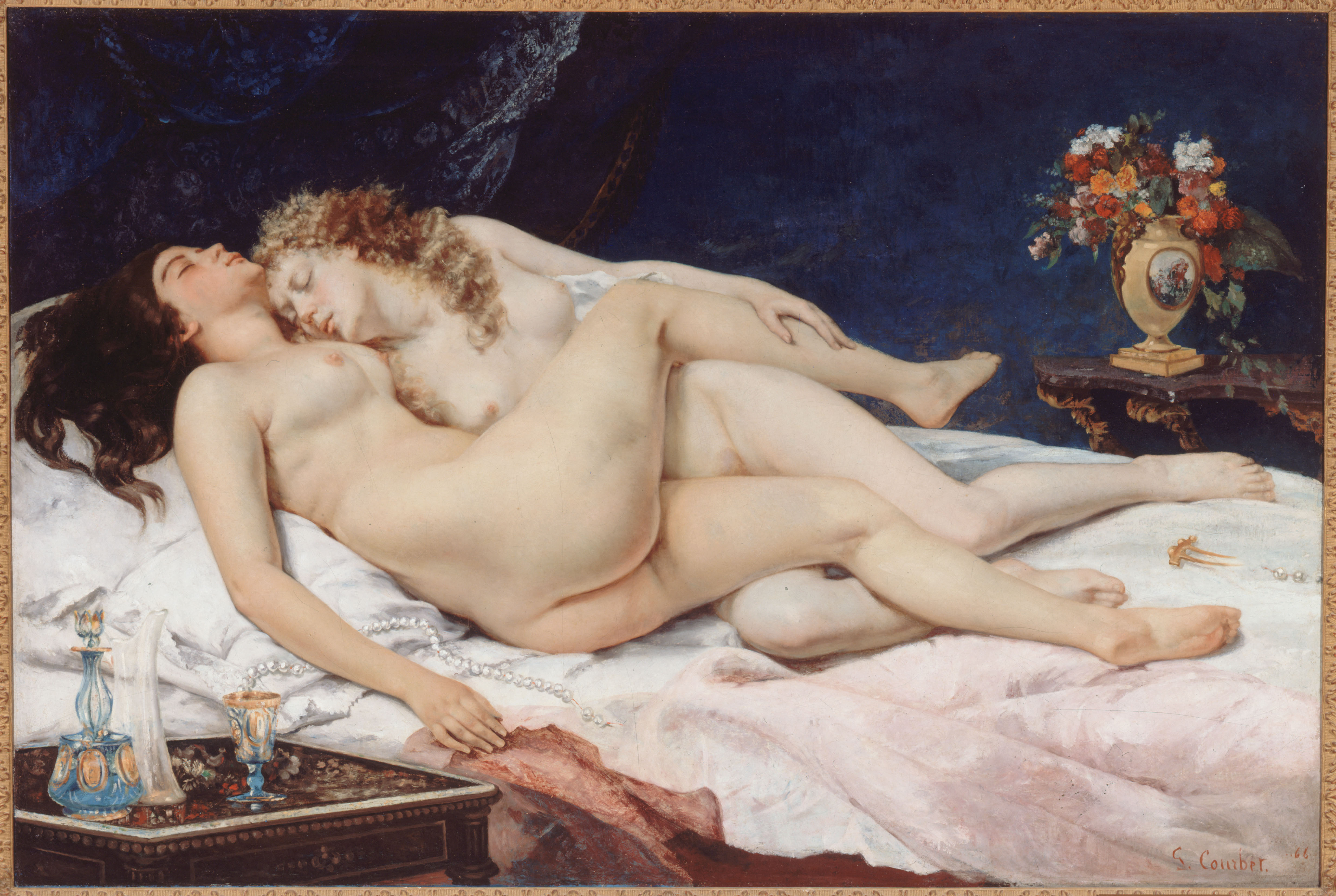
El somni, de Gustave Courbet.

Un dels tòpics que han centrat el debat sobre la sexualitat lèsbica és un fenomen descrit per la sexóloga Pepper Schwartz el 1983. Schwartz va registrar en un estudi que les parelles lèsbiques de llarga durada mantenien contactes sexuals amb menys freqüència que les parelles heterosexuals o homosexuals masculines, denominant a aquest fenomen «mort del llit lèsbic». No obstant això, les lesbianes han discutit aquesta teoria per la definició que es fa en l'estudi de contacte sexual, i apunten que hi ha altres factors que uneixen les parelles de dones més enllà de la mera repetició de relacions sexuals, com les connexions més profundes existents entre les dones que fan redundants les relacions sexuals freqüents, i la major fluïdesa sexual de les dones que causa que durant la seva vida es moguin entre l'heterosexualitat, la bisexualitat i el lesbianisme nombroses vegades durant les seves vides (o que fins i tot rebutgin les etiquetes). Posteriors arguments assenyalen que l'estudi tenia errors i no representava de forma exacta el contacte sexual entre dones, o que des del 1983 la situació ha canviat i ha augmentat el contacte sexual entre dones, ja que moltes lesbianes se senten més lliures per expressar la seva sexualitat.
Altres debats sobre gènere i orientació sexual concerneixen a com es denominen o es veuen moltes dones. En les cultures occidentals s'ha donat majoritàriament per fet que l'heterosexualitat és una qualitat innata. Quan una dona posa en pràctica la seva atracció sexual o romàntica per altres dones pot experimentar una «crisi existencial» i moltes van més enllà i adopten la identitat de lesbiana, desafiant els estereotips homosexuals de la societat, i aprenen a desenvolupar-se en la subcultura homosexual.Plantilla:Schlager Les lesbianes de les cultures occidentals generalment comparteixen un sentit d'identitat cultural similar al de les minories ètniques, construït per experiències discriminatòries semblants i que han portat a moltes lesbianes a rebutjar els principis heterosexuals. Aquesta identitat és única i diferent a la dels homes gais i la de les dones heterosexuals, i freqüentment crea tensió amb les dones bisexuals. Alguns teòrics de la sociologia han destacat que el comportament i la identitat no sempre coincideixen, que hi ha dones que es defineixen com heterosexuals que mantenen relacions sexuals amb altres dones, dones que s'autodenominen lesbianes poden tenir relacions sexuals amb homes, o altres que creien que tenien una orientació sexual immutable i que ha canviat al llarg del temps. Un article del 2001 sobre la identificació de les lesbianes en els estudis mèdics suggereix el seu reconeixement tant per identitat com per comportament sexual. L'article declina incloure el desig o l'atracció com a mètode, ja que rarament ha estat mesurable com un assumpte de salut o psicològic.

## Salut

### Física
Pel que fa a qüestions mèdiques, a les lesbianes se les coneix com a «dones que tenen sexe amb altres dones» (Women who have sex with women, WSW) a causa dels prejudicis i creences sobre la sexualitat de les dones, i degut també a la reticència de les dones a l'hora de relatar de manera exacta el seu historial sexual fins i tot als seus propis metges. Moltes lesbianes que s'autoidentifiquen com a tals no van al metge perquè no tenen relacions heterosexuals i no requereixen mètodes anticonceptius, factors principals a l'hora que les dones sexualment actives busquin consultar a un ginecòleg. Per tant, moltes lesbianes no es fan regularment la prova de Papanicolau. Als Estats Units, el govern assenyala que algunes lesbianes no es fan aquesta prova en no tenir assegurança de salut pel fet que moltes empreses no ho ofereixen a les parelles de fet.
La manca d'informació mèdica en les WSW sorgeix de la percepció per part dels professionals mèdics i d'algunes lesbianes que tenen un risc menor de contreure una infecció de transmissió sexual o diferents tipus de càncer. Quan les dones van a consulta, els professionals mèdics no arriben a prendre una història mèdica completa. En un estudi recent amb 2.345 lesbianes i dones bisexuals, només el 9,3% van afirmar haver estat preguntades sobre la seva orientació sexual per part del seu metge. Un terç d'elles assenyalava que creien que explicar el seu historial sexual provocaria una reacció negativa, i el 30% havia rebut una reacció negativa per part del seu metge després d'haver identificat com a lesbianes o bisexuals. L'historial complet d'un pacient ajuda als professionals mèdics a identificar les àrees de major risc i corregeix els prejudicis existents sobre les històries personals de les dones. En una enquesta similar amb 6.935 lesbianes, el 77% havia tingut contactes sexuals amb un o més homes, i el 6% havia tingut aquest contacte durant el any anterior.
Segons el Departament de Salut i Serveis Humans dels Estats Units (United States Department of Health and Human Services, HHS), les cardiopaties són la primera causa de mort per a les dones. Els factors de risc de les malalties del cor inclouen l'obesitat i el tabaquisme, tots dos més prevalents en les lesbianes. Els estudis mostren que les lesbianes tenen una major massa corporal i en general estan menys preocupades per problemes de pes que les dones heterosexuals, i consideren amb més freqüència que les dones amb índexs de massa corporal més elevats són més atractives. Les lesbianes tendeixen a exercitar més regularment que les heterosexuals, i generalment no per raons d'estètica, com les heterosexuals. Cal més investigació per determinar les causes específiques de l'obesitat en les lesbianes.
La manca de diferenciació entre dones homosexuals i heterosexuals en els estudis mèdics que tracten sobre la salut de les dones distorsiona els resultats per a les lesbianes i per a les que no ho són. Els informes sobre la prevalença del càncer de mama a lesbianes són inconcloents. No obstant això, s'ha determinat que el menor nombre de lesbianes que es fan la prova de Papanicolau fa més difícil detectar el càncer de cèrvix en les seves etapes inicials en elles. Els factors de risc per desenvolupar el càncer d'ovaris són més elevats en lesbianes que en heterosexuals, potser perquè moltes lesbianes no compten amb factors protectors com l'embaràs, l'avortament, els mètodes anticonceptius o donar el pit al nadó.
Algunes malalties de transmissió sexual es poden transmetre entre dones, com el virus del papil·loma humà (VPH) (en concret, les berrugues genitals), tricomoniasi, sífilis i el virus de l'herpes simple (VHS). La transmissió d'infeccions de transmissió sexual específiques entre dones depèn del tipus de pràctiques sexuals que hagin mantingut. Qualsevol objecte que entri en contacte amb les secrecions del cèrvix, la mucositat vaginal o el període menstrual, siguin els dits o un objecte penetrant, pot transmetre infeccions de transmissió sexual. El contacte oral amb els genitals pot comportar un major risc de contraure VHS, fins i tot en dones que no hagin tingut cap relació sexual prèvia amb homes. La vaginosi bacteriana (VB) apareix amb major freqüència en les lesbianes, però no és clar si la VB es transmet mitjançant el contacte sexual; apareix en dones cèlibes i en dones sexualment actives. La VB freqüentment apareix en les dues dones que componen la relació lèsbica; un estudi recent de dones amb VB va trobar que el 81% tenien parelles amb VB. Les lesbianes no conformen una categoria separada en les dades de freqüència de transmissió del VIH, encara que la transmissió és possible mitjançant les secrecions vaginals i cervicals. La major taxa de transmissió del VIH a lesbianes ocorre en les dones que participen en la presa de drogues per via intravenosa o que tenen relacions sexuals amb homes bisexuals.

### Mental
Des que la literatura mèdica va començar a descriure l'homosexualitat, la pauta ha estat freqüentment intentar trobar una psicopatologia inherent com la seva causa principal, seguint les teories de Sigmund Freud. Encara que ell considerava que la bisexualitat era inherent a tothom, i que la majoria passa per fases d'atracció o experimentació homosexual, Freud atribuïa l'atracció exclusiva per persones del mateix sexe a un desenvolupament detingut a causa d'un trauma o a conflictes paterns. Molta literatura de la salut mental dels homosexuals se centrava en la depressió, abús de substàncies i suïcidi. Tot i que aquests problemes es donen en les lesbianes, el debat sobre les seves causes va sofrir un canvi quan es va retirar l'homosexualitat del Manual diagnòstic i estadístic dels trastorns mentals el 1973. En el seu lloc, l'ostracisme social, la discriminació legal, la internalització d'estereotips negatius i les estructures de suport limitades són factors que freqüentment afecten de manera adversa la salut mental dels homosexuals a les societats occidentals. Les dones que s'autodefineixen com a lesbianes informen sentir significativament diferents i aïllades durant l'adolescència; s'ha citat que aquestes emocions apareixen de mitjana als 15 anys a les lesbianes i als 18 en dones que s'autodefineixen com bisexuals. En conjunt, les dones tendeixen a desenvolupar l'autoconcepte propi de manera interna o amb altres dones amb les que són íntimes. Les dones també limiten a qui divulguen la seva identitat sexual, i freqüentment veuen el ser lesbiana com una opció, al contrari que els homes gais, que són més oberts i que consideren que ser gai és una cosa fora del seu control.
Els trastorns d'ansietat i la depressió són els problemes de salut mental més freqüents per a les dones. Les taxes de depressió en lesbianes són similars a les de dones heterosexuals, tot i que el trastorn d'ansietat generalitzada tendeix a aparèixer en major proporció en lesbianes i dones bisexuals que en dones heterosexuals. La depressió és un problema molt més significatiu en les dones que pensen que han de amagar la seva orientació sexual dels seus amics o família, que experimenten conjuntament discriminacions per ètnia o religió, o que suporten problemes de parella sense un sistema de suport. S'ha comprovat que els estereotips dels homes sobre la sexualitat femenina afecten la forma en què les lesbianes perceben els seus propis cossos. Els estudis mostren que els homes heterosexuals i les lesbianes tenen estàndards diferents d'atractiu femení. Les lesbianes que es veuen a si mateixes segons els models masculins de bellesa femenina poden experimentar una baixa autoestima, trastorns alimentaris i una major incidència de depressions. Més de la meitat de les enquestades en un estudi de 1994 sobre problemes de salut mental en lesbianes van contestar que tenien pensaments suïcides, i el 18% havia intentat suïcidar-se.
Un estudi basat en la població dut a terme pel Centre de Recerca Nacional d'Alcohol dels Estats Units d'Amèrica (National Alcohol Research Center) va trobar que les dones que s'identifiquen com a lesbianes o bisexuals tenen menys probabilitats de ser abstèmies. Les dones lesbianes i bisexuals tenen major probabilitat de patir problemes amb l'alcohol, i que no estan satisfetes amb el tractament dels programes d'abús de drogues. Moltes comunitats de lesbianes es localitzen en bars, i beure alcohol és una activitat que es correlaciona amb la participació en la comunitat de lesbianes i dones bisexuals.

## Família i política
| Homosexualitat legal Matrimoni homosexual1 Algun tipus d'unió civil1 Matrimoni reconegut però no realitzat1 Parella de fet Unions homosexuals no reconegudes | Homosexualitat criminalitzada/restringida Restriccions de llibertat d'expressió Pena sense aplicació Pena de presó Fins a cadena perpètua Pena de mort |

Encara que l'homosexualitat femenina s'ha donat en moltes cultures al llarg de la història, la creació de famílies entre parelles del mateix sexe és un fenomen recent. Abans de la dècada del 1970, la idea que persones del mateix sexe formessin relacions compromeses a llarg termini era completament desconeguda per a molta gent. La majoria de lesbianes (entre un 60% i un 80%) declaren estar en una relació a llarg termini. Els sociòlegs associen l'alt nombre de parelles de dones a la socialització del rol de gènere; la inclinació de les dones a comprometre en una relació es duplica en una unió lesbiana. Al contrari que en les relacions heterosexuals, que tendeixen a dividir el treball basant-se en els rols sexuals, en les relacions lèsbiques es divideixen les tasques equitativament. Els estudis també assenyalen que els llaços emocionals són més estrets en les relacions lèsbiques i gais que en les relacions heterosexuals.

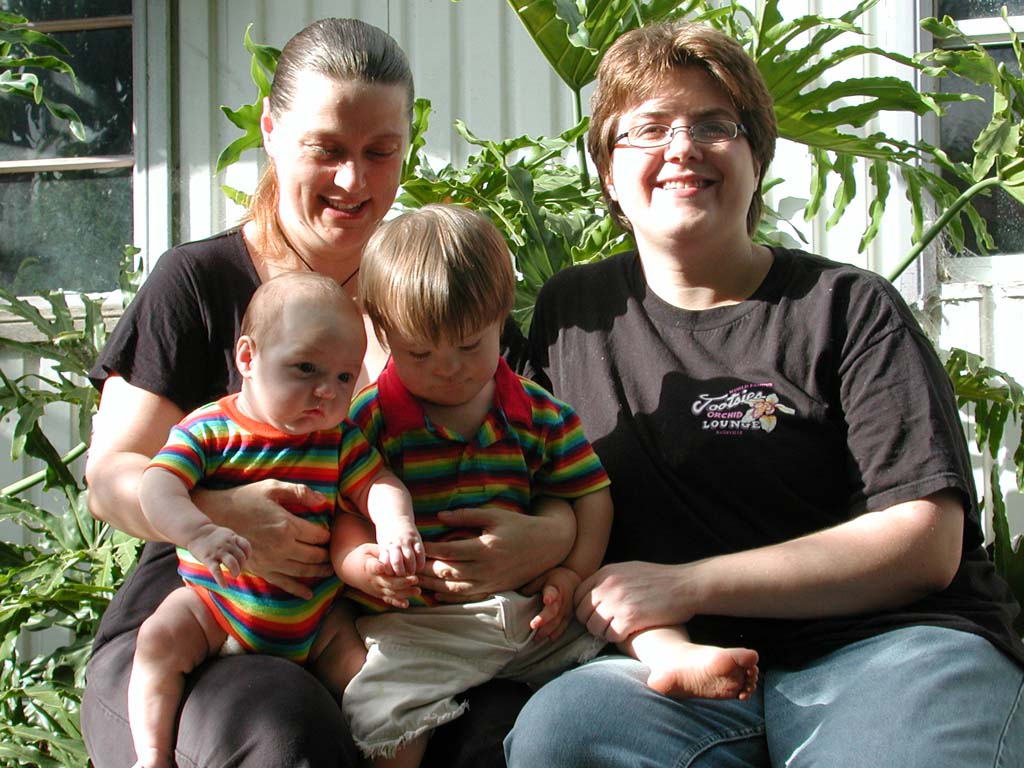
Família homoparental

Els assumptes relacionats amb les famílies van ser una preocupació important per a les lesbianes quan l'activisme gai es va tornar més prominent en les dècades del 1960 i 1970. Els problemes de custòdia en particular resultaven d'interès, ja que freqüentment els tribunals no atorgaven la custòdia a les dones obertament homosexuals, fins i tot encara que fossin les mares biològiques. Com a conseqüència dels conflictes de custòdia, es van realitzar diversos estudis per comparar el desenvolupament dels menors amb progenitors del mateix i amb mares solteres heterosexuals. Aquestes investigacions no van trobar diferències en la salut mental del menor, la seva felicitat i la seva adaptació, en general. L'orientació sexual, identitat de gènere i rols sexuals dels menors que creixen amb mares lesbianes no pateixen cap efecte. Les diferències trobades inclouen el fet que les lesbianes divorciades tendeixen a viure amb una parella, que els pares visiten a les mares lesbianes divorciades més freqüentment que a les mares divorciades no lesbianes, i que les mares lesbianes expressen un major por de perdre els seus fills a través de mitjans legals.
El millorar les oportunitats per formar famílies per a les parelles del mateix sexe ha perfilat el paisatge polític en l'última dècada. El moviment a favor del matrimoni entre persones del mateix sexe en països occidentals ha substituït altres objectius polítics. El 2012, onze països, 10 jurisdiccions dels Estats Units d'Amèrica, dos estats de Mèxic, i una jurisdicció del Brasil, permetien el matrimoni homosexual. A més, les unions civils es presenten com una opció en diversos països d'Europa i estats i municipis dels Estats Units. La possibilitat d'adoptar o proporcionar una llar a menors també és una prioritat familiar i política per a moltes lesbianes, igual que el millorar l'accés a la inseminació artificial.

## Cultura

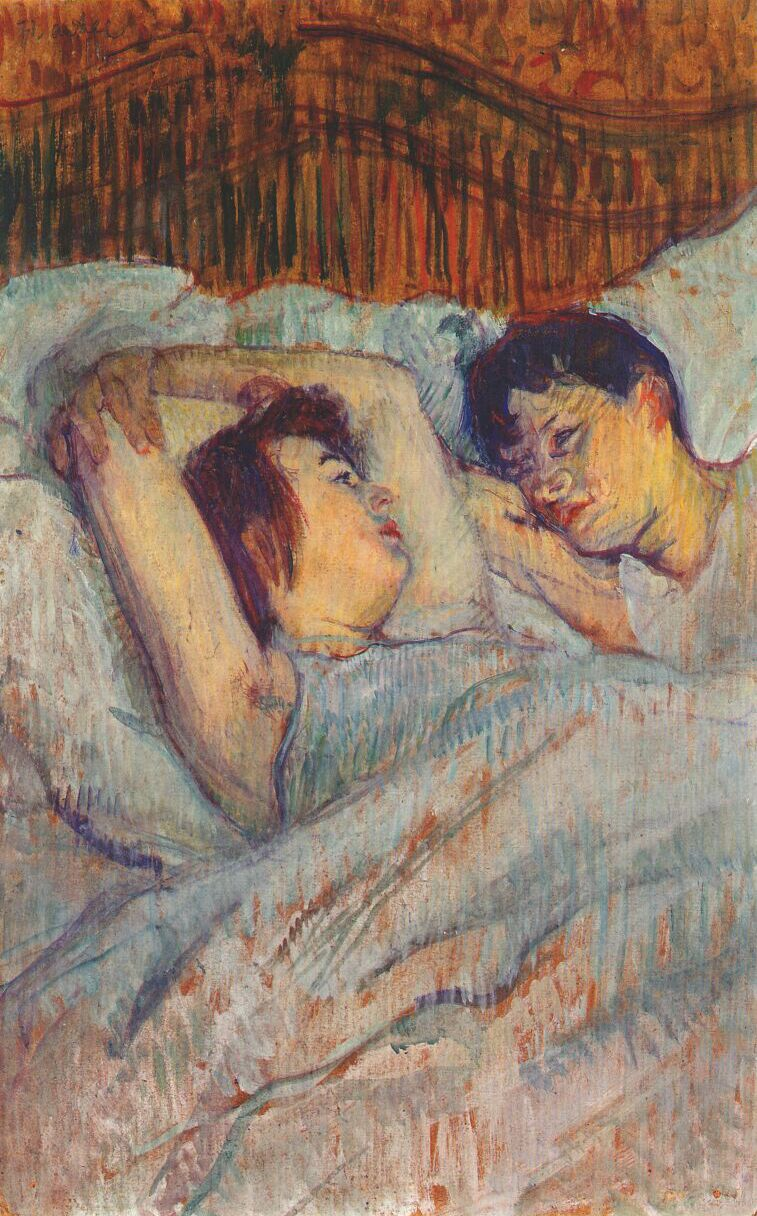
Al llit, de Henri de Toulouse-Lautrec (1892)

La cultura lesbiana s'ha inclòs històricament dins de la tradició femenina, i més específicament en la cultura feminista. Durant molts anys i en èpoques més difícils que les actuals, la cultura de les dones s'ha desenvolupat en diferents camps; d'aquesta manera hi ha hagut músiques, poetes, escriptores i artistes, etc.
Atès que les lesbianes són considerades un grup social minoritari, es parla molt sovint de «subcultura lesbiana», cosa que no significa una situació d'inferioritat pressuposta, sinó una cosa que és part de la pròpia especificitat de les lesbianes, respecte al món heterosexual majoritari.

### Literatura
A més de l'obra de la poetessa Safo de Lesbos, la historiadora literària Jeannette Howard Foster inclou el Llibre de Rut, i la tradició mitològica antiga entre els primers exemples de lesbianisme en la literatura. En les històries gregues sobre divinitats sovint apareixen figures femenines amb la seva virtut i virginitat intactes, però que practiquen activitats masculines, i que estan acompanyades per un devot grup de donzelles. Foster cita a Camil·la i Diana, Àrtemis i Cal·listo, Ifis i Iante com a exemples de figures mitològiques femenines que mostren una inclinació per les dones o desafien els papers tradicionals del gènere femení.

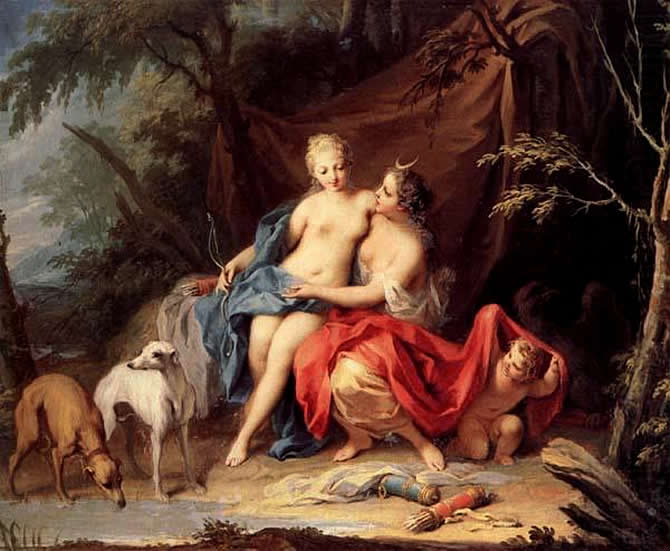
Júpiter i Cal·listo, de Jacopo Amigoni

També es deu als grecs la difusió de la història d'una mitològica raça de dones guerreres, les amazones. Enheduanna, una sacerdotessa de Mesopotàmia dedicada a la deessa sumèria Inanna, té l'honor d'haver signat la primera poesia lèsbica de la història, on ella mateixa es nomenava l'esposa d'Inanna.
Durant els deu segles següents a la caiguda de l'imperi romà, el lesbianisme desapareix de la literatura. Foster apunta a la visió particularment estricta que es tenia d'Eva, representant de totes les dones i causant de la caiguda de la humanitat, de manera que el pecat original entre les dones era una preocupació més gran, i havien de cuidar la seva castedat especialment per ser considerades la font de la vida. Durant aquest període la majoria de les dones eren analfabetes i no se'ls permetia accedir a la cultura, així que els homes eren els qui s'encarregaven d'establir les idees sobre la sexualitat. Al segle xvi, les descripcions de les relacions entre dones dels escriptors anglesos i francesos (Vie des dames galantes, de Pierre de Brantôme de 1665; l'eròtica Fanny Hill, de John Cleland de 1749; o L'espion Anglais, de diversos autors de 1778) presenten una actitud que va des de la sorpresa tolerància fins l'excitació, encara que un personatge masculí havia de participar per completar l'acte. Es fomentaven sovint les relacions físiques entre dones, que no es percebien com una amenaça per als homes quan aquests no estiguessin disponibles, en considerar que no serien tan satisfactòries com les d'un home amb una dona. En el pitjor dels casos, si una dona s'enamorava d'una altra es convertia en una figura tràgica. La satisfacció física i, per tant, emocional, es considerava impossible sense la intervenció d'un fal·lus natural. La intervenció masculina en una relació entre dones es feia necessària quan aquestes actuaven com a homes i demandaven els mateixos privilegis socials.

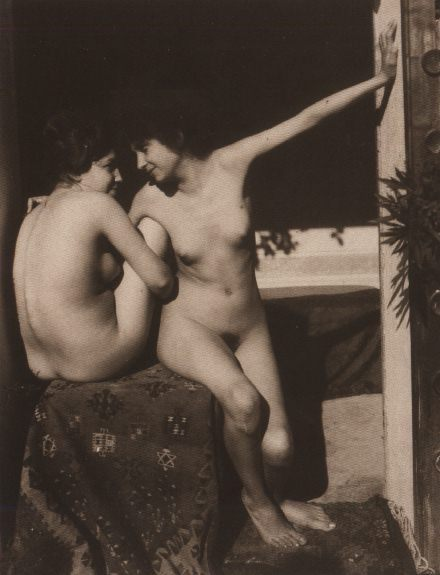
Dues dones, fotografia de Guglielmo Plüschowde (ca 1900)

A Europa, el lesbianisme es va convertir en un tema gairebé exclusiu de la literatura francesa al segle xix, basant-se en la fantasia masculina i el desig d'il·luminar els valors morals burgesos. Honoré de Balzac, a La fille aux yeux d'or (La noia dels ulls d'or, 1835), va usar el lesbianisme en la seva història sobre tres persones que descrivia la degeneració de París, i ho va repetir a La prima Bette i Séraphîta. La seva obra va influir en la novel·la de Théophile Gautier, Mademoiselle de Maupin, que té la primera descripció física del tipus que s'associaria a les lesbianes: «alta, ampla d'espatlles, estreta de malucs i d'inclinació atlètica». Charles Baudelaire utilitzarà el lesbianisme com a tema recurrent en els seus poemes Lesbos, Femmes damnées 1 (Dones maleïdes), i Femmes damnées 2. Criticant la societat francesa, a més d'utilitzar-les com a personatges xocants, molts dels personatges lèsbics de la literatura francesa del segle xix eren prostitutes i cortesanes; personificacions del vici que morien d'hora, amb morts violentes i amb moralitat final. El poema de Samuel Taylor Coleridge, Christabel (1816), i la novel·la Carmilla (1872) de Joseph Sheridan Le Fanu, presenten el lesbianisme associat al vampirisme. Aquestes representacions de l'homosexualitat femenina no van ser les úniques que van formar la consciència europea sobre el lesbianisme; el psiquiatre alemany Richard von Krafft-Ebbing esmenta les personatges de Gustave Flaubert a Salambó (1862) i Ernest Feydeau a Le comte de Chalis (1867) com a exemples de lesbianes, ja que sengles novel·les mostren protagonistes femenines que no segueixen les normes socials i que expressen sentiments sexuals contradictoris, encara que de cap d'elles mostra desitjos o comportaments homosexuals. El metge i sexòleg Henry Havelock Ellis va usar exemples literaris d'Honoré de Balzac i diversos poetes i escriptors francesos per desenvolupar Sexual Inversion (Inversió sexual), la seva obra principal sobre la inversió de la identitat sexual en les dones.
Gradualment les dones van començar a dedicar-se a la literatura, plasmant els seus propis pensaments sobre les relacions lèsbiques en les seves obres. Fins a la publicació de The Well of Loneliness (El pou de la solitud, 1928), la majoria de les obres sobre lesbianisme havien estat escrites per homes. Foster suggereix que les dones havien estat reticents a escriure sobre les seves pròpies vides o utilitzar el tema de l'homosexualitat, i que algunes escriptores com Louise Labé, Charlotte Charke i Margaret Fuller haurien masculinitzat els personatges de les seves obres literàries i plasmat les relacions de forma ambigua. L'escriptora George Sand va ser representada com a personatge en diverses obres del segle xix. L'escriptor Mario Praz va acreditar la popularitat del lesbianisme com a tema amb l'aparició de Sand en la societat parisenca de la dècada del 1830. La novel·la de Charlotte Brontë, Villette (1853), va iniciar el gènere de les històries d'internats amb temes homoeròtics.

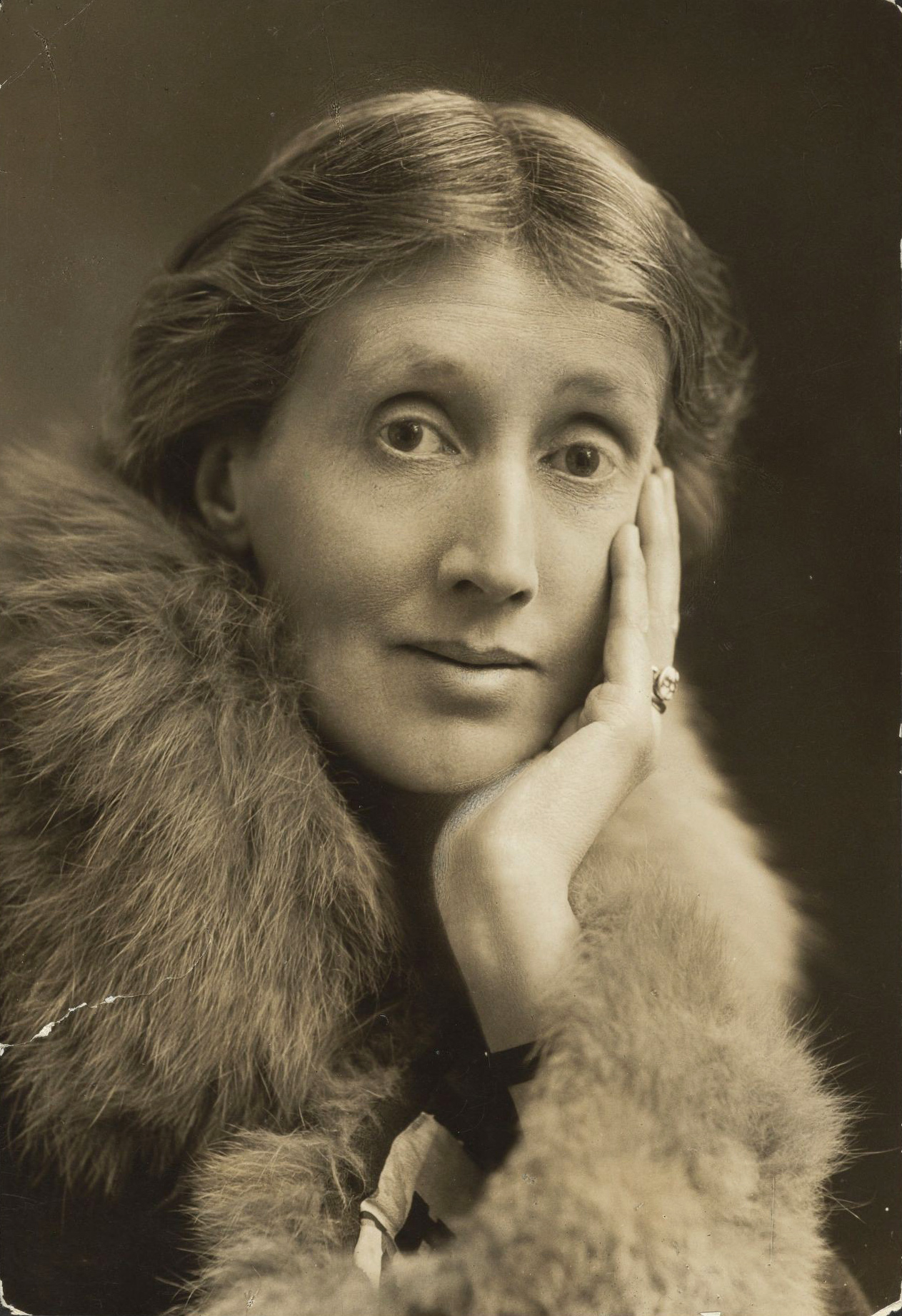
Fotografia de Virginia Woolf (1927)

Al començament del segle xx, tant a Londres com a París, en una atmosfera i un clima intel·lectual i artístic resplendent, es van crear les primeres comunitats de poetesses, escriptores i artistes. Algunes de les dones parisenques més conegudes van ser Marguerite Yourcenar (la primera dona triada per integrar l'Acadèmia Francesa), Natalie Clifford Barney, Gertrude Stein, Tamara de Lempicka, Colette i Liane de Pougy. Algunes de les lesbianes londinenques més conegudes de l'època van ser Virginia Woolf i Katherine Mansfield. En altres països, però, el tema senzillament s'ignorava; una excepció a la regla seria per exemple Carmen de Burgos Colombine, escriptora i periodista espanyola de principis del segle xx, que va abordar sense reserves en les seves obres la vida sexual d'un col·lectiu sexualment alternatiu i va afavorir el descobriment literari de l'homosexualitat femenina a Espanya. La primera obra espanyola a tractar de l'homosexualitat femenina va ser Zezé (1909) d'Ángeles Vicente. El 1929 es va estrenar la primera obra teatral que tractava del tema, Un sueño de la razón (Un somni de la raó) de Cipriano Rivas Cherif. L'única que es va atrevir a publicar a Espanya versos homoeròtics va ser Lucía Sánchez Saornil.

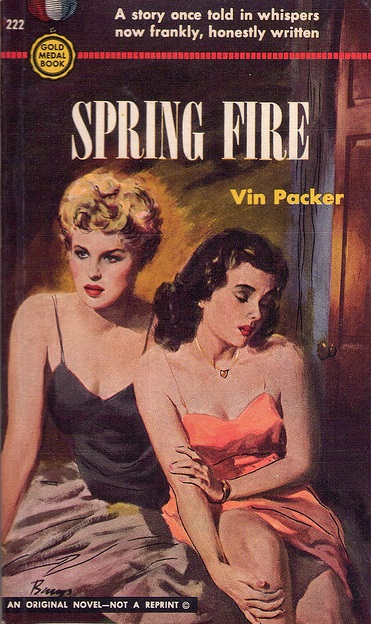
Spring Fire (1958), de Vin Packer (Marijane Meaker)

Les escriptores de mitjans de la primera dècada del segle xx utilitzaven freqüentment missatges xifrats com una forma d'emmascarar la temàtica lesbiana; personatges que canvien de sexe com en l'Orlando de Virginia Woolf, moltes novel·les amb històries entre homes gais com les de Marguerite Yourcenar, històries obertament lèsbiques (però algunes d'elles escrites sota un pseudònim) com el cas de Patricia Highsmith i el seu llibre The Price of Salt (El preu de la sal, 1951) signat com Claire Morgan, donen compte d'aquesta situació.
Altres escriptores com Amy Lowell, Vita Sackville-West i Gale Wilhelm també van abordar en les seves obres relacions lèsbiques o transformacions de gènere com a tema. Altres com Mary Renault i Carson McCullers van escriure o traduir obres de ficció que es van centrar en els homes homosexuals; encara que ambdues van mantenir relacions lèsbiques, els seus principals amics van ser homes gais.
Quan els llibres en rústica es van posar de moda, els temes lèsbics van quedar relegats a la pulp fiction. Moltes d'aquestes novel·les de pseudoliteratura presentaven tòpicament a dones molt infelices, o relacions que acabaven tràgicament. Marijane Meaker va escriure posteriorment que li van aconsellar acabar negativament la història de Spring Fire, perquè els editors estaven preocupats que de no ser així, el servei postal dels Estats Units confiscaria els llibres.
Després dels aldarulls de Stonewall, els temes lèsbics es van fer molt més diversos i complexos, i en comptes de presentar-se com erotisme per a homes heterosexuals, les obres van passar a dirigir-se a les lesbianes. Les revistes feministes com The Furies Collective i Sinister Wisdom van reemplaçar a The Ladder. Diverses escriptores serioses van incloure personatges i trames lèsbiques en les seves obres, com Rita Mae Brown a Rubyfruit Jungle (1973), que presenta una heroïna feminista que tria ser lesbiana. La poetessa Audre Lorde es va enfrontar a l'homofòbia i el racisme en les seves obres, i Cherrie Moraga és la principal responsable de portar la perspectiva llatina a la literatura lèsbica. El canvi de valors és evident en els escrits de Dorothy Allison, que es va centrar en l'abús sexual de menors i els temes deliberadament provocatius com el sadomasoquisme lèsbic.
En dècades recents han proliferat les escriptores que toquen temes lèsbics, com Jeanette Winterson i el món fantàstic projectat en els llibres de Marion Zimmer Bradley. També se sumen escriptores de parla espanyola com Sylvia Molloy, Ena Lucía Portela, Rosamaría Roffiel, Susana Guzner, Zoé Valdés, Lola Vanguardia, Lucía Etxebarria, Thaís Morales, Odette Alonso, Isabel Prescolí i Cristina Peri Rossi, i les catalanes Anna María Moix, Isabel Franc i Esther Tusquets.

### Cinema

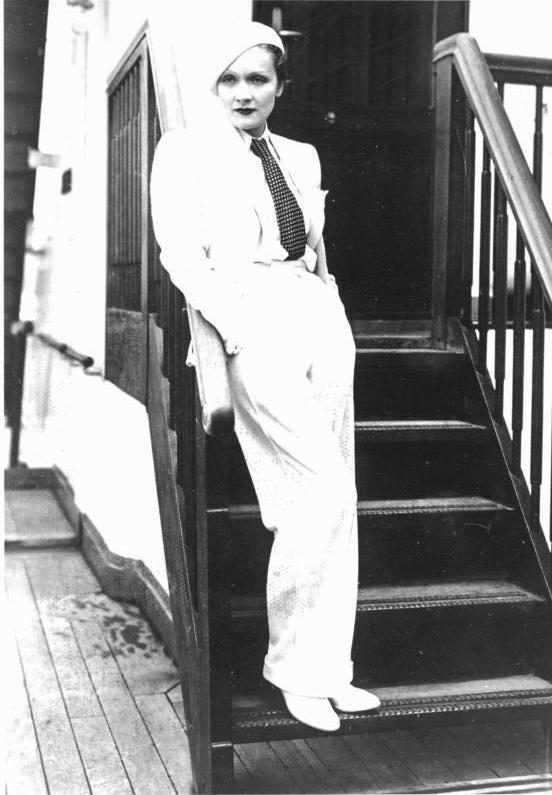
Marlene Dietrich vestida amb roba masculina (1933)

El lesbianisme explícit o suggerit apareix molt aviat en la filmografia. Les lesbianes seran representades al cinema de la mateixa manera que la literatura de l'època. Curiosament els arguments amb dones que desafiaven els rols femenins eren més fàcilment acceptats per l'audiència que el dels homes que transgredien els masculins.
Apareixen actrius vestides com homes per diverses causes tan aviat com 1914 a A Florida Enchantment amb Edith Storey, a Morocco (1930) on Marlene Dietrich a més besava a una altra dona en els llavis, i Katharine Hepburn fingeix ser un home a Christopher Strong (1933) i a Sylvia Scarlett (1936). El Hollywood de l'època segueix la moda que portava el públic a veure espectacles sofisticats i ambigus a Harlem en els quals se suggeria bisexualitat. Tot i que no s'atrevirien a representar una relació homosexual femenina explícitament fins al 1929 en la pel·lícula alemanya Die Büchse der Pandora (La caixa de Pandora) entre els personatges interpretats per Louise Brooks i Alice Roberts. Però la primera pel·lícula la trama principal és una història lèsbica és la també alemanya Mädchen in Uniform (Noies en uniforme, 1931), que tracta de l'amor d'una adolescent per una professora en un internat.
A partir de 1930, el codi Hays va censurar la majoria de les referències a l'homosexualitat en les pel·lícules produïdes a Hollywood, prohibint la representació de «perversions sexuals», per la qual cosa el lesbianisme serà eliminat de les pel·lícules i fins i tot de les adaptacions d'obres literàries amb trames lèsbiques o personatges que són lesbianes declarades. Per exemple en l'adaptació de l'obra teatral de Lillian Hellman, The children's hour (L'hora dels nens), la parella lèsbica es va transformar en un triangle amorós heterosexual, amb el títol These Three. La pel·lícula biogràfica Queen Christina (La reina Cristina de Suècia, 1933), protagonitzada per Greta Garbo, va dissimular les escenes que suggerien els deliris de la reina amb dones. L'homosexualitat o el lesbianisme mai s'esmentaven explícitament en les pel·lícules americanes mentre va estar en vigor el codi Hays. Les raons adduïdes pels censors per eliminar una escena lèsbica a Olivia (pel·lícula francesa de 1951) van ser que era «immoral, podria induir a corrompre la moral». L'aplicació del codi es va relaxar al voltant de 1961, quan William Wyler va tornar a filmar The children's hour (La calúmnia, 1961), amb Audrey Hepburn i Shirley MacLaine. En ella, després que el personatge interpretat per MacLaine admet el seu amor pel de Hepburn se suïcida penjant-se, sent un dels primers exemples del costum que s'assentarà durant molt de temps de finalitzar de forma infeliç totes les històries homosexuals. Serà freqüent matar els personatges homosexuals al final de la pel·lícula, com en el cas del personatge de Sandy Dennis a la pel·lícula The Fox (La guineu, 1967). Quan no són infelices víctimes, les lesbianes són representades com vilanes o personatges moralment corruptes, com les madams de prostíbul interpretades per Barbara Stanwyck a Walk on the Wild Side (La gata negra, 1962), i Shelley Winters a The Balcony (El balcó, 1963). Es representa a les lesbianes com depredadores a Rebecca (1940), en pel·lícules de presons com Caged (1950), o en personatges com Rosa Klebb a From Russia with Love (Des de Rússia amb amor, 1963). Reapareixen els temes de vampires lesbianes en pel·lícules com Dracula's Daughter (La filla de Dràcula, 1936), Et mourir de plaisir (1960), i The Hunger (L'ànsia, 1983). Continua aquest costum de representacions negatives Basic Instinct (Instint bàsic, 1991), que mostra una assassina bisexual interpretada per Sharon Stone, una de les moltes pel·lícules que van ocasionar protestes per la representació dels homosexuals com assassins.

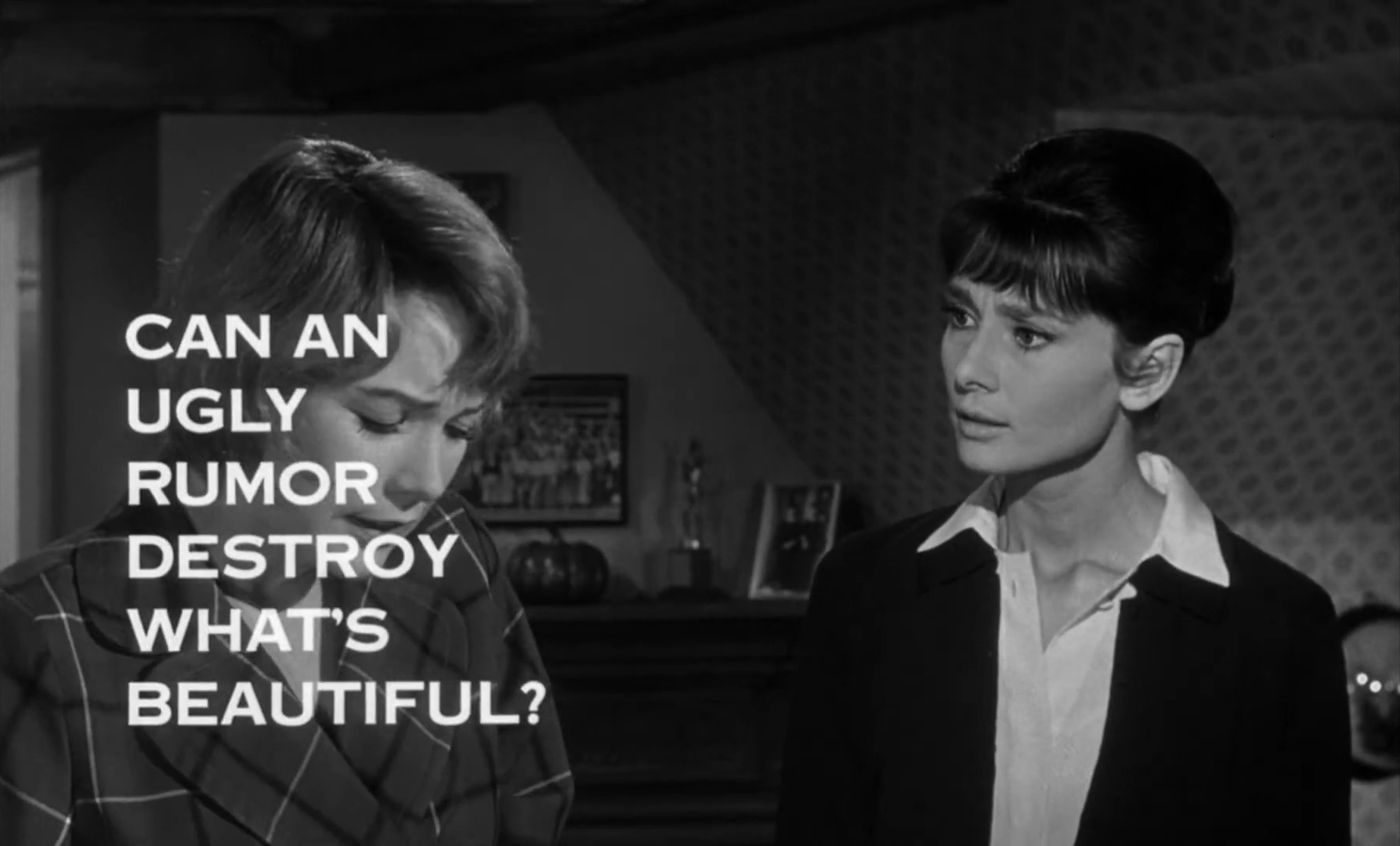
La censura va obligar que no s'esmentessin els termes lesbianisme o homosexualitat a La calúmnia (1961) encara que era el rumor pel qual el personatge de Shirley MacLaine se suïcida

Tot i que també ho fa de forma força negativa, la primera pel·lícula que intenta representar el lesbianisme amb certa profunditat és The Killing of Sister George (1968), en la qual alguns dels seus escenaris eren autèntics clubs de lesbianes de Londres. En ella per primera vegada un personatge es defineix com a lesbiana. L'historiador cinematogràfic Vito Russo considera que la pel·lícula representa de forma complexa a un personatge amb múltiples facetes que és obligada a romandre en silenci per altres lesbianes. A Personal Best (1982) i Lianna (1983) es tracta a les lesbianes i les relacions lèsbiques de forma més amable i apareixen escenes de sexe lèsbic, encara que cap de les dues representa relacions felices. Personal Best va ser criticada per mostrar el tòpic de la dona que després d'estar amb dones torna a una relació amb un home, donant a entendre que el lesbianisme és una fase, a més de per tractar la relació lèsbica amb «manifest voyeurisme». En aquesta època també van aparèixer personatges i relacions lèsbiques representats de forma ambigua, com a Silkwood (1983), The Color Purple (El color púrpura, 1985) i Fried Green Tomatoes (Tomàquets verds fregits, 1991), en arguments en què el lesbianisme era un dels temes principals.

The Hours (Les hores, 2002)

El cinema independent va fer possible que s'abordessin nous temes. Barbara Hammer va rodar diverses pel·lícules experimentals de tema lèsbic com Dyketactics (1974), Superdyke (1975) i Nitrate Kisses (1992). Desert Hearts (1985) va ser una de les que va tenir més èxit. Dirigida per la lesbiana Donna Deitch, està lliurement basada en la novel·la de Jane Rule, Desert of the Heart (1964). No va rebre molt bones crítiques en la seva època però sí les ha obtingut a les revisions de la premsa gai.
Al final de la dècada del 1980 i principis de la dècada del 1990, apareixen pel·lícules en què es tracten els temes homosexuals amb serietat, produïts pels mateixos gais i lesbianes, denominat «New Queer Cinema». Entre les pel·lícules que tracten de lesbianes destaquen la innovadora comèdia romàntica Go Fish (1994) de Rose Troche, i la primera pel·lícules sobre lesbianes afroamericanes The Watermelon Woman (1995) de Cheryl Dunye. El realisme de les pel·lícules que representen lesbianes dona pas a un altre tipus de representacions, com les històries romàntiques com The Incredibly True Adventure of Two Girls in Love (1995), When Night is Falling (1995), i Better Than Chocolate (1999), sàtires socials com But I'm a Cheerleader (2001), o fins i tot el realisme màgic de la pel·lícula argentina El niño pez (2009). També han reaparegut temes recurrents com la lesbiana assassina en pel·lícules com Heavenly Creatures (1994) de Peter Jackson, i Monster (2003) d'Aileen Wuornos, o l'exploració i descobriment de l'orientació sexual i el primer amor en pel·lícules com Fucking Åmål (1998), Kissing Jessica Stein (2001) i Chasing Amy (Perseguint l'Amy, 1997).
Entre les cineastes lesbianes més reconegudes de l'actualitat es troben Jamie Babbit (But I'm a Cheerleader, 2001), Patricia Rozema (When Night is Falling, 1995), Léa Pool (Lost and Delirious, 2001), Rose Troche (Go Fish, 1994) i Barbara Hammer. La pel·lícula The Hours (Les hores, 2002) enfoca el lesbianisme i el seu impacte social en tres èpoques diferents de la història, una cosa semblant al que fa la pel·lícula If These Walls Could Talk 2 (Si les parets parlessin 2, 2000). Al 2004, la pel·lícula D.E.B.S. explica la història d'una lladre i una espia que tenen una relació lèsbica. El 2015, la pel·lícula Carol, basada en la novel·la autobiogràfica The Price of Salt (El preu de la sal, 1951) de Patricia Highsmith, va debutar al Festival de Canes amb excel·lents crítiques.

### Televisió
L'homosexualitat va començar a tractar-se en la televisió molt més tard que al cinema. Alguns programes d'entrevistes de televisions locals dels Estats Units van tractar el tema convidant a equips d'experts (en general cap d'ells era homosexual) per discutir els problemes dels homes gais en la societat. Rarament s'esmentava el lesbianisme.
La primera vegada que es va representar a una lesbiana en una sèrie de televisió va ser en el drama psiquiàtric de la NBC The Eleventh Hour al principi de la dècada del 1960; en l'episodi, una actriu se sent perseguida per la seva directora i l'angoixa la porta a anar al psiquiatre, que li explica que té sentiments lèsbics reprimits que li fan sentir culpable. No obstant això, després de fer-se veure, el tractament s'orientarà a fer que pugui mantenir relacions heterosexuals.
La invisibilitat de les lesbianes continuarà durant la dècada del 1970, quan el tema de l'homosexualitat comença a representar-se en les sèries, al principi en drames mèdics (The bold ons, Marcus Welby, MD, Medical Center), on generalment es mostra a pacients gais que es confessen amb els metges o el personal sanitari. Això permetia que es discutís clínicament l'homosexualitat; el protagonista solia guiar els atribolats personatges gais, o bé els corregia, mentre que es comparava a l'homosexualitat amb la psicosi, el comportament delictiu o l'abús de drogues.
Un altre tipus de guions en els quals apareixien personatges homosexuals durant la dècada del 1970 van ser els drames policials. Podien ser víctimes del xantatge o de la violència homofòbica, però el més freqüent era que fossin delinqüents. Va començar al final de la dècada del 1960 en sèries com N.Y.P.D., Police story i Police Woman, i la utilització d'històries homosexuals va ser fent-se més freqüent a mesura que creixia l'activisme LGBT. Les lesbianes s'incloïen com assassines, inclinades al crim pels seus desitjos, per haver interioritzat l'homofòbia, o per por de ser exposades públicament com homosexuals. Un episodi de Police Woman va provocar protestes de la National Gay Task Force abans de ser emès per representar un trio de lesbianes assassines que mataven jubilats per robar els seus diners. A causa de les protestes, la NBC va tornar a editar l'episodi per modificar-lo, la qual cosa no va evitar una asseguda a les oficines centrals de la NBC.
A mitjans de la dècada del 1970, els gais i les lesbianes van començar a aparèixer com a agents de policia i detectius, plantant cara al tema de la sortida de l'armari. El 1991 va aparèixer una advocada bisexual interpretada per Amanda Donohoe a la sèrie L. A. Law, que protagonitzaria el primer petó lèsbic famós d'una sèrie de màxima audiència, al costat de Michele Greene, que va causar polèmica tot i ser qualificat com a «cast» pel The Hollywood Reporter.

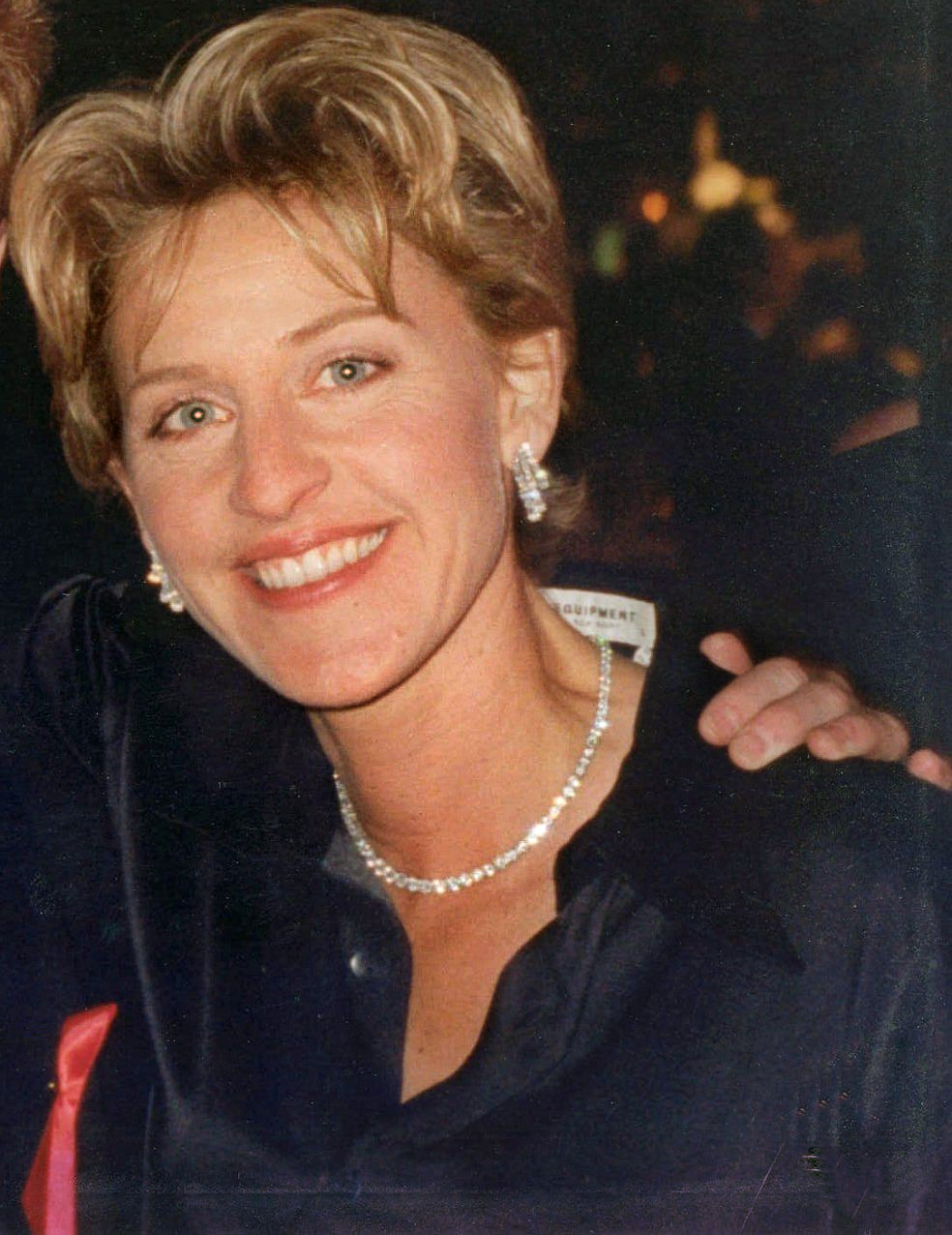
Ellen DeGeneres el 1994, uns anys abans que la seva carrera corregués perill al sortir de l'armari el 1997. Va estar diversos anys sense feina arran de l'enrenou mediàtic, fins que va aconseguir el seu propi programa, The Ellen DeGeneres Show, que va tenir un gran èxit

Tot i que les sèries de televisió no van començar a tenir personatges homosexuals entre el repartiment permanent fins al final de la dècada del 1980, algunes comèdies de situació anteriors tenien un personatge que Stephen Tropiano denomina «gai-hetero». Era un personatge secundari extravagant que no compleix amb les normes de gènere o que té una vida personal ambigua, que «per a tots els efectes hauria de ser homosexual» encara que no s'explicita. Entre aquests s'inclou a Zelda de The Many Loves of Dobie Gillis, Miss Hathaway de The Beverly Hillbillies, i Jo de The Facts of Life. Des de mitjans de la dècada del 1980 i durant la dècada del 1990, les comèdies de situació solen tenir un episodi de sortida de l'armari, on un amic dels personatges protagonistes es declara homosexual, provocant que els protagonistes tractin el tema. A Designing Women, The Golden Girls i Friends van aparèixer lesbianes d'aquesta forma. També es va recórrer a personatges lèsbics que sortien de l'armari a Married with Children, Mad About You i Roseanne. A l'últim episodi de Roseanne, «Don't Ask, Do not Tell», va despertar el temor entre els executius de l'ABC que el petó entre Roseanne Barr i Mariel Hemingway podria baixar l'audiència i fer que es retiressin els anunciants. En canvi aquest episodi va ser el de més audiència de la setmana.
La comèdia de situació americana amb major impacte per a la imatge de les lesbianes va ser Ellen. La publicitat que va suposar el 1997 la sortida de l'armari de la protagonista tant en la ficció com en la realitat va ser enorme. Ellen DeGeneres va aparèixer a la portada de la revista Time la setmana abans de l'emissió de «The Puppy Episode» (L'episodi del cadell) amb el titular «Yep, I'm Gay» (Sip, sóc homosexual). Es van organitzar reunions en moltes ciutats dels Estats Units per veure l'episodi, i les protestes de les organitzacions conservadores van ser intenses. El guió va guanyar un Emmy, però quan la sèrie va continuar amb el personatge d'Ellen Morgan com a lesbiana cada setmana, l'audiència va baixar, i els executius de la cadena es van sentir incòmodes amb la direcció que el programa estava prenent i ho van cancel·lar.
Les sèries dramàtiques, de fantasia i ciència-ficció ocasionalment incorporen temes homosexuals i alguna trama continuada lèsbica com en Relativity, Picket Fences, Star Trek: The Next Generation i Deep Space Nine. En aquestes dues últimes s'han explorat els límits de l'orientació sexual i el gènere. Entre les sèries de ciència-ficció també destaca la sèrie anglesa Torchwood, on les seves dues protagonistes femenines, Gwen i Toshiko, tenen contactes sexuals tant amb dones com amb personatges femenins tan diversos com extraterrestres o robots humanoides. La sèrie per a adolescents Buffy the Vampire Slayer també va tenir trames lèsbiques. En la quarta temporada, Willow i Tara s'enamoren la una de l'altra i la seva relació continua al llarg de la sèrie fins que maten a Tara. Aquest succés trasbalsa tant a Willow que per un temps és atreta al mal i usa els seus poders màgics per a la venjança. Després de tornar a la normalitat trobarà consol en una nova relació amb Kennedy.
A aquestes aparicions ocasionals i trames secundàries, li van seguir sèries de temàtica específicament homosexual. Va iniciar aquest gènere la britànica Queer as Folk (1999) seguida per la seva versió estatunidenca més llarga, amb cinc temporades emeses del 2000 al 2005. En sengles sèries, dos dels seus personatges principals eren una parella de lesbianes, anomenades Lindsay i Melanie en la versió americana de Queer as Folk. Showtime, la productora d'aquesta última, va promocionar la sèrie amb lemes com «Sense límits», i en la sèrie es van abordar gràficament molts temes sobre homosexualitat. La qualitat de la sèrie i la seva agressiva publicitat va aconseguir que després de la primera temporada la seva audiència doblés a la de qualsevol altre programa de la cadena. El 2004, Showtime va estrenar The L Word, una sèrie dramàtica protagonitzada per un grup de dones lesbianes i bisexuals, que es va emetre fins a 2009.
Les sèries mèdiques han seguit introduint personatges i relacions lèsbiques, però ja no només entre els pacients que apareixen esporàdicament, sinó també entre els personatges permanents del personal de les plantilles sanitàries. Tal és el cas d'ER, House, Anatomia de Grey, i l'espanyola Hospital Central. En aquesta última destaca la trama lèsbica per implicar dos dels personatges protagonistes, Maca i Esther. Més endavant, en la sèrie també espanyola Los hombres de Paco, es formaria una altra relació lèsbica, amb Pepa Miranda i Silvia Castro de protagonistes.
Al Japó destaca la presència del gènere yuri, que mostra en el manga i en l'anime l'amor entre dones. Sèries com Maria-sama ga Miteru (マリア様がみてる; La Mare de Déu ens està mirant), Shōjo Kakumei Utena (少女革命ウテナ; Utena, la noia revolucionària), o Sasameki Koto (ささめきこと; Paraules xiuxiuejades), empren el yuri com a element central, mentre que altres com Sailor Moon (美少女戦士セーラームーン; La bonica soldada Marinera Lluna, amb la coneguda parella Marinera Urà / Marinera Neptú) ho empren com un element secundari.
Llatinoamèrica no va estar aliena a aquests canvis. A l'Argentina, durant l'any 2002, va ser emesa per canal 13 de Buenos Aires, una sèrie televisiva policíaca titulada 099 Central. En la mateixa, els personatges de Marisa (representada per Carolina Peleritti), i Silvina (Eugenia Tobal), són dues dones policia que es descobreixen lesbianes. Marisa té assumida la seva identitat lèsbica des de fa molt de temps, però Silvina no. Tots dos personatges han de superar molts obstacles i recolzar-se mútuament per seguir juntes; la sèrie va ser traduïda a l'anglès i venuda a l'Orient Mitjà.

### Esport

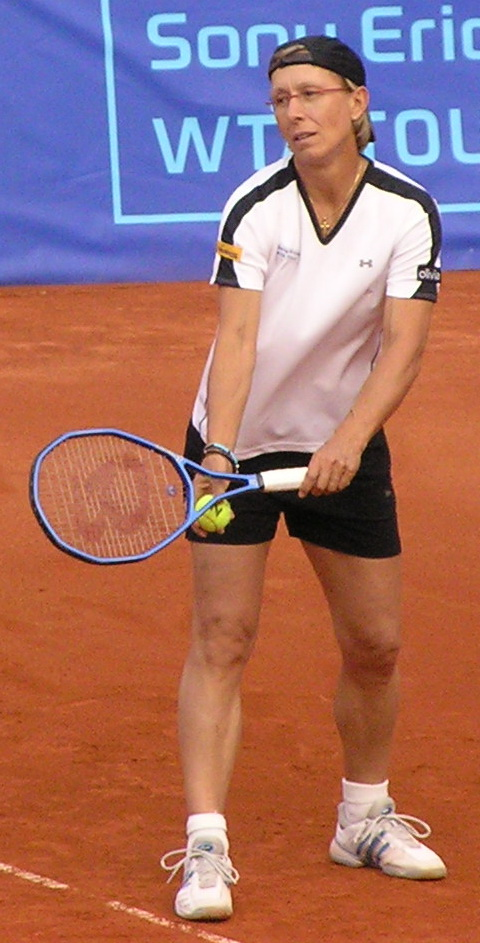
La tennista Martina Navrátilová (2005)

Des de fa anys, la lluita pel reconeixement i l'entrada al món de l'esport i la perseverança i el triomf en esdeveniments esportius ha estat part essencial de la història de la cultura lèsbica. No obstant això, l'homofòbia existent va dissuadir a moltes esportistes de fer pública la seva orientació sexual mentre estaven en actiu. La primera esportista que públicament va reconèixer ser lesbiana va ser la tennista Billie Jean King el 1981. Guanyadora de l'Open d'Austràlia, Roland Garros, Wimbledon (en sis ocasions) i l'US Open (en quatre ocasions), va haver de fer pública la seva orientació forçada per les circumstàncies; havia mantingut una relació extramarital amb la seva assistent Marilyn Barnett, qui amenaçava amb demandar i publicar les cartes d'amor que King li havia escrit. Els jutjats finalment desestimarien la demanda. Per King va ser un període difícil, ja que la seva família era molt homòfoba i estava molt preocupada per la seva reacció davant la notícia, que va tenir una gran repercussió en els mitjans de comunicació.
Més tard, en aquell mateix any, la tennista Martina Navrátilová va admetre que tenia una relació sentimental amb l'escriptora Rita Mae Brown. Navratilova va arribar a guanyar en tres ocasions l'Open d'Austràlia, en nou el torneig de Wimbledon, es va fer amb l'US Open en quatre ocasions i va aconseguir per partida doble alçar-se amb la victòria a Roland Garros, el que la converteix en una de les millors tennistes de la història d'aquest esport. La seva sortida de l'armari li va valer molt respecte, però paral·lelament va perdre patrocinadors, que temien les possibles conseqüències comercials d'associar-se a una persona obertament homosexual.
El 1999, la tennista francesa Amélie Mauresmo va fer pública la seva homosexualitat després de vèncer a la semifinal de l'Open d'Austràlia amb 19 anys a Lindsay Davenport. Tant Davenport com Martina Hingis, que va guanyar la final, van fer comentaris negatius sobre l'aspecte i joc «virils» de Mauresmo, que va celebrar l'haver estat la primera francesa a arribar a la final des de 1922 corrent a abraçar la seva núvia. La tennista posteriorment va rebre mostres de suport de mitjans de comunicació i aficionats, que es van regirar contra l'actitud de Hingis. Posteriorment va guanyar la medalla de plata als Jocs Olímpics d'Atenes 2004 i la Copa Federació amb França, i va aconseguir el número 1 de la WTA aquest mateix any, per després alçar-se amb el triomf a Wimbledon el 2005 i l'Open d'Austràlia en 2006.
Des de 1982 se celebren cada quatre anys els Gay Games (Jocs gais), un esdeveniment esportiu i cultural a semblança dels Jocs Olímpics. El Comitè Olímpic Internacional no permet l'ús del terme «Gay Olympics» (Olimpíades gai), la qual cosa ha generat controvèrsia. El principal objectiu dels Gay Games és «promocionar i augmentar l'autorespecte de lesbianes i homes gais del món, i generar respecte i comprensió del món no-gai».

### Música

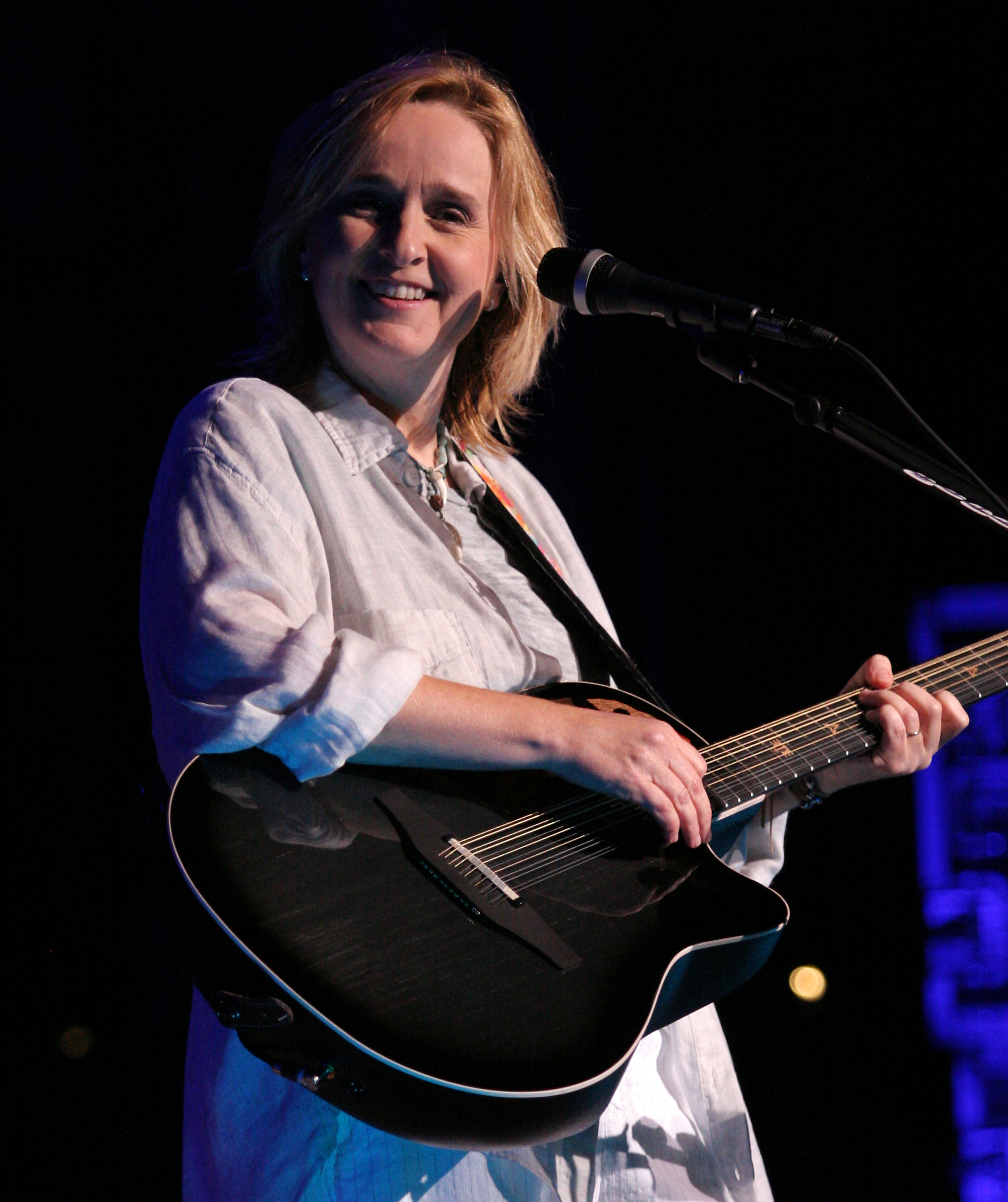
La cantat de rock Melissa Etheridge (2008)

La cantant canadenca de pop i country K.d. lang, guanyadora de quatre premis Grammy, va sortir de l'armari el 1992 en una entrevista a la revista The Advocate. Més tard, el 1993, va protagonitzar una portada transgressora costat de Cindy Crawford a la revista Vanity Fair, mostrant el seu costat més butch. El 2008 va admetre que va rebre certa pressió per part de la seva companyia discogràfica per no sortir de l'armari, però creu que gràcies a aquesta decisió la seva carrera va acabar d'enlairar-se.
Melissa Etheridge, cantant de rock guanyadora de dos premis Grammy el 1992 i 1994, i d'un Oscar el 2006 per la cançó I need to wake up (del documental An Inconvenient Truth, Una veritat incòmoda), va sortir de l'armari el 1993 durant la gala presidencial del primer mandat de Bill Clinton. Fèrria activista dels drets dels homosexuals, va declarar després de l'aprovació de la proposició 8, que li impedia casar-se amb la seva parella Tammy Lynn Michaels (amb la qual té bessons), que, com a mesura de protesta, es negaria a pagar els seus impostos «al no ser una ciutadana de ple dret».
El grup espanyol Mecano va escriure la famosa cançó Mujer contra mujer (Dona contra dona) sobre l'homosexualitat femenina. La cançó Sol, noche y luna (Sol, nit i lluna) de Chenoa fa referència també a aquest tema. Així mateix, el duet rus T.A.T.u. va fer referència al lesbianisme en les seves declaracions públiques i en diverses de les seves cançons, entre les quals destaca el seu èxit All the things she said (Totes les coses que ella va dir).

### Revistes
La primera revista LGBT del món va ser Uranus, publicada el 1870 per l'alemany Karl Heinrich Ulrichs. Només va tenir una edició. La primera revista exclusivament lèsbica de la qual es té constància va ser Die Freundin (1924-1933; L'amiga), editada a Alemanya per Friedrich Radszuweit. Va arribar a haver-hi cinc revistes per a lesbianes a Alemanya durant la República de Weimar a més de Die Freundin: Ledige Frauen (1928-1929; Dones solteres), Frauenliebe (1926-1930; Amor de dones), Frauen, Liebe und Leben (1938; Dones, amor i vida), Garçonne-Junggesellin (1930- 1932; Garçonne soltera), l'única publicada exclusivament per dones, i Blätter idealer Frauenfreundschaft (1924-1927; Fulles d'amistat de la dona ideal).
Als Estats Units, la pionera va ser Vice Versa, publicada el 1947 per Lisa Ben (anagrama de Lesbian, lesbiana en anglès). The Ladder va ser la primera distribuïda a nivell nacional en aquest país. A Espanya, d'altra banda, la primera revista lèsbica va ser Femme fatal, publicada el 2004.